# 香港大學
香港大學（英語：The University of Hong Kong），簡稱港大，是香港第一所公立研究型大學，大學本部位於香港島中西區薄扶林龍虎山。大學成立於1911年，由兩所當時已存在的高等院校——香港西醫書院及香港工學院合併而成，并加设文学院，於1912年3月11日正式辦學，是香港最早建立的高等教育及提供學士課程的教育機構，亦是英國在印度以東最早成立的大學。
香港大學是亞洲以至全球最頂尖的大學之一，現時位居QS世界大學排名第11位、泰晤士高等教育世界大學排名第35位，QS亞洲大學排名第2位。該校自創校以來一直採用英文為主要教學語言，現在共有十所學術學院，作為跨學術領域的綜合大學，其以工程學、醫學、牙醫學、法律、教育學、社會學、哲學、電腦科學、國際關係、建筑學、新聞學、社會科學、政治學、文学等著名。该校同时与其他世界著名大学，如加州大学伯克利分校、剑桥大学、北京大学、伦敦大学学院等设有独特的本科双学位项目。

## 歷史

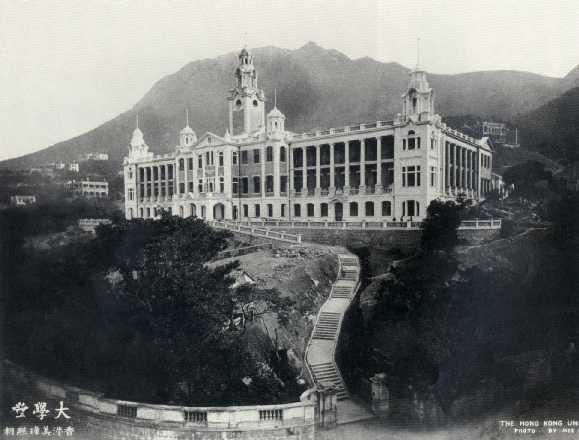
1912年的香港大學

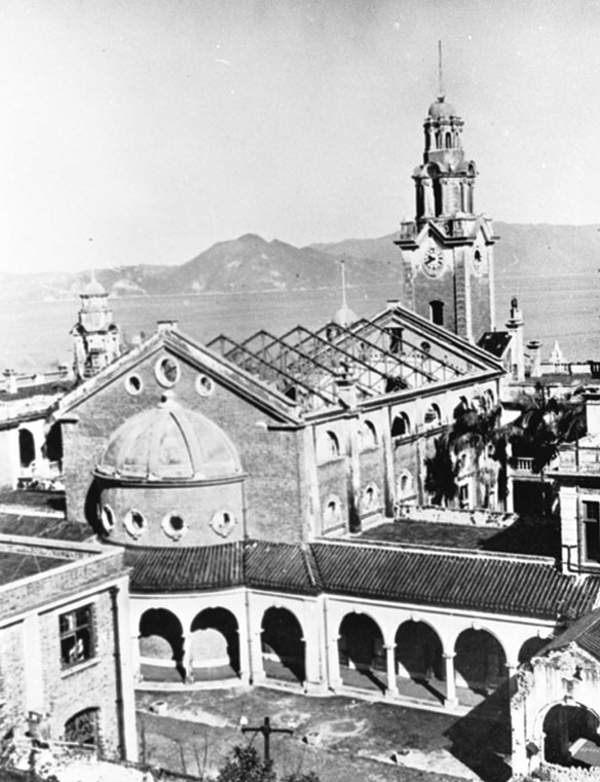
1946年的香港大學校舍，可見香港日佔時期帶來的破壞

香港大學創立於香港殖民地時期，溯源於1887年於維多利亞城成立的華人西醫書院，該校後來併入香港大學並成為香港大學醫學院，與文學院及工程學院一同被認為是香港大學的創校學院。香港大學在日佔時期遭受嚴重破壞，太平洋戰爭結束後，香港大學於1948年恢復運作，其後多所學院及學術部門相繼成立。

### 早期
1880年，港督軒尼詩提出要在香港建立一所英國式大學。不過，當時負責研究此事的教育委員會認為香港尚未具備設立大學的條件，有關計劃也遭到擱置。1905年，清廷推行晩清新政，重點之一為教育改革，廢除科舉制度，引入西式學制和課程內容。在這樣的歷史背景下，讀書人紛紛轉而學習西學，出國留學生數量與日俱增，也有些西方國家在中國內地創辦大學，以增強其在華影響力，當時英商也極渴望香港能夠建立一所大學，藉以維護和擴展英國人在亞洲的利益。有鑒於此，香港的《德臣西報》首先有社評提出在香港建立香港大學的建議。1908年，時任港督盧吉又公開提出創辦香港大學，明確指出港大應以英國伯明翰大學或列斯大學為藍本，以訓練應用科學為主。
創辦大學的建議一經提出，隨即得到廣泛迴響，不過在1909年時單是大學的建築工程預算開支已需要25萬元，於是港督盧吉向在香港經商的外籍商人呼籲捐助籌辦大學的經費，居港的印度籍商人麼地率先捐出15萬元作為建築費用及3萬元用作營運經費，各方人士都紛紛協助籌募經費，太古、滙豐、怡和等商業機構都有出資贊助，海外華僑和中國各地官員都響應支持。省港工商界認為成立大學有助中國人學習西方科技，使中國能夠踏上自強的道路。兩廣總督張人駿認為香港大學的建立有助國人獲取西方知識，故號召省内居民募捐，共籌得20萬元之多。有學者認為，當時約有65萬元來自香港以外地區，相當於募得款項的一半。
籌得足夠資金後，創建大學的工作隨即展開，幾經商議，校址最终選定於般咸道與薄扶林道交界處。1910年3月6日，本部大樓舉行奠基儀式, 此日日後亦定為香港大學奠基紀念日（Foundation Day），1911年3月30日香港大學正式成立，並通過了《1911年大學條例》（University Ordinance 1911）。本部大樓於1912年3月11日舉行開幕典禮後正式啟用，同年首屆學生入學,。時任港督盧吉在開學典禮上表示，本校畢業生將能把在校內和宿舍裏受訓期間學習到人生觀、責任感和理想帶到中國去，並在英國的自由制度下成長，享受着與英國大學為伍的好處，建立起自己的地位和威信，為中國的大學樹立一個榜樣。初建的港大歸併了本已開辦的西醫書院和香港工學院，加上增辦的文學院，共有三所學院，第一屆學生72人。開辦之初學生都是華商和士紳子弟，學制為四年（醫科五年），而且全部學生都是男寄宿生。初期，本部大樓集全校一切設施於一身，有辦公室、課室、圖書館、醫療室等。由於學生宿舍聖約翰堂宿位供不應求，在新建的盧吉堂未落成前，本部大樓的頂層甚至用作學生宿舍。
1916年12月，香港大學舉行第一屆畢業禮，有23位畢業生及5位榮譽畢業生。早期香港大學設有自己的入學考試，當時官立學校皇仁書院及英皇書院是香港大學入學試兩所最主要的預科學校。創校13年後，即1923年，港大出現首位女性畢業生。1925年，香港政府召集本港紳商，磋商在香港大學增設中文學系，香港大學中文學院於1927年成立，當時得到華人富商鄧志昂捐款建立中文學院，馮平山捐款建立中文圖書館，並邀得賴際熙、區大典等晚清翰林院學者執教。1937年，瑪麗醫院建立後便成為香港大學的教學醫院。1939年，香港大學理學院成立。
1941年12月8日，日軍入侵香港，12月25日香港淪陷，至1945年8月香港光復這期間，香港大學被逼接近停止運作，羅富國科學樓、利瑪竇宿舍，以及本部的聯合會大樓（1986年命名孔慶熒樓）東翼，都在日軍空襲時被炮彈擊中受損。鑑於香港大學快將被日軍完全佔領，於1941年12月31日，香港大學校務委員會於舊校長宿舍舉行校務委員會緊急會議，向其中12月8日早上被戰火中止畢業考試的14名醫科三年級學生（修業期最後一年）頒授「按校務委員會特別命令頒發的學位」，亦稱為「戰時學位」。 該14名醫學生，包括於1941年12月19日於慈幼會大屠殺中被日軍殺死的Dr. E. N. Orloff，於死後追授「戰時學位」。 於翌日（即1942年1月1日）於盧吉堂後秘密舉行畢業典禮。當日軍佔領香港大學時，多個實驗室及工場中有用的設備，化學品，材料，文獻，書籍，以及校務文件均被日軍取去。而主要破壞，在於治安不靖時，眾多設施，包括校園內建築物的木製屋頂和門窗等被盜走作燃料，只餘下外框。香港大学医学院的師生内迁至四川成都正府街授課，另有超過一半的學生受到王國棟教授幫助取得殖民地部的資助逃往中國自由區於其他大學繼續學業。校務委員會及校董會成員於赤柱拘留營內多次舉行會議，主要是中國自由區內香港大學師生的事宜，以及為日後重光後重建香港大學準備，校務委員會曾討論重光後於清水灣重建香港大學。
香港重光後，港督夏慤於1946年3月親臨香港大學，在沒有屋頂和地板的大學禮堂出席港大於戰後首次頒授學位會議，緊急向33名於戰前於香港大學修讀並於戰時於中國自由區內醫科大學修讀的內外全科醫學士學位，至1948年大學全面恢復運作。

### 二戰後

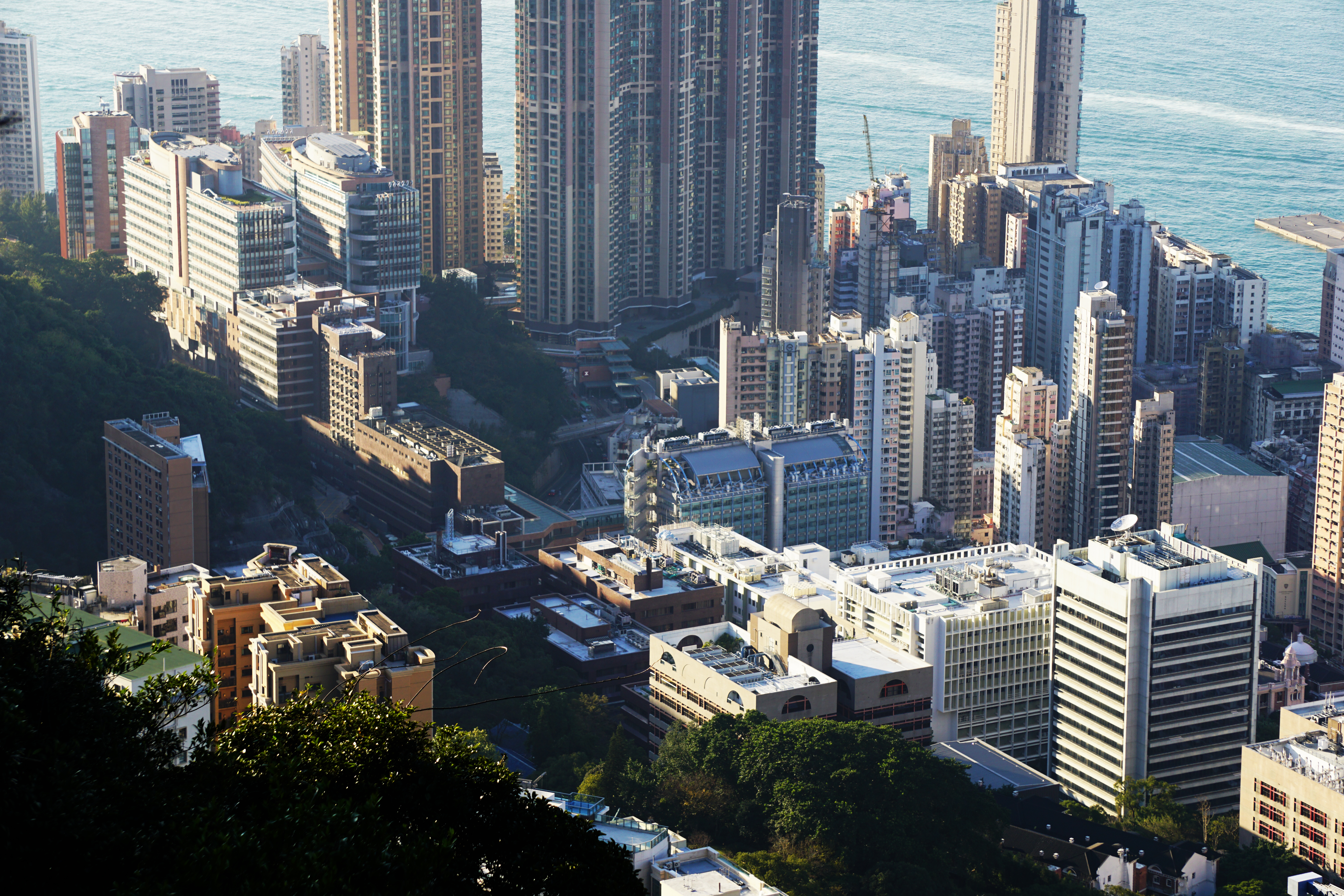
俯瞰香港大學

第二次世界大戰結束後，香港大學隨香港社會需要設立校外課程部（1957年，於1992年改名及分拆設立為香港大學專業進修學院, HKU SPACE），還陸續設立多所學術學院，包括社會科學學院（1967年）、香港唯一的牙醫學院（1982年）、建築學院（1984年）、教育學院（1984年）、法律學院（1984年，前身為法律系，成立於 1969年）、經濟及工商管理學院（2001年）。1961年學生人數為2,000人，是1941年的4倍。1989年後政府推行大專教育本地化，大幅增加大學學位和課程種類，讓港人不用遠赴英國讀大學，也為主權移交中國作準備。這使港大學生人數倍增，至2017年度學生數目達28,744名，國際學生佔超過三成。

### 回歸及千禧年後
2003年，嚴重急性呼吸系統綜合症（沙士）爆發，香港大學醫學研究人員於全球率先發現引起沙士的冠狀病毒。2005年，醫學院正名為「香港大學李嘉誠醫學院」。2010至2012年，港大為慶祝建校100周年，舉辦了百周年慶典。2012年，港大師生進駐百周年校園，校舍面積比原來新增達35%，並因三三四改制正式實施四年制本科課程。
於2024年起，教資會放寬國際學生及本地生比例，學生（本科生（18,491， 47.2%），修課式研究生（16,541， 42.2%），及研究式研究生（4,134， 10.6%））總數達至39,166人，其中 19,145 （48.8%）學生為非本地學生（以國籍釐定）（不包括交換生）。 另外，港大亦有全港數量最多的研究生（於23/24年度，共有20,675名修課式研究生及研究式研究生）。主權移交後，雖數次被校政風波困擾，但大學逐漸由專注於教學過渡為教學和研究並重，並增加與海內外大學和研究所的學術交流，尤以醫學研究成果（如SARS病毒研究）最為豐厚，五所實驗室亦獲「中華人民共和國國家重點實驗室」稱號。

## 行政與架構

### 大學辨識

香港大学纹章

香港大學的校徽根據英國紋章院的建議而訂立， 是首間擁有盾章的大學，並於1913年5月14日獲得包含校盾和校訓的紋章。早於1912年10月，香港大學已於一封給紋章院的信中提到了盾形紋章的設計。但設計者為誰已不可考，可能是一位熟悉紋章學的歐洲人。從紋章的設計可以看出早期的大學興辦者對香港大學的期望，希望將大學發展為一所中西合壁的大學。而背景的藍、綠色分別代表大學所在的香港島和四面環海的景致。現時採用的盾章是根據1958年紋章院的繪圖訂立。
在1981年，香港大學建校70週年時，大學向紋章院申請一個完整的紋章，此前只擁有盾章的香港大學，終於添加了部分包括冠頂及扶持盾牌的獸形，此項申請於1984年獲英國紋章院批准。紋章以香港盾徽為藍圖繪劃。居頂的是代表英格蘭的小獅子。左面是代表中國的龍，右面是代表英國的獅子，腳踏著的草地代表香港島。三頭生物都繫著翡翠項飾。頭盔與綵帶代表勇敢的騎士。

### 管治架構
香港大學與香港其他法定高等院校一樣，最初由香港總督擔任校監，並於1997年7月1日起，由香港特區行政長官繼承校監一職。校長是香港大學日常行政的最高負責人，大學的管治機構包括校董會，校務委員會，教務委員會。香港大學現有10所學院：醫學、法律、牙醫學、建築、理學、文學、經濟及工商管理學、教育學、工程學及社會科學學院，下設多個學系及部門，提供不同的本科及研究生課程。為更好處理及協調各學院的研究課程及有關行政工作，大學特設一所研究學院，另有多所研究中心。
大學兩所附屬教育機構：香港大學專業進修學院及明德學院，提供持續進修及自資學位課程。
《香港大學條例》（University of Hong Kong Ordinance）規定大學校監為香港行政長官（殖民地時期為香港總督）。校長會與副校長執行大學校務委員會訂立的政策。

### 現任大學主管人員
| 領導層                       | 領導層                                                                   | 領導層                                  |
| ---------------------------- | ------------------------------------------------------------------------ | --------------------------------------- |
| 校監                         | Chancellor                                                               | 李家超先生 (校监一职由香港行政長官兼任) |
| 校務委員會主席               | University Council Chairman                                              | 王冬勝先生                              |
| 副校監                       | Pro-Chancellor                                                           | 李國寶爵士                              |
| 管理層                       |                                                                          |                                         |
| 校長                         | President and Vice-Chancellor                                            | 張翔教授                                |
| 首席副校長                   | Provost and Deputy Vice-Chancellor                                       | 王漸教授 (暫任)                         |
| 行政及財務副校長             | Executive Vice-President (Administration and Finance)                    | 田之楠教授 (暫任)                       |
| 副校長（學術發展）           | Vice-President and Pro-Vice-Chancellor (Academic Staffing and Resources) | 宮鵬教授                                |
| 副校長（教學）               | Vice-President and Pro-Vice-Chancellor (Teaching and Learning)           | 何立仁教授                              |
| 副校長 (健康)                | Vice-President & Pro-Vice-Chancellor (Health)                            | 劉澤星教授 (暫任)                       |
| 副校長（研究）               | Vice-President and Pro-Vice-Chancellor (Research)                        | 申作軍教授                              |
| 副校長 (國際創新中心)        | Vice-President & Pro-Vice-Chancellor (Global Innovation Centre)          | 任詠華教授 (暫任)                       |
| 副校長 (環球事務)            | Vice-President & Pro-Vice-Chancellor (Global)                            | 顏慶雲教授 (暫任)                       |
| 司庫                         | Treasurer                                                                | 梁高美懿女士                            |
| 學院院長                     |                                                                          |                                         |
| 建築學院                     | Architecture                                                             | 张永和教授                              |
| 文學院                       | Arts                                                                     | 龐德威教授                              |
| 經濟及工商管理學院           | Business and Economics                                                   | 蔡洪濱教授                              |
| 牙醫學院                     | Dentistry                                                                | 金力堅教授 (署理)                       |
| 教育學院                     | Education                                                                | 楊銳教授                                |
| 工程學院                     | Engineering                                                              | Professor David Joseph Srolovitz        |
| 法律學院                     | Law                                                                      | 傅華伶教授                              |
| 醫學院                       | Medicine                                                                 | 劉澤星教授                              |
| 理學院                       | Science                                                                  | 周強教授                                |
| 社會科學學院                 | Social Sciences                                                          | 文鳴教授                                |
| 其他教學研及後勤機構         |                                                                          |                                         |
| 學生事務長                   | Dean of Student Affairs                                                  | 謝樹基教授                              |
| 教務長                       | Registrar                                                                | 何立仁教授 (署理)                       |
| 財務處長                     | Director of Finance                                                      | 勞同聲先生                              |
| 首席信息主管及大學圖書館館長 | Chief Information Officer and University Librarian                       | 伍麗娟女士                              |
| 物業處處長                   | Director of Estates                                                      | 陳如森工程師 (署理)                     |

### 校務委員會

#### 歷任校委會主席
香港大學於1911年成立校務委員會，主席一職由校長兼任。羅理基為第一位校外人士接替此位置。截至1997年之前歷任主席名錄如下：
- 儀禮 先生
- 佐敦 先生
- 卜蘭溢 先生
- 康寧 先生
- 史樂詩 先生[38]
- 賴廉士 先生
- 鈕魯詩 先生
- 麥花臣 先生
- 樂品淳 先生
- 1967年至1985年：羅理基 先生[37]

1997年香港回歸後，委任香港大學校委會主席的權力交到身兼香港大學校監職務的行政長官手上。除楊鐵樑於回歸前已獲委任之外，自2001年起至今歷任主席名錄如下：
- 1985年至2001年：楊鐵樑 先生[39]
- 2001年至2009年：馮國經 先生[39]
- 2009年至2015年：梁智鴻 先生[40]
- 2016年至2022年：李國章 先生[41]
- 2022年至2024年：王沛詩 女士[42]
- 2025年起：王冬勝 先生[43]

#### 現時架構
| 成員                             | 成員       | 成員                         | 成員                    |
| 位置                             | 中文名     | 英文名                       | 任期                    |
| -------------------------------- | ---------- | ---------------------------- | ----------------------- |
| 主席                             | 王沛詩     | Ms. Priscilla P.S. Wong      | 01.01.2022 - 31.12.2024 |
| 主席                             | 王冬勝     | Mr. Peter Wong               | 01.01.2025 - 31.12.2027 |
| 由校監委任 (6位成員)             | 陳振英議員 | The Hon. C.Y. Chan           | 01.11.2023 - 31.10.2026 |
|                                  | 趙子翹     | Mr. Jason Chiu               | 01.01.2022 - 31.12.2024 |
|                                  | 邱詠筠     | Ms. Winnie W.K. Chiu         | 01.01.2022 - 31.12.2024 |
|                                  | 江樂士教授 | Professor I. Grenville Cross | 01.12.2021 - 30.11.2024 |
|                                  | 石禮謙     | Mr. Abraham L.H. Shek        | 01.01.2022 - 31.12.2024 |
|                                  | 趙令歡     | Mr. John Zhao                | 01.12.2021 - 30.11.2024 |
|                                  | 李天柱     | Mr Simon Li Tin-chui         | 01.12.2024 - 30.11.2026 |
|                                  | 施榮懷     | Mr Irons Sze                 | 01.12.2024 - 30.11.2026 |
|                                  | 陳仲尼     | Mr Rock Chen Chung-nin       | 01.01.2025 - 31.12.2027 |
|                                  | 黃錦沛     | Mr Wilfred Wong Kam-pui      | 01.01.2025 - 31.12.2027 |
|                                  | 容永祺博士 | Dr Samuel Yung Wing-ki       | 01.01.2025 - 31.12.2027 |
| 由校務委員會委任 (6位成員)       |            | Professor Frank F. Chan      | 02.03.2023 - 01.03.2026 |
|                                  |            | Mr. Vincent S.S. Cheung      | 02.03.2023 - 01.03.2026 |
|                                  |            | Emeritus Professor S.P. Chow | 01.06.2022 - 31.05.2025 |
|                                  |            | Mr. Daryl W.K. Ng            | 26.11.2021 - 25.11.2024 |
|                                  |            | The Hon. Jimmy W.K. Ng       | 08.04.2022 - 07.04.2025 |
|                                  |            | Dr. T. Brian Stevenson       | 21.01.2022 - 20.01.2025 |
| 由校董會委任 (2位成員)           |            | Professor Henry H.L. Chan    | 24.06.2022 - 23.06.2025 |
|                                  |            | Mr. David P.W. Lau           | 11.12.2021 - 10.12.2024 |
| 校長                             | 張翔       | Professor Xiang Zhang        | 15.07.2018 - 14.07.2028 |
| 司庫                             | 梁美儀     | Mrs Margaret M.Y Leung Ko    | 01.07.2023 - 30.06.2026 |
| 經選舉的全職教學人員 (4 members) |            | Professor Zhen Chen          | 20.11.2024 - 19.11.2027 |
|                                  |            | Professor Ivan F.N Hung      | 13.11.2024 - 12.11.2027 |
|                                  |            | Professor Wendy W.T Lam      | 22.11.2022 - 21.11.2025 |
|                                  |            | Professor Anskar Y.H Leung   | 18.04.2024 - 17.04.2027 |
| 經選舉的全職員工                 |            | Dr Louis Y.L Chu             | 06.10.2024 - 05.10.2027 |
| 經選舉的全職本科生               |            | Mr C.Y Tang                  | 20.11.2024 - 19.11.2025 |
| 經選舉的全職研究生               | 林培坚     | Mr P Lin                     | 13.09.2024 - 12.09.2025 |
| 秘書                             | 何立仁教授 | Professor I.M Holliday       | 由 01.07.2014 起        |

### 歷任校長
| 任 | 肖像 | 校長        | 上任            | 卸任           | 備註                      |
| -- | ---- | ----------- | --------------- | -------------- | ------------------------- |
| 1  |      | 儀 禮 爵士  | 1912年          | 1918年         | 1918年請辭                |
| -  |      | 佐敦 教授   | 1918年          | 1921年         | 署任                      |
| 2  |      | 卜蘭溢 爵士 | 1921年          | 1924年         |                           |
| 3  |      | 康寧 爵士   | 1924年          | 1937年         |                           |
| 4  |      | 史樂詩 博士 | 1937年          | 1949年         |                           |
| 5  |      | 賴廉士 爵士 | 1949年          | 1964年         |                           |
| 6  |      | 鈕魯詩 博士 | 1964年          | 1965年         |                           |
| 7  |      | 麥花臣 教授 | 1965年          | 1965年         |                           |
| 8  |      | 樂品淳 博士 | 1965年          | 1972年         |                           |
| 9  |      | 黃麗松 教授 | 1972年          | 1986年         | - 首位華人校長 - 請辭退休 |
| 10 |      | 王賡武 教授 | 1986年          | 1995年         |                           |
| 11 |      | 鄭耀宗 教授 | 1996年          | 2000年 9月6日  | 干預民調而請辭            |
| 12 |      | 戴義安 教授 | 2000年 11月10日 | 2002年         | 2000年7月起署任           |
| 13 |      | 徐立之 教授 | 2002年 9月1日   | 2014年 3月31日 |                           |
| 14 |      | 馬斐森 教授 | 2014年 4月1日   | 2018年 1月31日 | 轉任愛丁堡大學校長而請辭  |
| -  |      | 譚廣亨 教授 | 2018年 2月1日   | 2018年 7月16日 | 署任                      |
| 15 |      | 張翔 教授   | 2018年 7月17日  | 現任           |                           |

## 學術泛論

### 大學排名
香港大學的排名在香港高等院校中長期名列前茅，大中華地區的《中國校友會網排名》（2016）給予此大學七星（最高等級）的評級及《港澳台學科專業排名》榜首之位。根據此調查，其在過去的數年內，為中國內地狀元赴港就學的首選。另外，香港大學亦是最受香港中學文憑考試狀元青睞的學府。
上海排名顧問機構發表的《世界大學學術排名》（2023）將港大評為世界第87位。2021年的软科世界一流学科排名中，港大的土木工程排至全球大学第16位，兩岸三地第6位；统计学排至全球42位，兩岸三地第2位。
香港大學亦曾持續位於作為大學國際化程度重要指標的QS世界大學排名及泰晤士高等教育大學綜合排名的亞洲三甲之列。《QS世界大學排名》（2026）及獨立的地區性《QS亞洲大學排名》（2025）中分別將港大位列第11及第二，在是次大學排名中，香港有多所大學入圍，常統稱為「三大」的港大、科大、中大成功入選前五十，城大、理大入選前一百，《泰晤士高等教育世界大學排名》（2025）港大、中大成功入選前五十，科大、城大、理大入選前一百，而香港大學為兩個榜單取得最高排名的香港高等學府，港大名次较前提升三名，在兩岸三地仅落后于北京清华大学（第17名）位居第二。
《泰晤士高等教育世界大學排名》（2025）及其附屬的《世界聲譽排名》（2025）分別將港大列為第35及49位。據《泰晤士高等教育世界大學排名》，港大牙醫學院於2019年再度蝉联世界第一，而港大教育學院於2017年為亞洲第一。依據教資會「研究評審工作（RAE）2014」，港大各學術科目，尤其是法律學院的學術研究水平開始下滑，但於2017年10月公佈的泰晤士高等教育世界大學排名，港大法律學院全球排名十八，在亞洲區更名列第二位。
《美國新聞與報導》的2014年環球大學排名中，港大亦位列第42位，2020年則為第100位。
2021年SCImago（大学及科研机构学术排名），大学位列全球科研能力排名第136位，本港第一位。
港大醫學院是全球第一個成功鑑定及上報严重急性呼吸道综合征冠状病毒的研究單位。

### 本科收生成績
- 粗體表示以文憑試最佳6科或4個核心科2個選修科總分中位數計算（最高42分），其餘以最佳5科總分中位數計算（最高35分）。
- 2019年後按加分制計算，以「1」= 1分、「2」= 2分、「3」= 3分、「4」= 4分、「5」= 5.5分、「5*」= 7分、「5**」=8.5分的方式換算（粗體最高51分，其餘最高42.5分）。（內外全科醫學士、生物醫學學士和藥劑學除外）[67][68]

| 學科                             | 2019 | 2018 | 2017 | 2016 | 2015 | 2014 |
| -------------------------------- | ---- | ---- | ---- | ---- | ---- | ---- |
| 最高收分學科                     |      |      |      |      |      |      |
| 內外全科醫學士                   |      | 39   | 39   | 38   | 39   | 38   |
| 工商管理學 (國際商業及環球管理)  | 45   | 38   | 37   | 38   | 37   | 37   |
| 牙醫學                           | 44   | 37   | 36   | 37   | 36   | 36   |
| 藥劑學                           |      |      | 36   |      | 36   | 36   |
| 文學士及法學士學位（雙學位課程） | 42   |      |      |      |      |      |
| 建築學                           | 32   | 28   | 28   |      |      |      |
| 理學士（測量學）                 | 32   |      |      |      |      |      |
| 測量學                           |      | 28   | 29   |      |      |      |
| 生物醫學工程                     |      | 28   |      |      |      |      |
| 工程科學                         |      |      | 28   |      |      |      |
| 園境學                           | 32   |      |      |      |      |      |
| 最低收分學科                     |      |      |      |      |      |      |
| 理學士（精算學）                 | 33   |      |      |      |      |      |
| 工商管理學學士（會計及財務）     | 33   | 29   | 30   |      |      |      |
| 經濟學學士/經濟金融學學士        | 33   | 29   | 29   |      |      |      |
| 工商管理學 (資訊系統)            | 33   | 28   | 28   |      |      | 28   |
| 護理學                           | 25   | 24   | 24   | 28   | 27   | 28   |
| 文學士                           |      | 24   | 24   |      |      |      |
| 工學士                           |      | 24   | 24   |      |      |      |
| 社會工作學                       |      | 24   | 24   | 28   | 27   | 28   |
| 理學士                           | 25   | 23   | 24   | 28   | 27   |      |

## 校友及校友組織
截至2018年2月， 香港特別行政區第五屆政府中行政長官、1名司長、8名局長曾就讀香港大學。
作為香港首間成立的大學，截至2024年10月，香港大學有超過290,000 名校友，來自150個國家及地區。  香港大學的發展及校友事務部主要負責統籌，聯絡及協調不同的校友組織及校友活動。如於香港大學奠基紀念日，3月16日舉行的校友日（Alumni Day）。
主要校友組織：
- 香港大學畢業生議會，法定的校友組織，所有香港大學畢業生及現職教師均為必然會員。
- 香港大學校友會，成立於1920年代的校友自發組織，需另外申請入會，有超過37,000名會員。於中環蘭桂坊附近設有香港大學校友會會所餐廳，供會員使用的會所及中菜廳。
- 香港大學畢業同學會，成立於1920年代的校友自發組織，需另外申請入會。畢業同學會另獨立設有教育基金，負責管理兩所直資中學（港大同學會書院）及小學(港大同學會小學)。

另設有不同年級、學院、學系、舍堂及海外的自發組織的舊生會。

## 校園

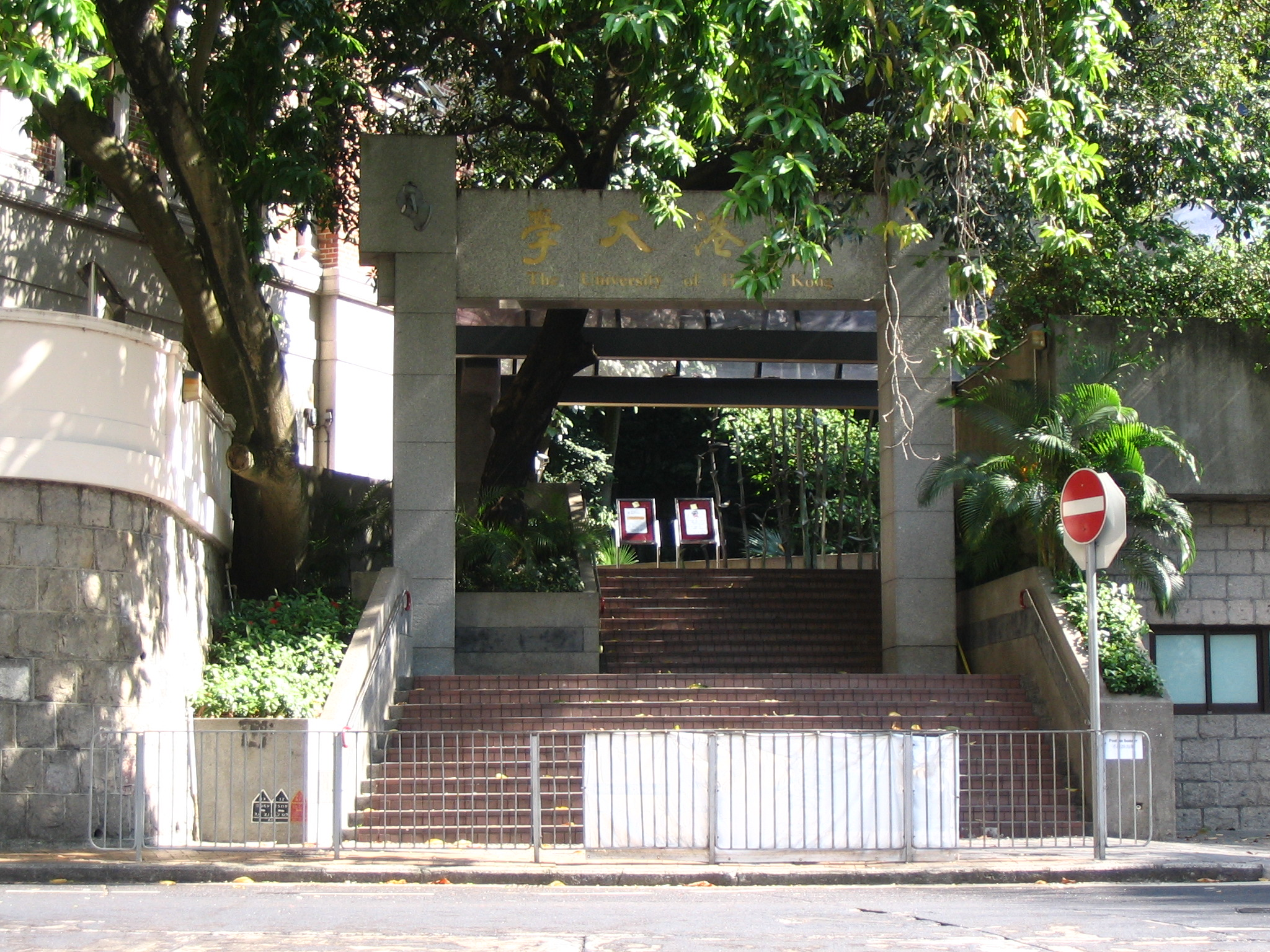
東閘（般咸道）入口

港大校園本部座落於香港島西部的薄扶林，校園範圍為薄扶林道以東、般咸道以南、列堤頓道和巴丙頓道以西、大學道以北，佔地約16公頃。港大李嘉誠醫學院位於沙宣道，而作為教學醫院的瑪麗醫院則位於薄扶林道。港大牙醫學院位於西營盤的菲臘牙科醫院。在新界元朗石崗設有嘉道理農業研究所 （页面存档备份，存于），在香港島南區的石澳鶴咀設有太古海洋科學研究所 （页面存档备份，存于）。而商學院碩士課程的教學設施金鐘及數碼港第四期。 一些理學院的研究中心則位於數碼港。而香港仔隧道中，更設有粒子物理實驗室。
香港大學作為香港第一所及歷史逾百年的大學，部分校園設施已被列入香港歷史建築以至香港法定古蹟。
香港大學擁有的香港法定古蹟:
- 香港大學本部大樓
- 香港大學孔慶熒樓
- 香港大學馮平山樓
- 香港大學鄧志昂樓
- 香港大學儀禮堂
- 香港大學梅堂
- 香港大學大學堂
- 西環濾水廠平房
- 西環濾水廠工人宿舍
- 西區抽水站及濾水廠高級職員宿舍
- 西區抽水站及濾水廠工人宿舍
- 西區抽水站及濾水廠濾水廠房

### 文化及康樂設施

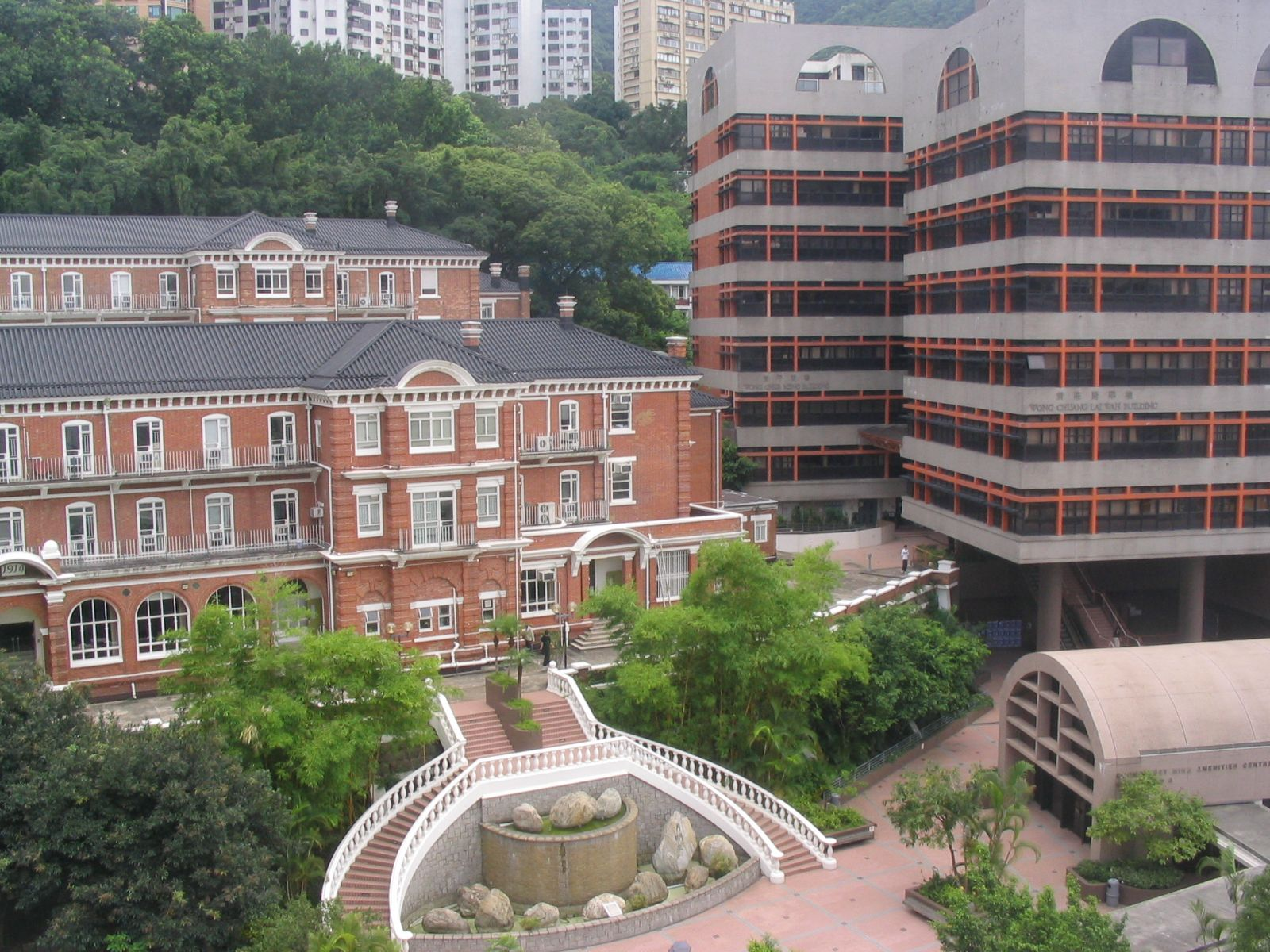
鳥瞰梅堂及儀禮堂（左）、明華綜合大樓（右）

香港大學校園內設有3個文娛中心，分別為莊月明文娛中心、方樹泉文娛中心及薄扶林文娛中心。各文娛中心分別設有劇場、食肆、排舞室、禮堂等設施供學生使用。其中部分更開放給公眾使用，例如位於莊月明文娛中心的兩間食肆。
另外於薄扶林道設有兩個體育館，分別為何世光夫人體育館及賴蒙廉夫人體育館，館內有排球場、籃球場、手球場、壁球場、健身室及25米游泳池等設施。
此外於大口環沙灣徑設有何鴻燊運動場，場內設有一個天然草及兩個人造草球場，可用作11人足球、曲棍球、壘球等活動；亦設有6個膠地網球場及一個50米標準游泳池。大學亦設有七個圖書館，包括主圖書館（Main Library）及毗連的馮平山圖書館、呂志和法律圖書館、教育圖書館、牙科圖書館、音樂圖書館和余振強醫學圖書館等。

### 地標

#### 本部大樓

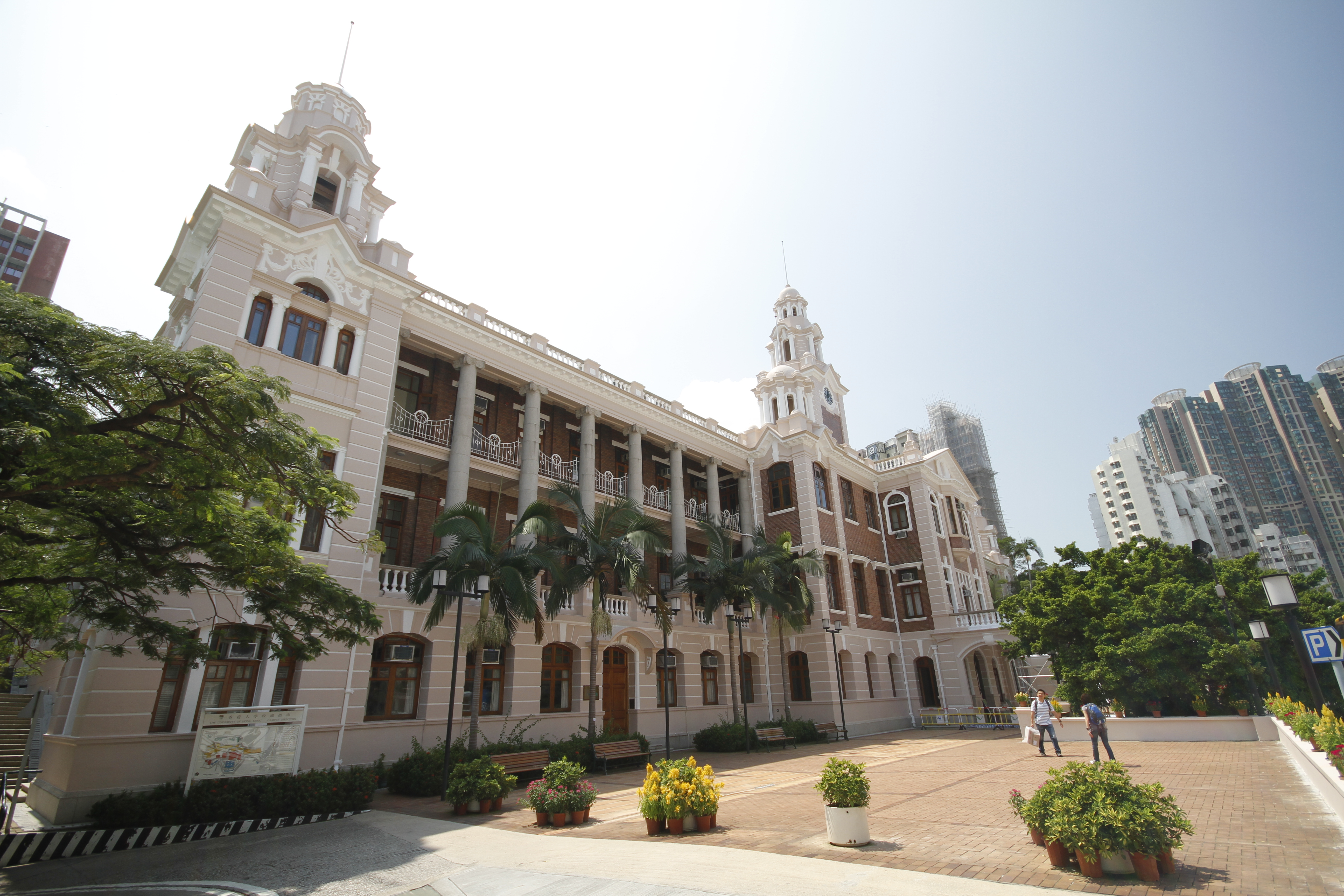
本部大樓

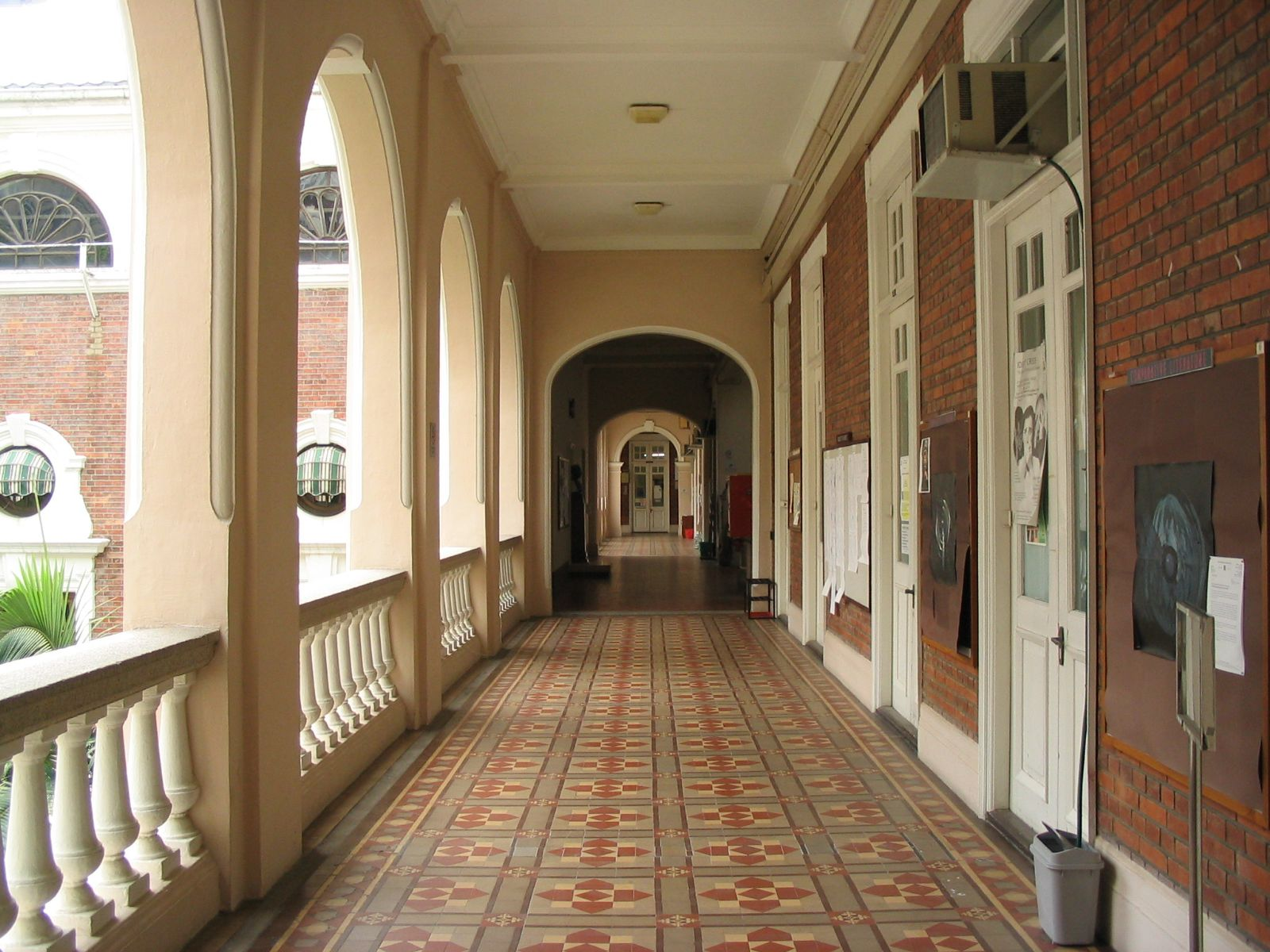
本部大樓的長廊

香港大學建於1910年2月26日，其中歷史最悠久的建築就是本部大樓，大樓已列入香港法定古蹟。大樓以文藝復興時期建築模式的花崗石柱廊所支撐，頂部則建有一座高塔和四座角塔，具有典型西方建築風格。本部大樓自港大開校至2012年都是文學院的大本營，張愛玲便曾於1939年在這裡的文學院就讀。典雅的建築也令本部大樓成為港大學生拍攝畢業照的首選地。
而陸佑堂是指本部大樓二樓的大禮堂，是大學舉行活動，開學禮，考試，及畢業典禮的地方；該禮堂見證過不少歷史時刻，最為矚目的就是一九二三年剛卸任中華民國非常大總統的孫中山重臨香港，應邀在此發表演說，直言香港是孕育他學養和革命思想的地方。現今大學每年頒授榮譽學位都在這座禮堂舉行，此外亦不時舉辦音樂會和其他文化活動，電影《玻璃之城》及《色，戒》便曾在此取景拍攝。

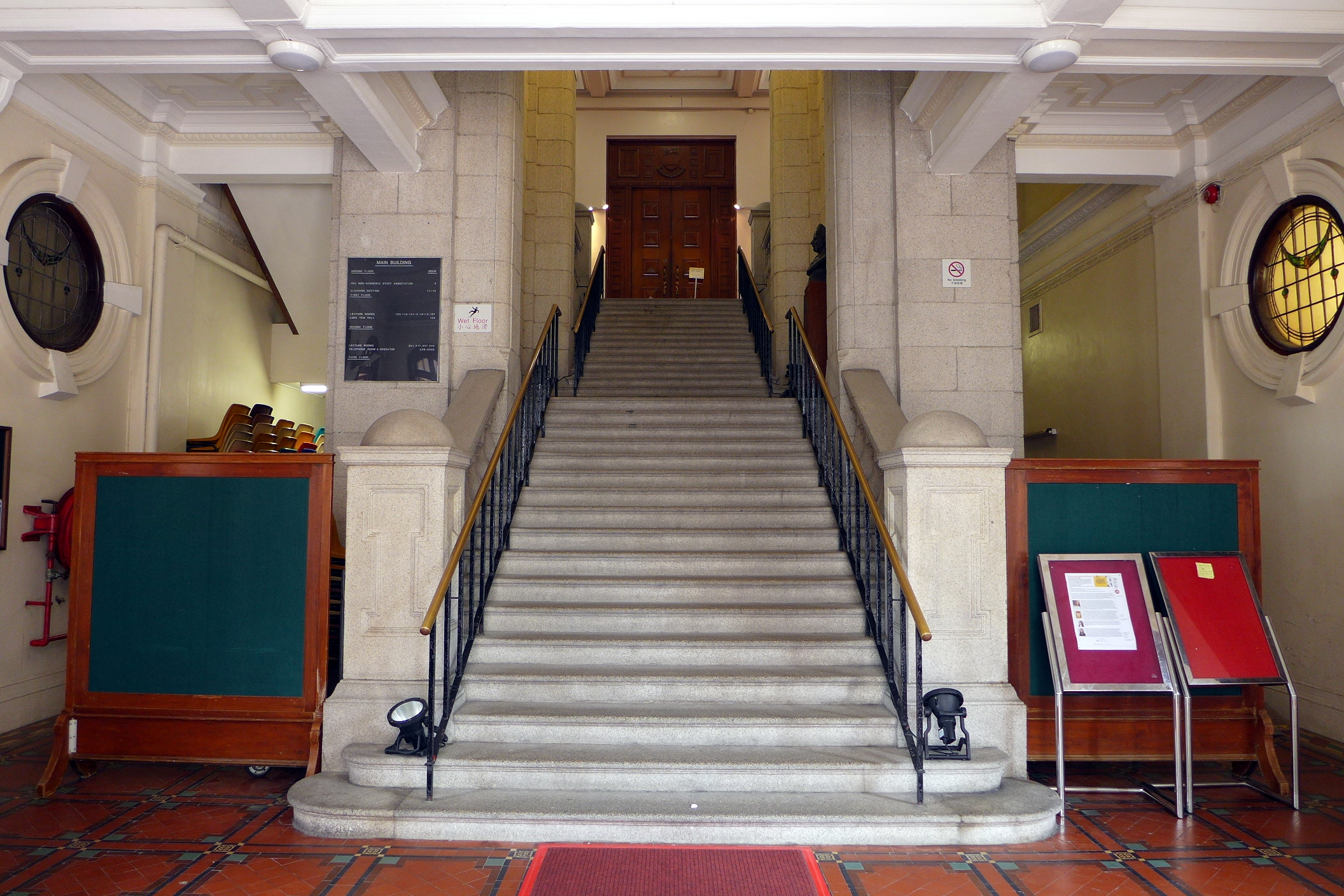
本部大樓入口
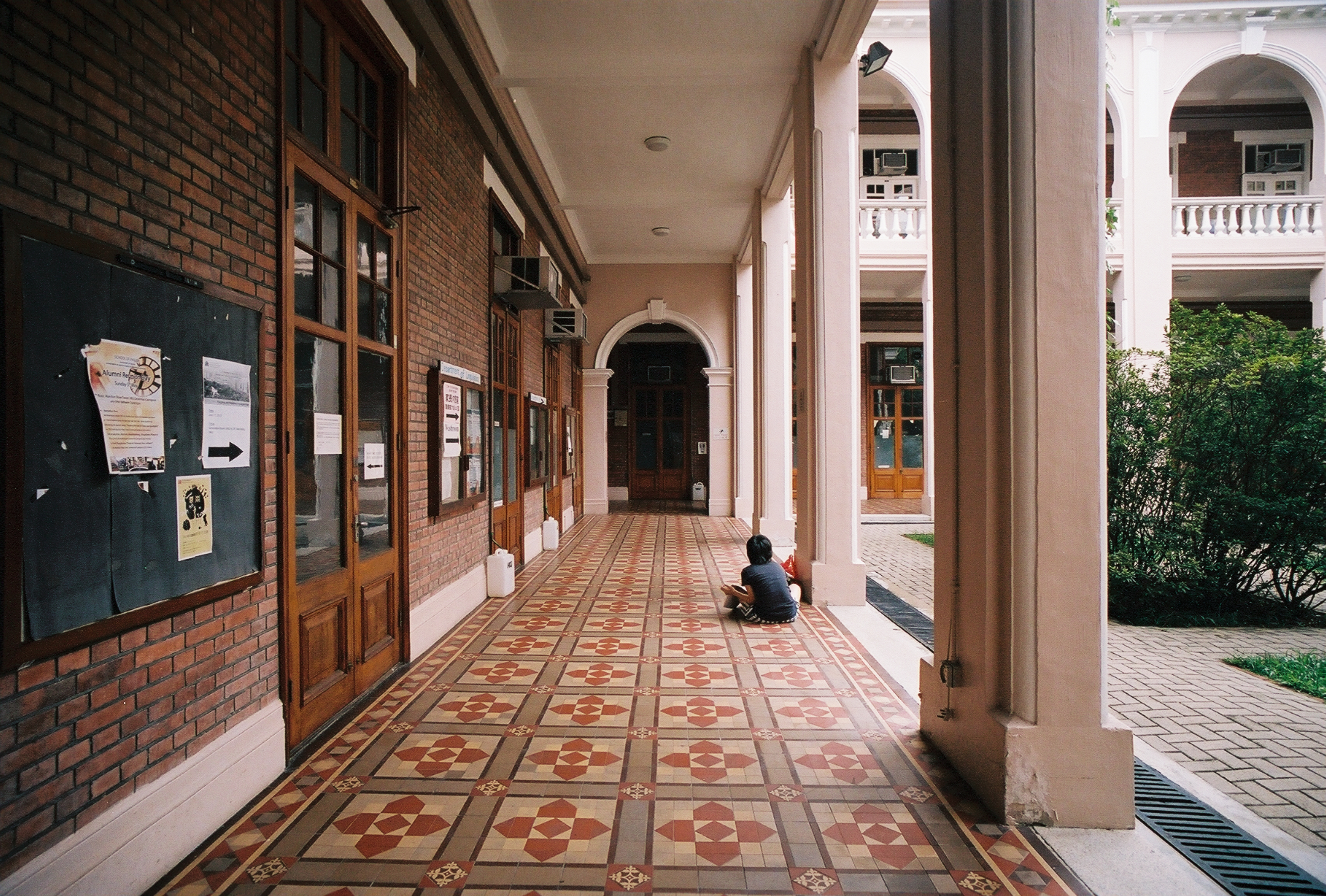
本部大樓地面樓層
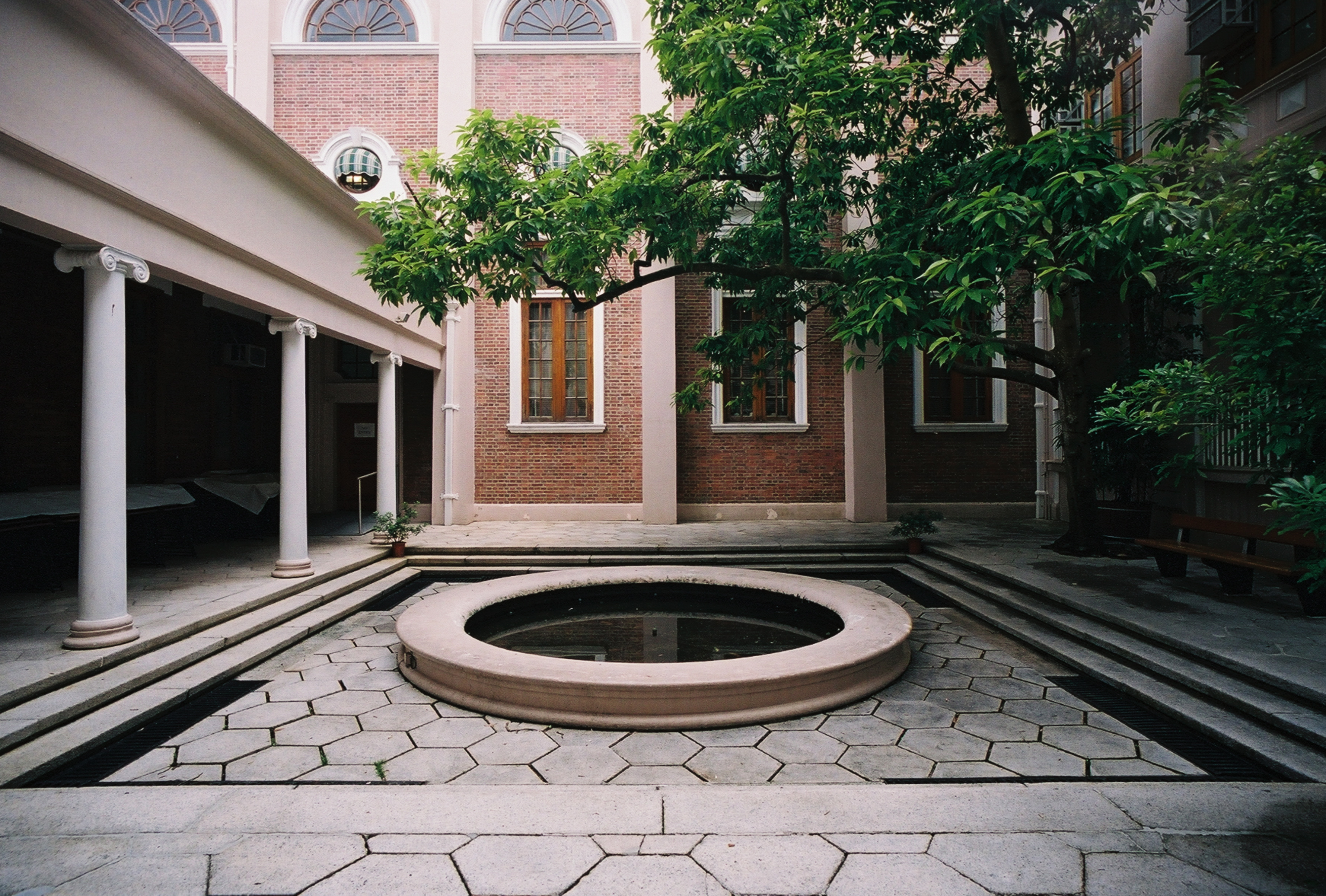
本部大樓內的庭園
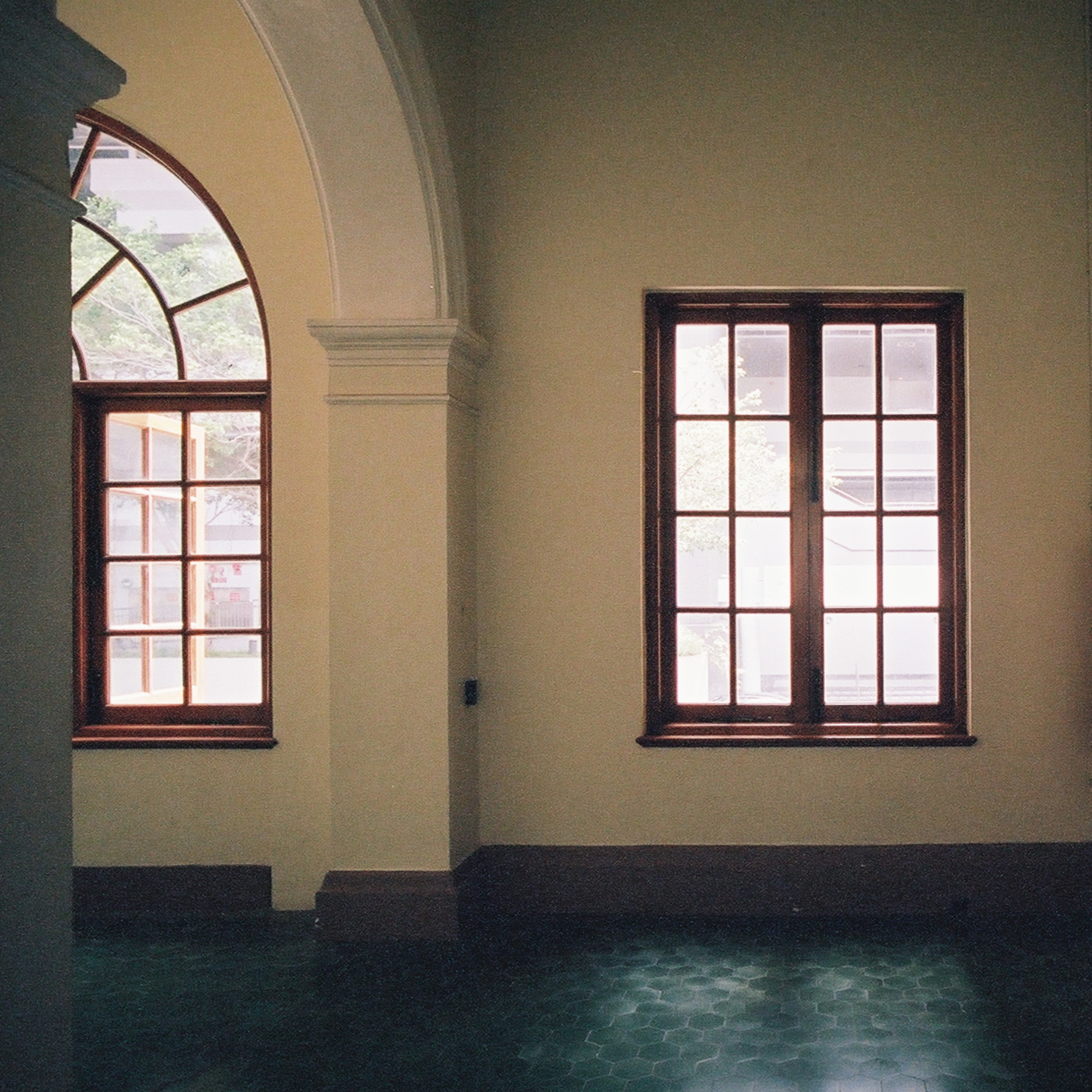
本部大樓內的古典窗户

#### 大學堂

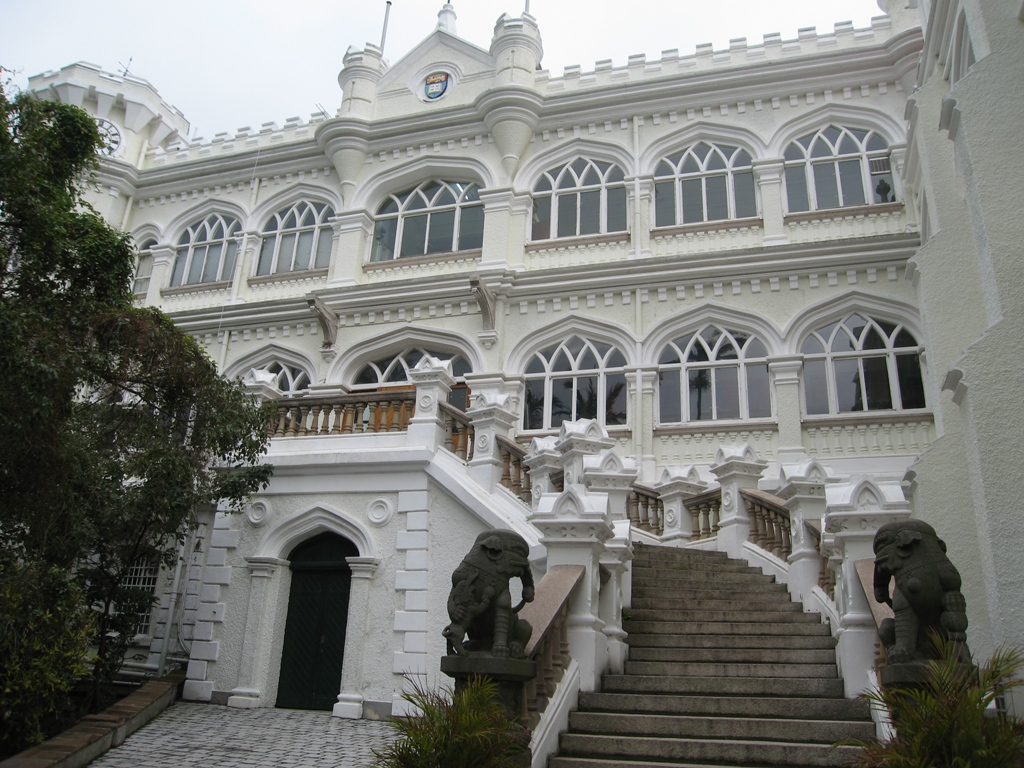
大學堂

引人注目的大學堂位於薄扶林道，揉合了都鐸及歌德式建築特色。大學堂於1861年由蘇格蘭商人杜格拉斯興建，作為公司總部及寓所，並取名為「杜格拉斯堡」。1894年，一個法國傳道團買下這幢建築物，並大舉修葺及增建，後於1953年遷出。香港大學在1954年收購這幢建築物，並自1956年起闢作男生宿舍，改稱大學堂。大學堂外有設計優雅的梯級，內部則有古色古香的圖書館及螺旋式樓梯，別具特色。多套香港電影均曾於該建築物取景，包括《流氓俠醫》、《玻璃之城》等。

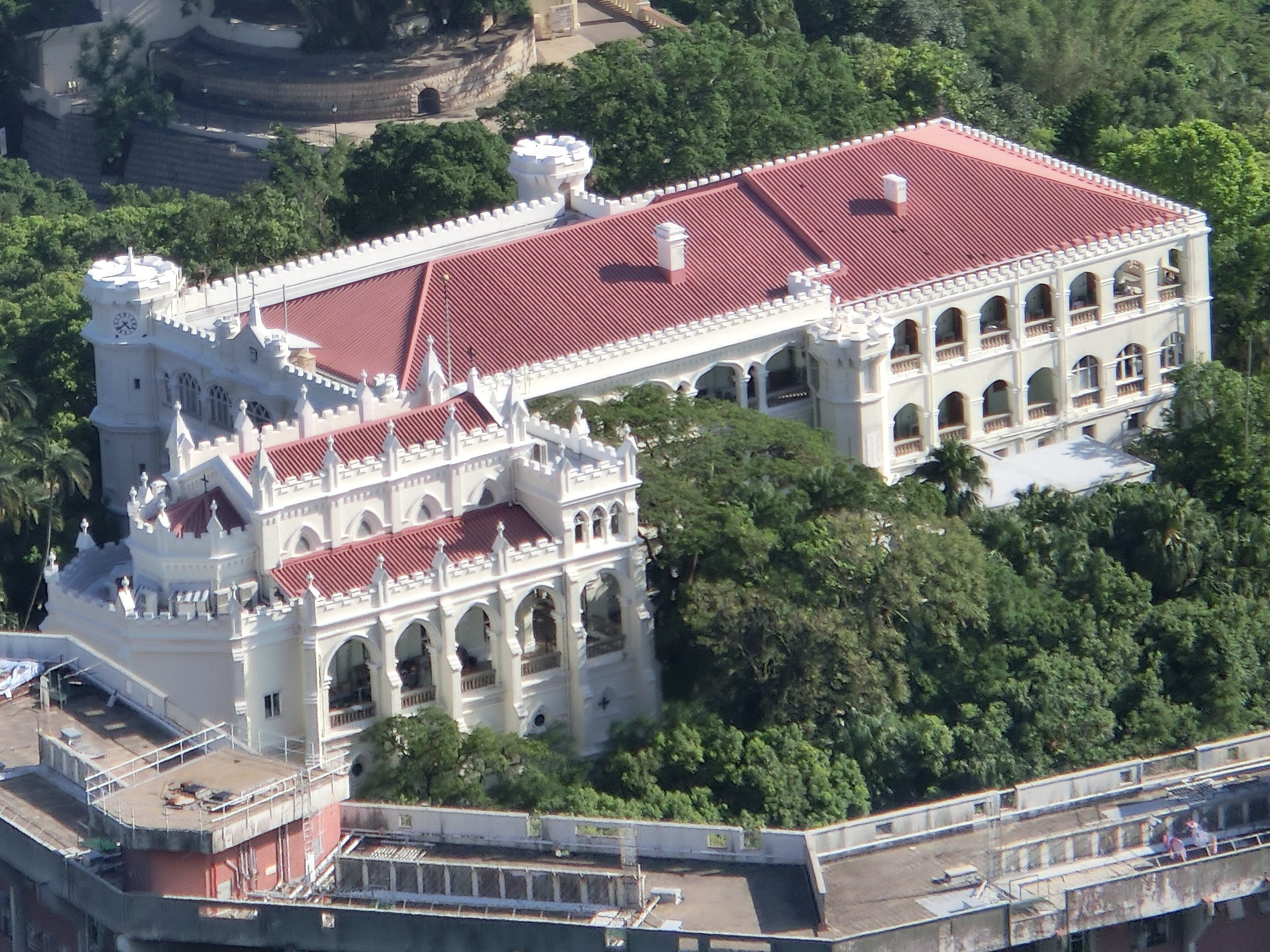
鳥瞰大學堂
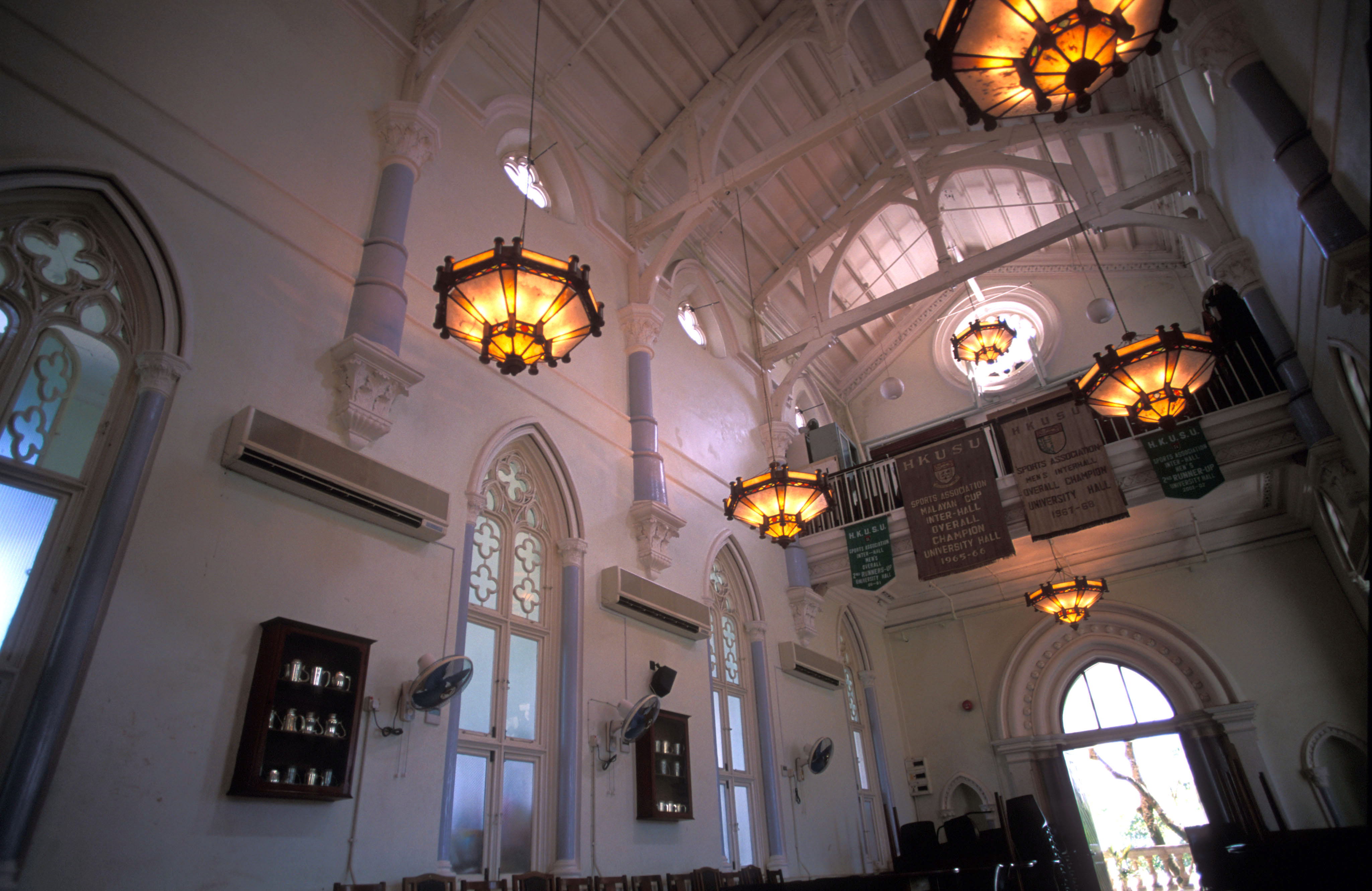
大學堂飯堂
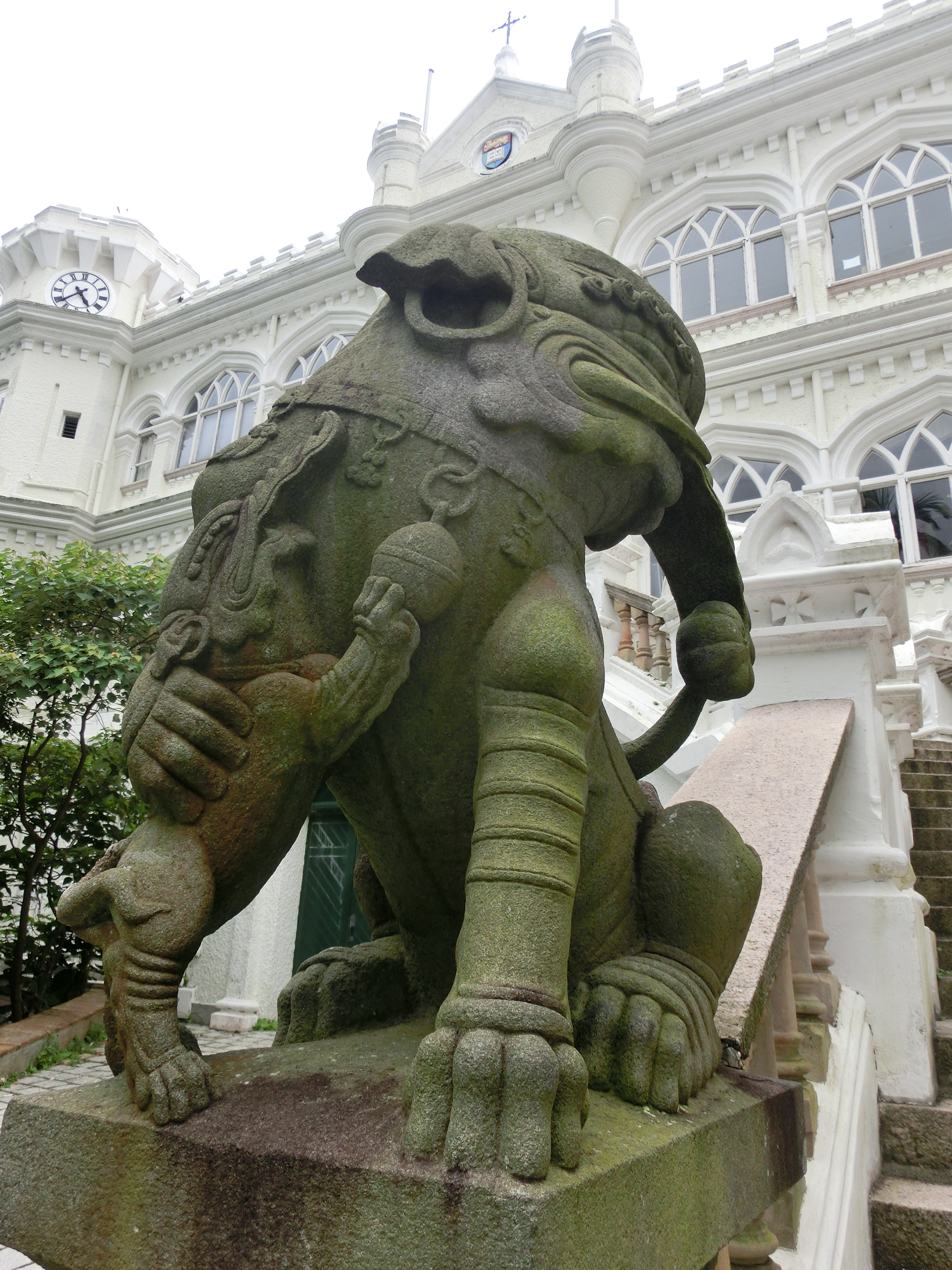
大學堂主入口的「四不像」
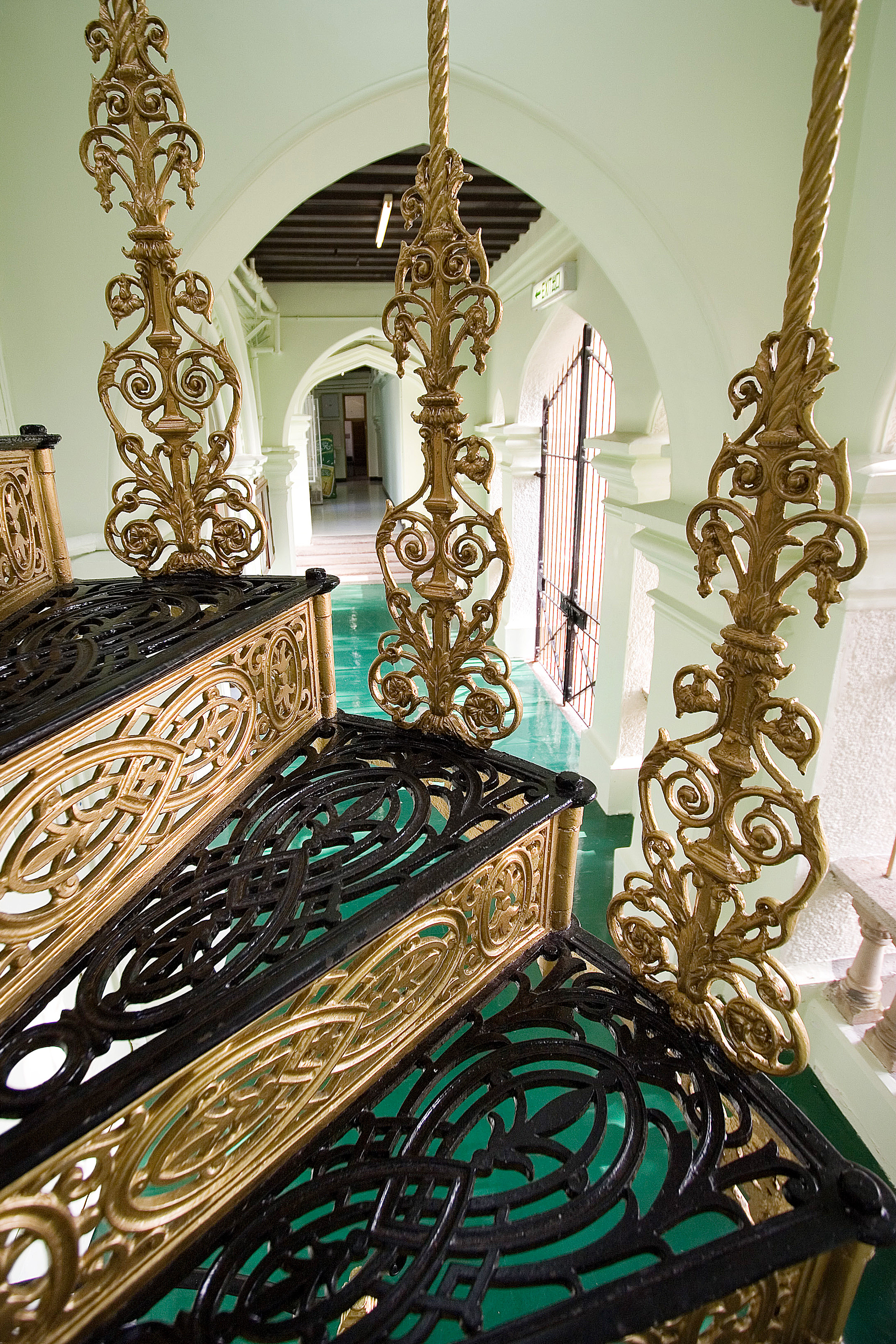
大學堂內的銅梯

#### 孔慶熒樓

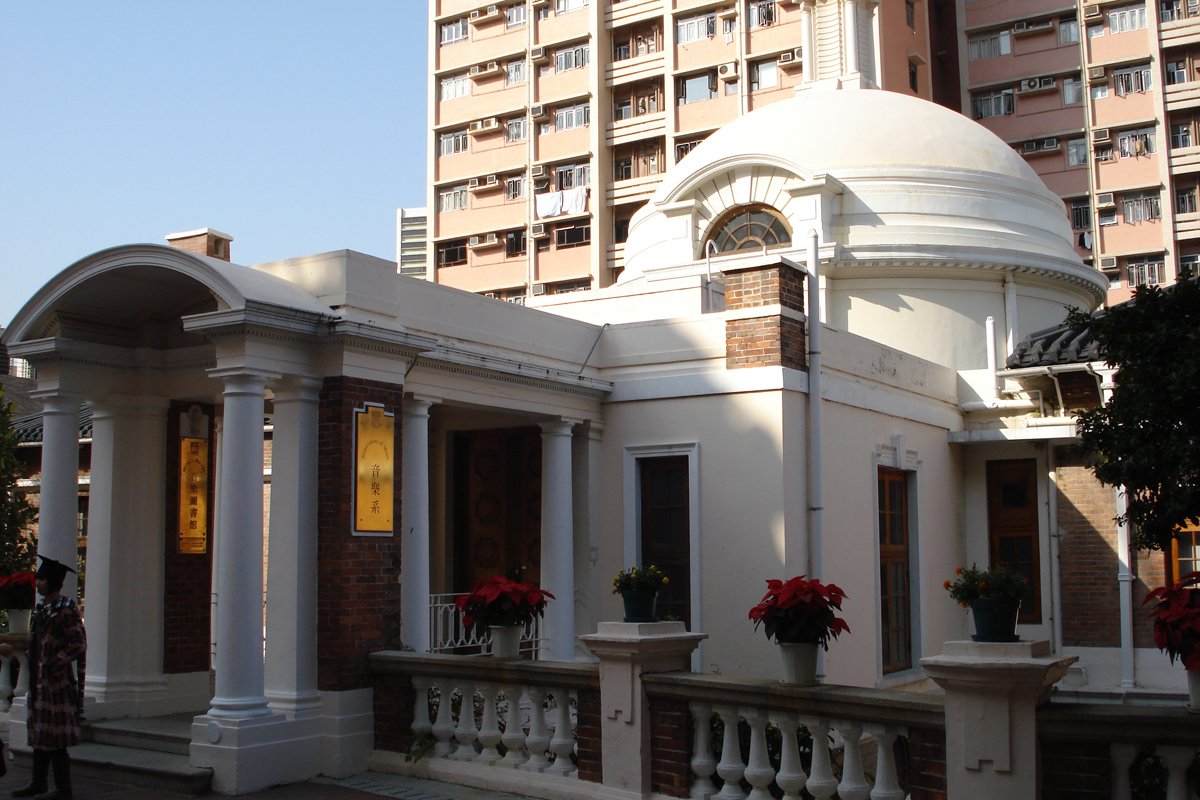
孔慶熒樓

孔慶熒樓是香港大學另一座古老建築，位於薄扶林道本部校園，本部大樓正門對面。大樓於1919年落成啟用。其外部自1985年起成為香港法定古蹟。最初是香港大學聯合會大樓(Union Building)，為師生提供聯誼交流的地方,戰後為學生會使用,至2013年為文學院音樂系所用，現為發展及校友事務部辦事處。

#### 馮平山樓

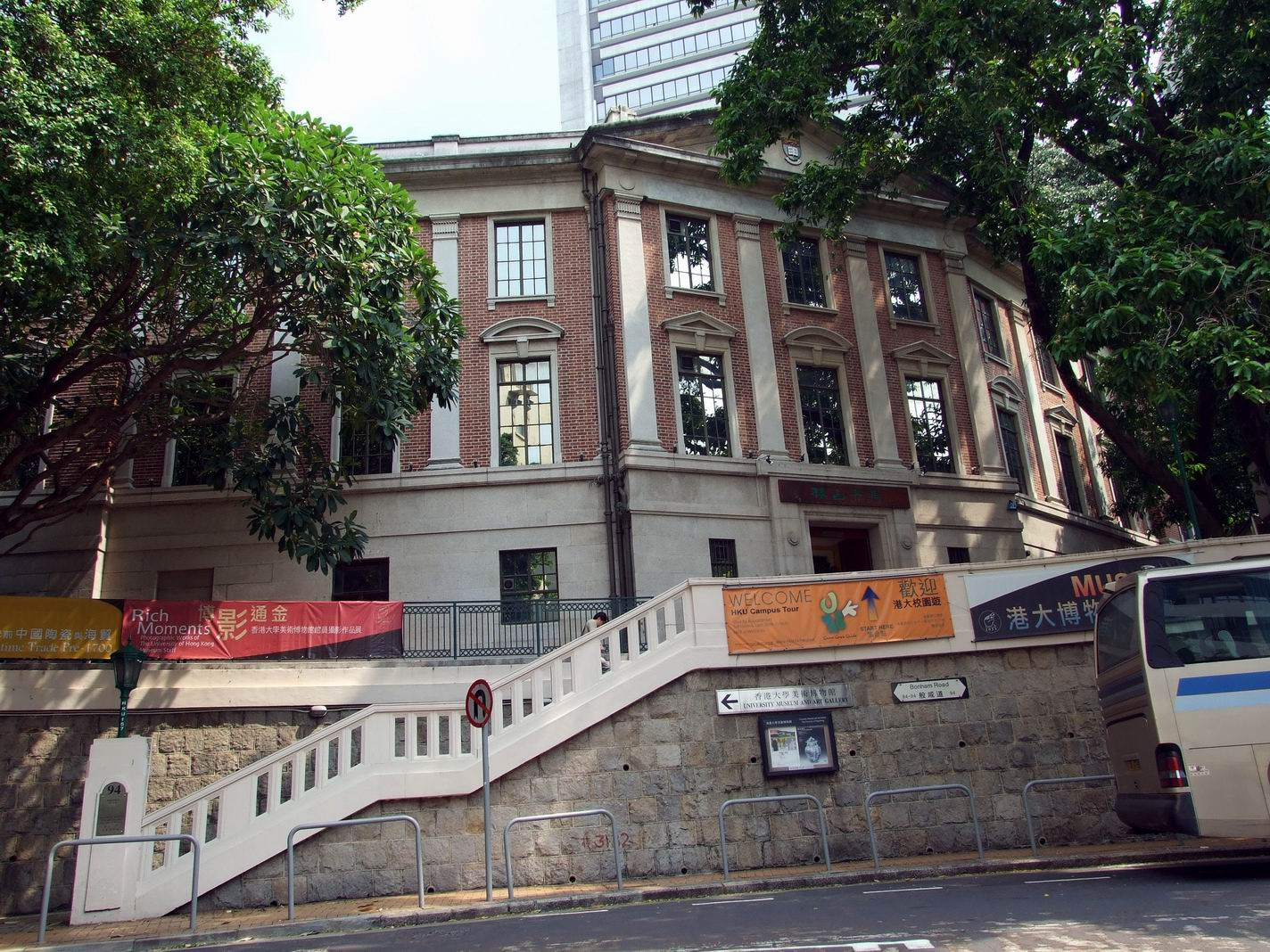
馮平山樓

馮平山樓位於薄扶林道本部校園內，面向般咸道，由香港富商馮平山捐款興建，於1932年12月14日啟用，最初用作中文圖書館之用，圖書館大樓建成後改為博物館，成為展覽場地。現時該建築連同徐展堂樓底下三層用作香港大學美術博物館之用，除展出館藏外，還會經常舉辦各類型展覽，並舉行研討會、講座，以及演視藝活動。

#### 鄧志昂樓
鄧志昂樓是香港大學一座古老的建築物，位於薄扶林道本部校園內，鄰近薄扶林道，由鄧肇堅爵士父親鄧志昂於1929年捐助建成，作為香港大學中文學院之用。鄧志昂樓為一座樓高3層之平頂建築，外牆鋪以洗水批蕩，裝飾花紋簡樸。2樓外牆有5個小陽台。大樓於1931年9月28日由當時之香港總督貝璐爵士揭幕。現為香港大學亞洲研究中心。

#### 嘉道理生物科學大樓

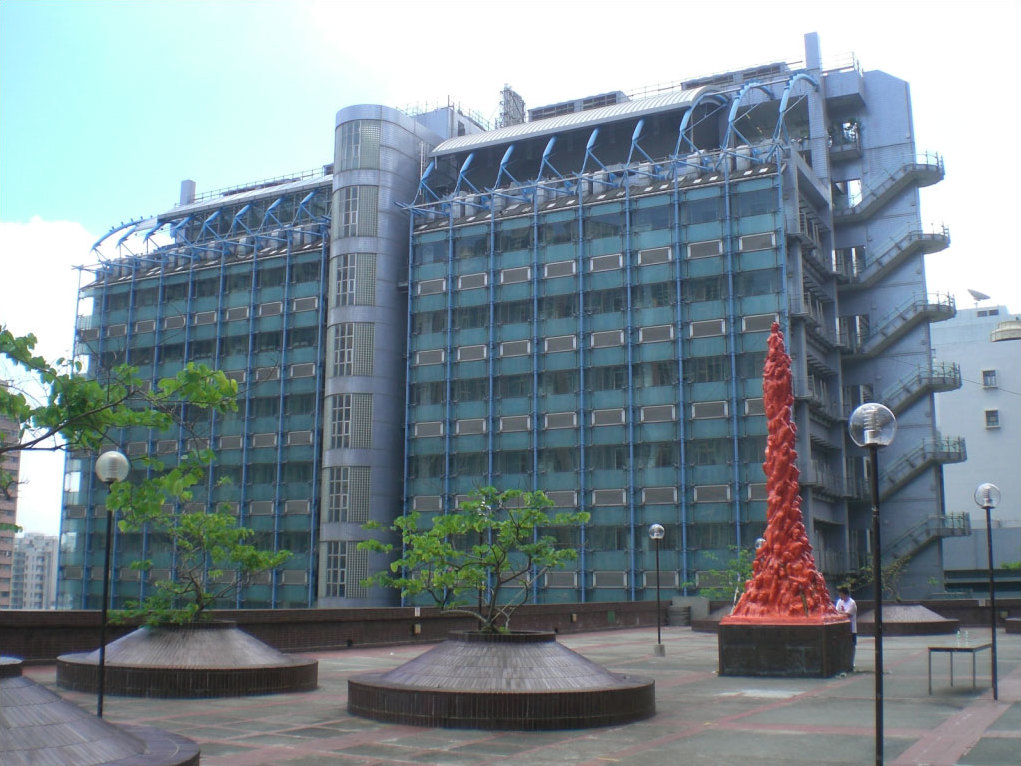
嘉道理生物科技大樓

嘉道理生物科學大樓現為理學院生物科學學院使用，曾榮膺2001年世界建築大獎亞洲區最佳建築設計獎，原因是其高科技設計足以與香港滙豐銀行大廈分庭抗禮。這座十層高的大樓由8組、每組4支排列成倒金字塔形、高10米的支柱支撐，而在對稱的鋼質弧形屋頂之下，是大樓的核心部分──擁有高科技含量的實驗室。評語指這座建築物設計嶄新，實驗室設備能配合日新月異的科學研究，不但延長建築物的壽命，也減低了在建築物改動過程中所消耗的能源和產生的廢棄物。

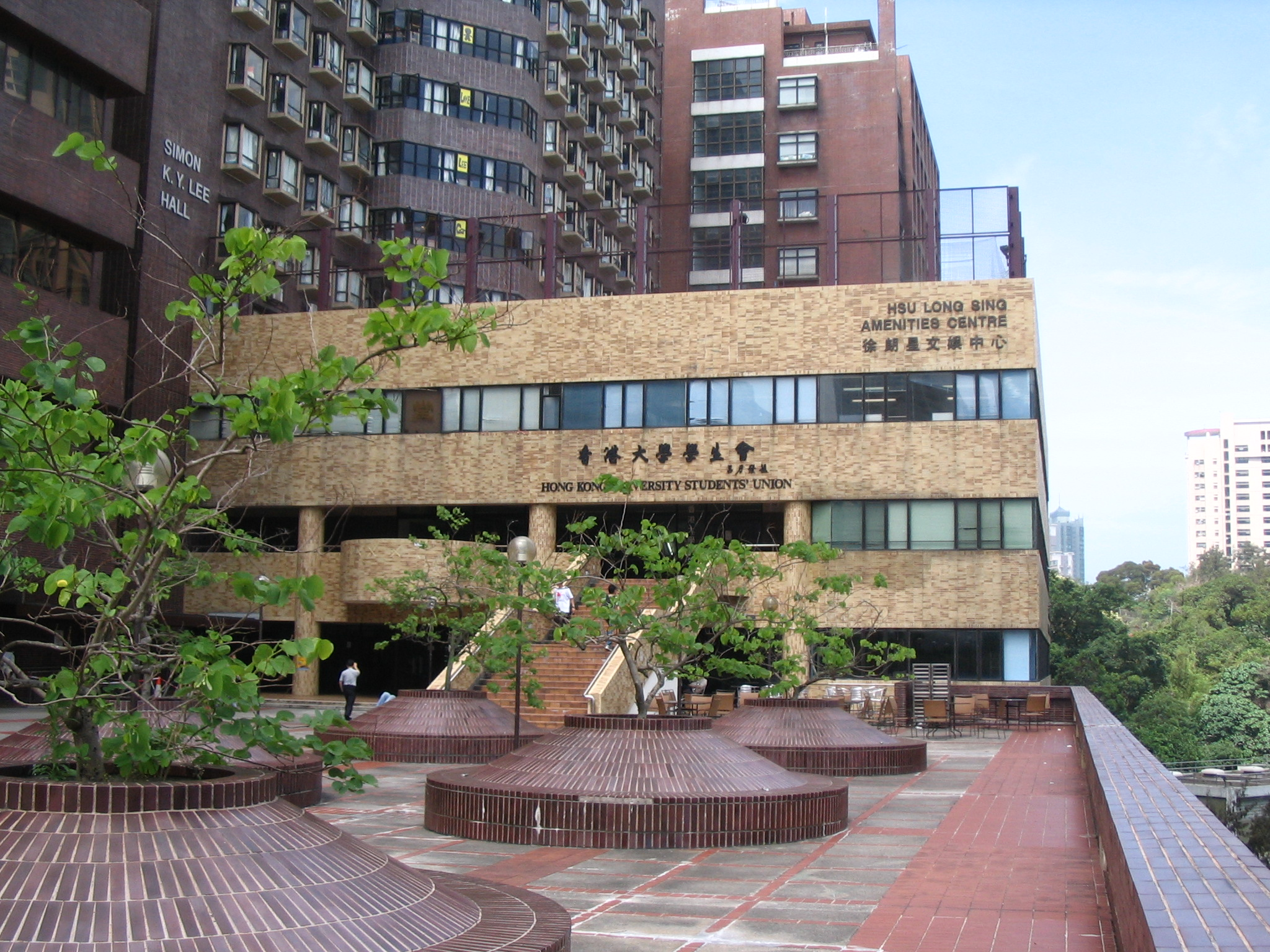
徐朗星文娛中心
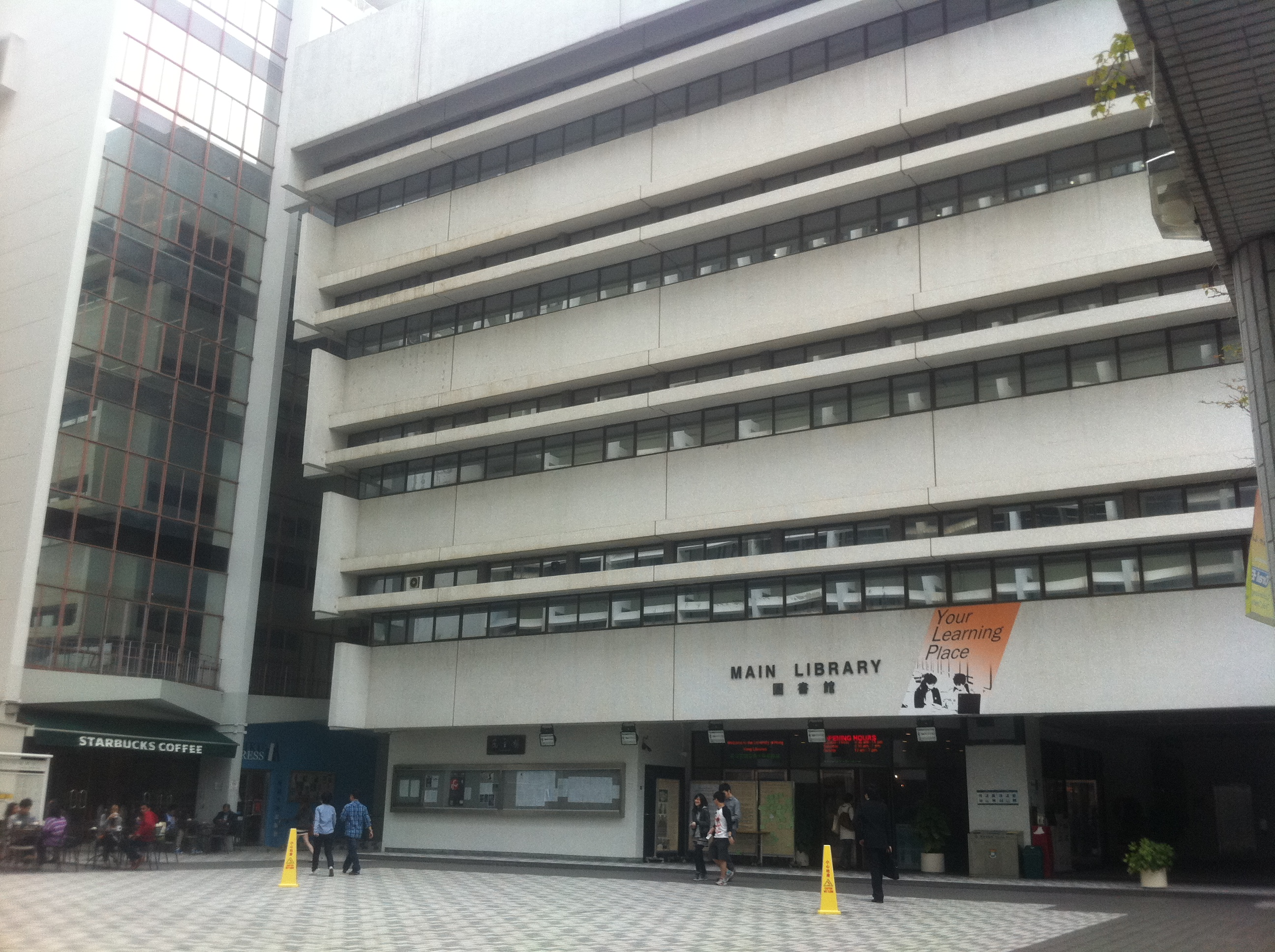
中山廣場
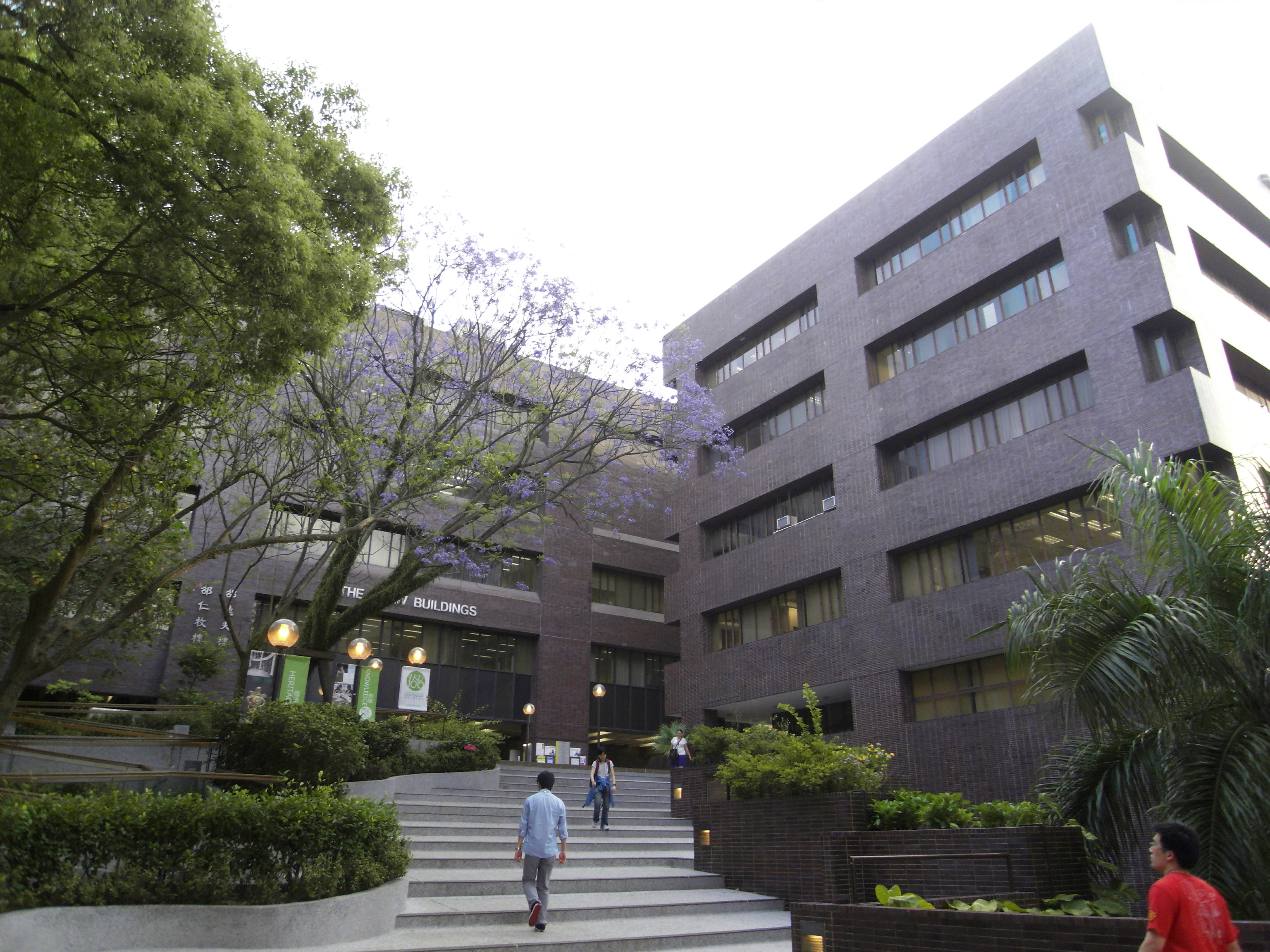
坐落於港大本部邵逸夫樓
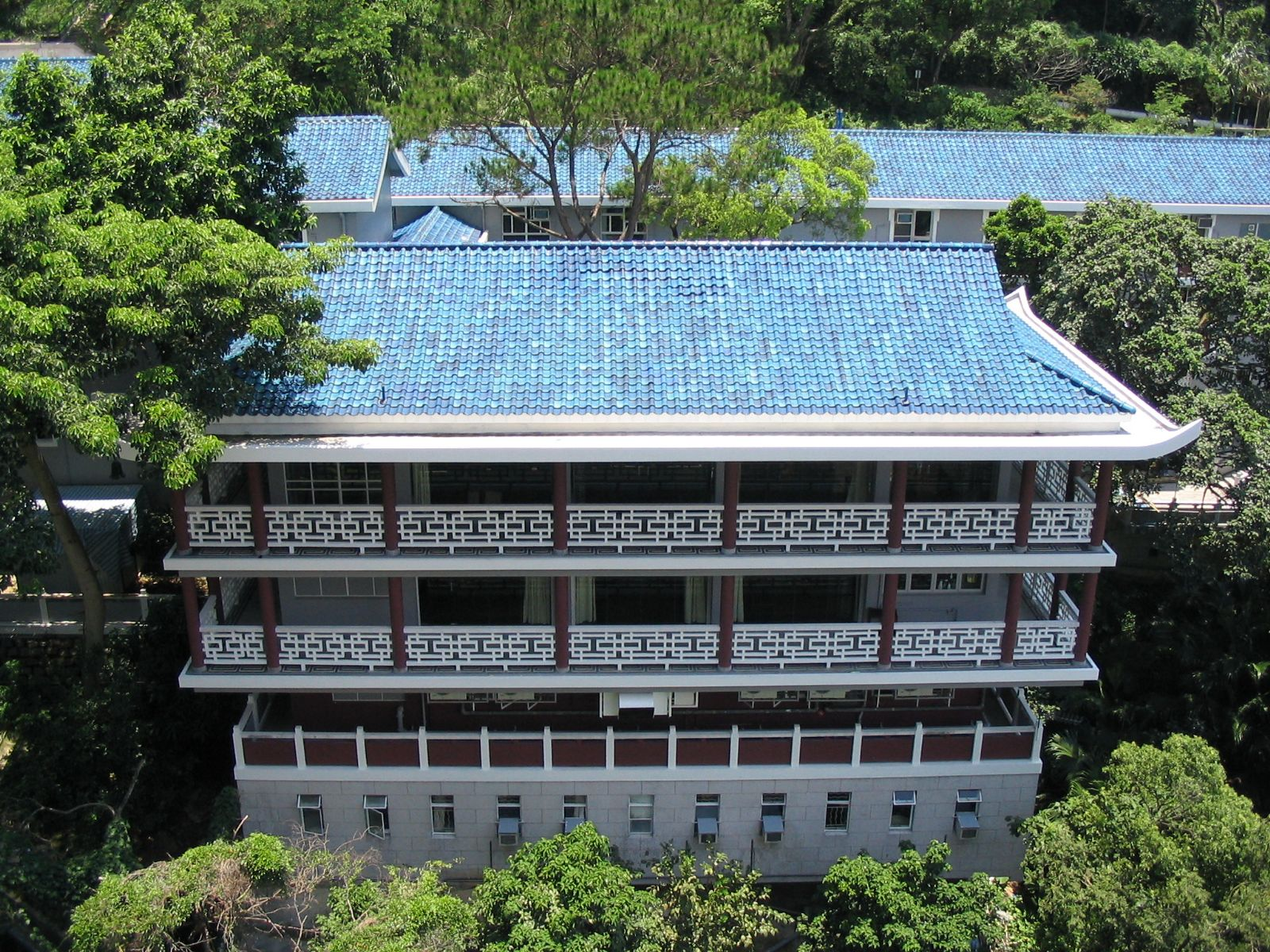
柏立基學院
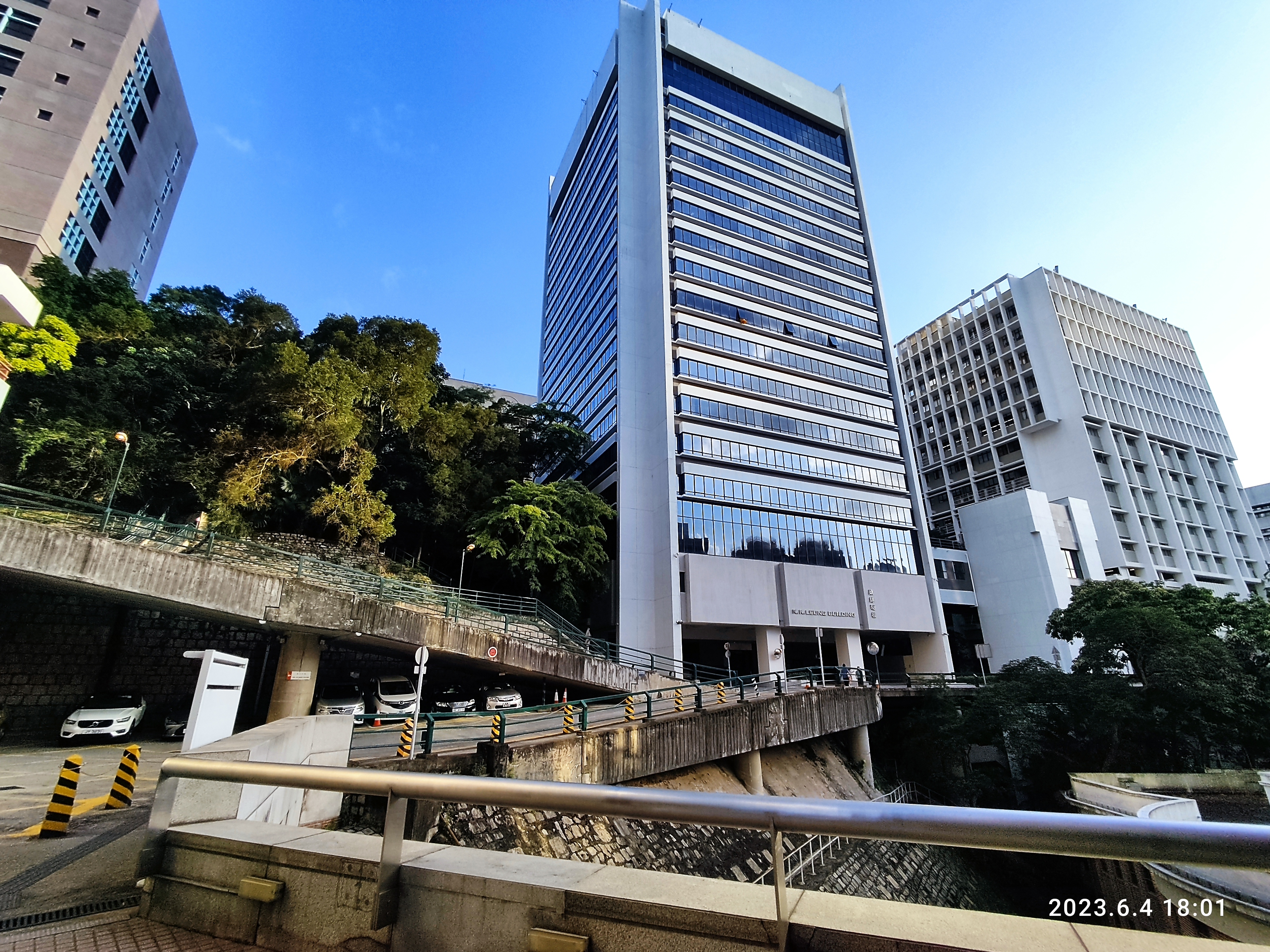
梁銶琚樓
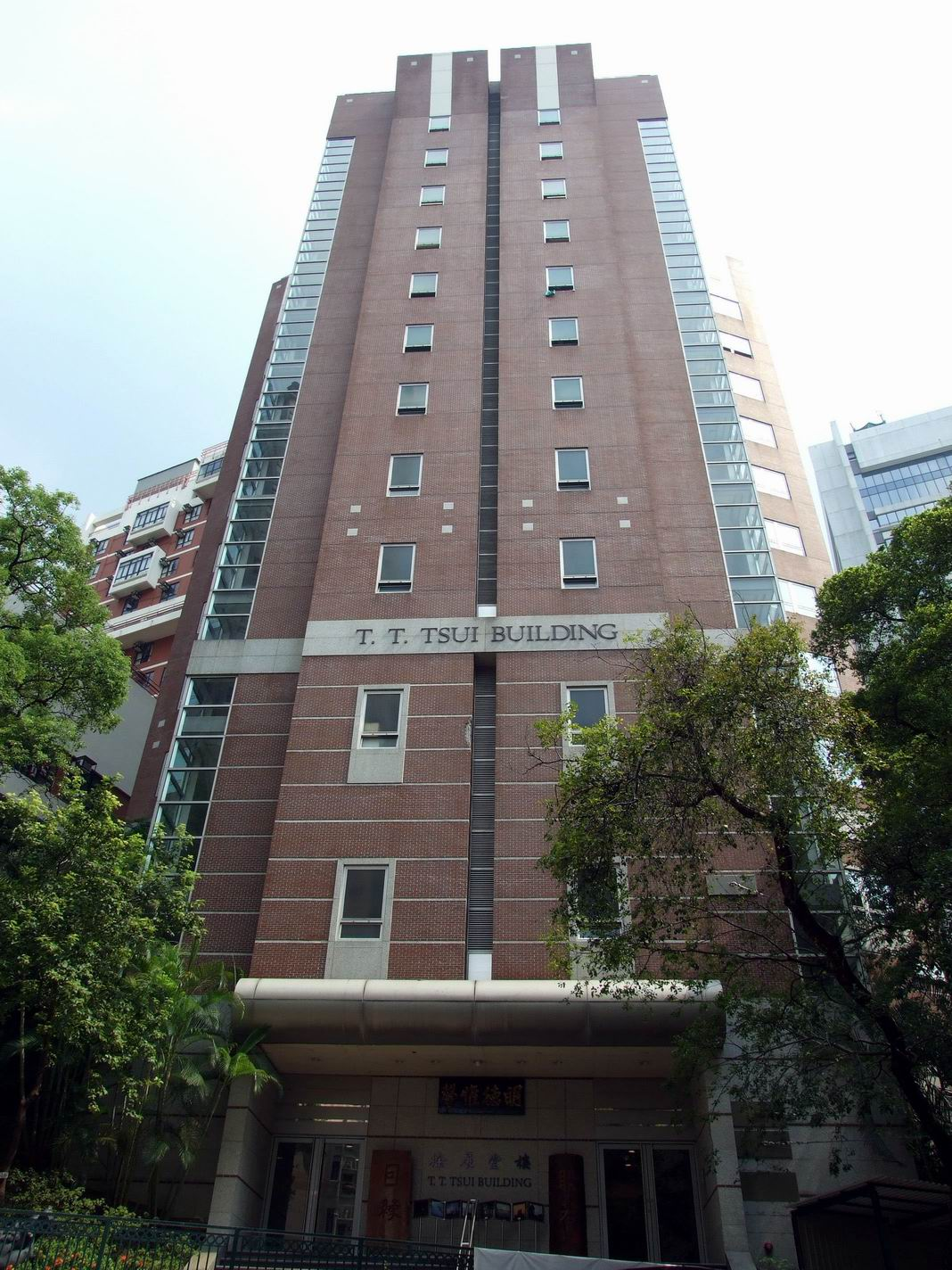
徐展堂樓

### 百週年校園

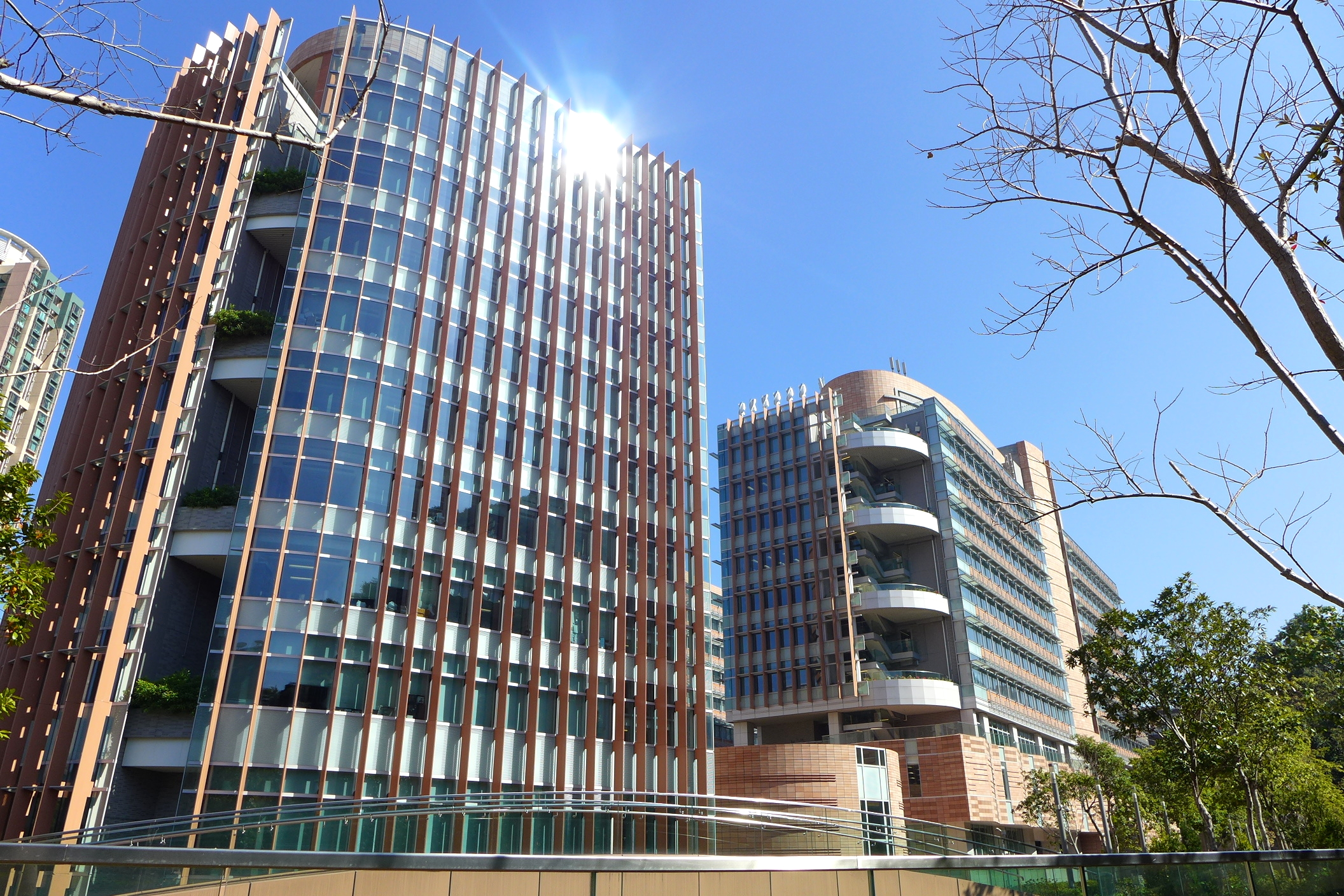
百週年校園

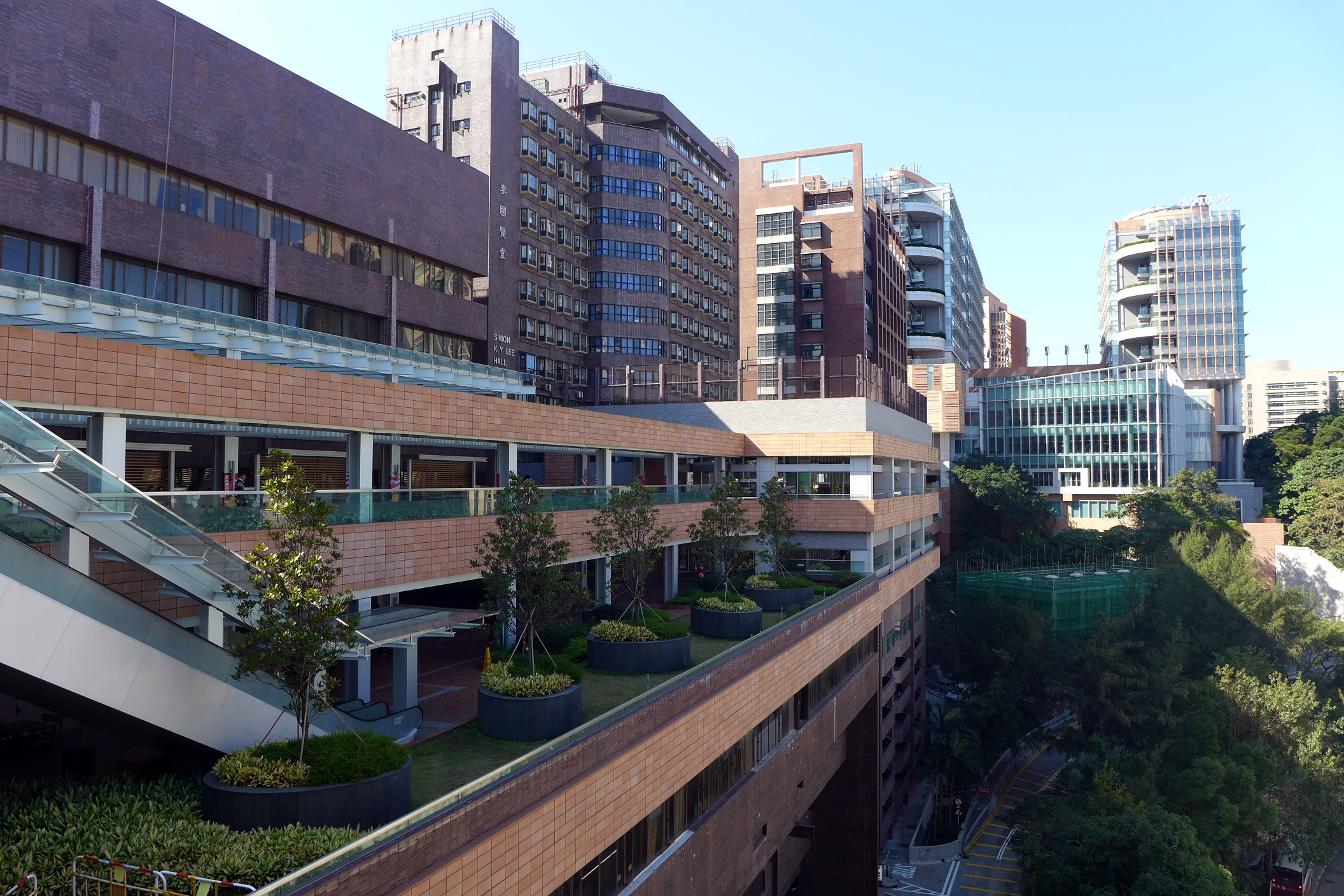
大學街由本部校園直達到百周年校園

於2012年啟用的百週年校園，是港大為了應付三三四學制對校園空間的額外需求，以及紓緩現有校園的用地不足情況而建設，屬於香港大學紀念建校百週年的發展項目之一。自2005年，香港大學邀請了四家由本地及國際建築公司組成的集團就百周年校園和本部校園提出整體規劃的構思和概念設計。到2008年5月15日，中西區區議會會議上表示支持百周年校園的計劃。
新校園由王歐陽(香港)有限公司及Sasaki 設計，內設三棟大樓，分別供文學院、社會科學院及法律學院使用。當這些學院遷至新校園後，原有空間會分配給其他學院使用。新校園設施主要包括樓高兩層，面積達6000平方米的自主學習空間「智華館」、可容納1000人的香港大學李兆基會議中心、大會堂及講堂、不同大小的課室、教職員辦公處、研究實驗室和康樂設施等。百週年校園地面亦設有大學街，連接本部校園圖書館與百周年校園，並提供商店及五個小型餐廳。而校園內的三個學術庭園，可讓學生及教職員休憩。校園附近亦設約4000平方米的「百周年花園」，為學生及教職員活動提供更多的露天空間。百週年校園的建成，為香港大學新增35%的校舍面積。
校園同時亦會配合港鐵西港島綫香港大學站的興建，設有通道連接港鐵站C1出口。

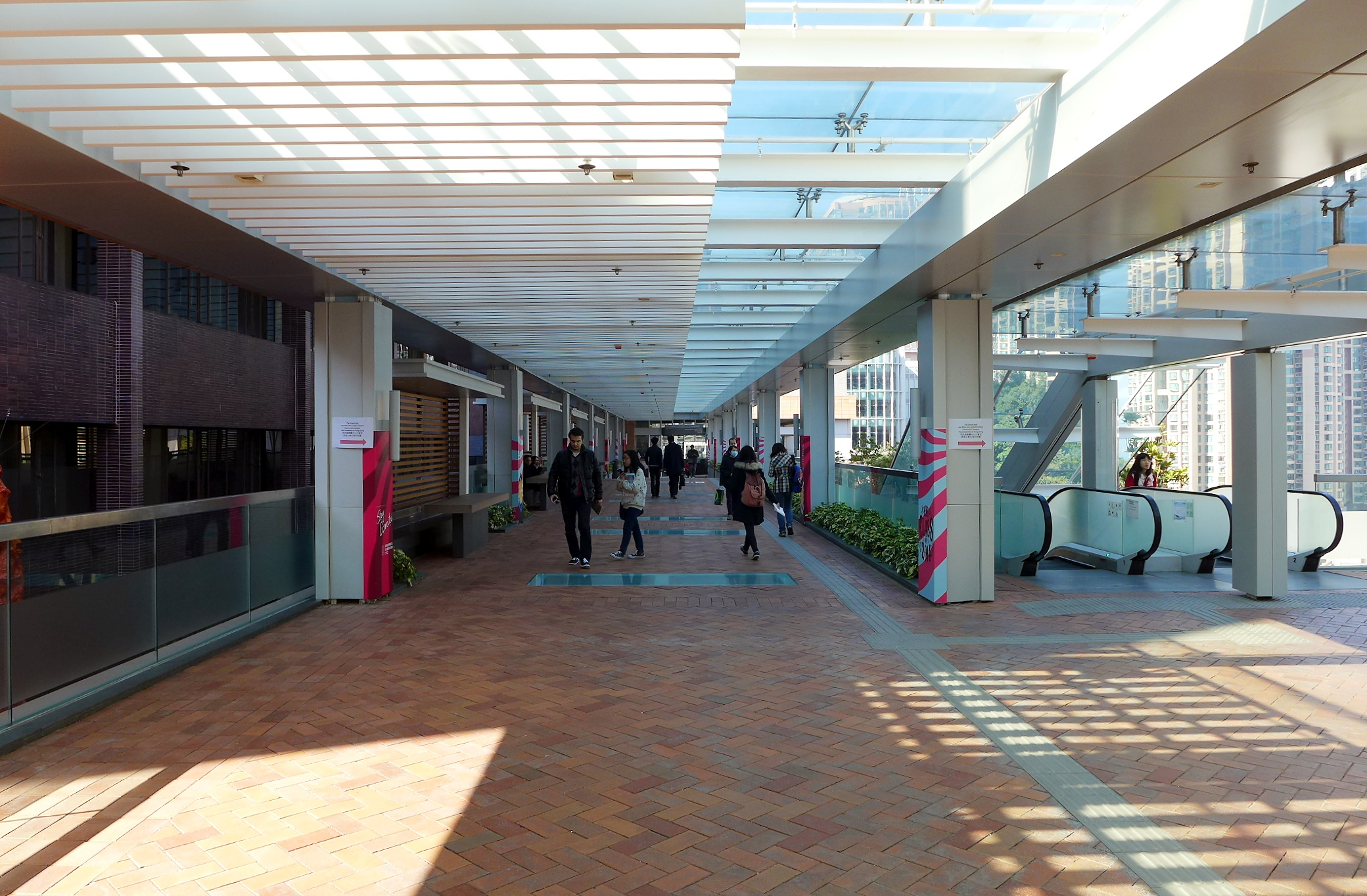
大學街
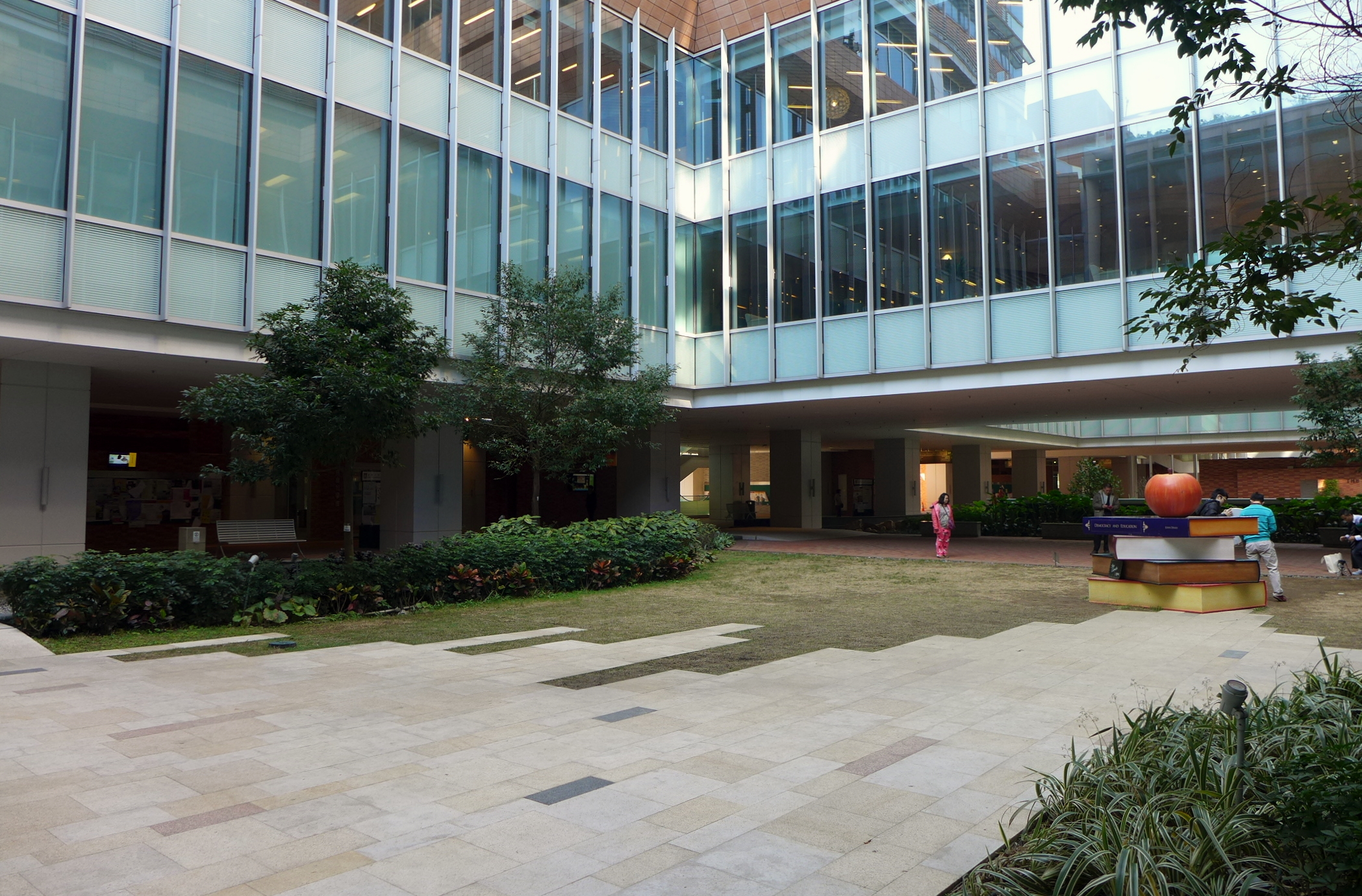
學術庭園
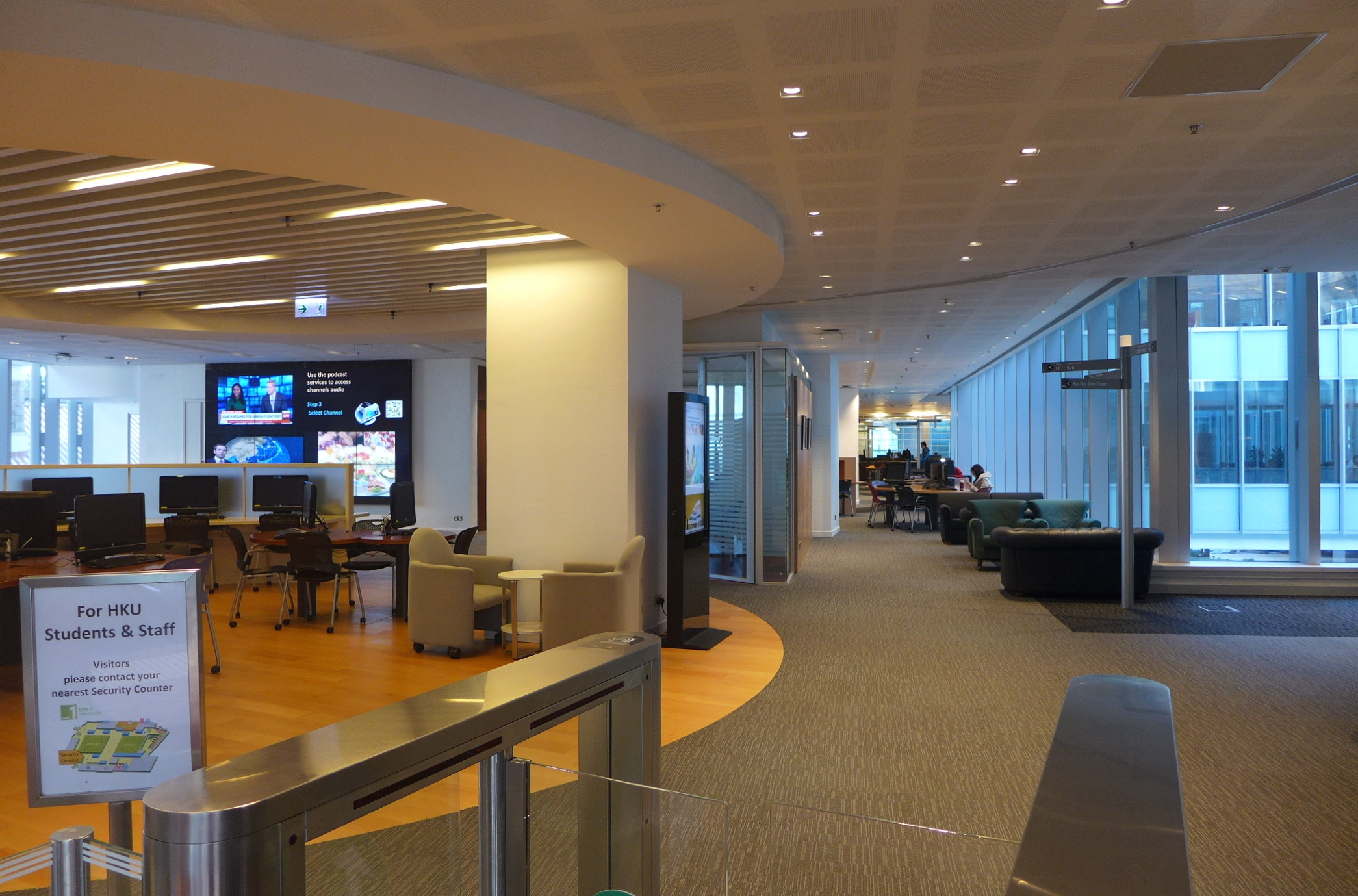
自主學習空間「智華館」
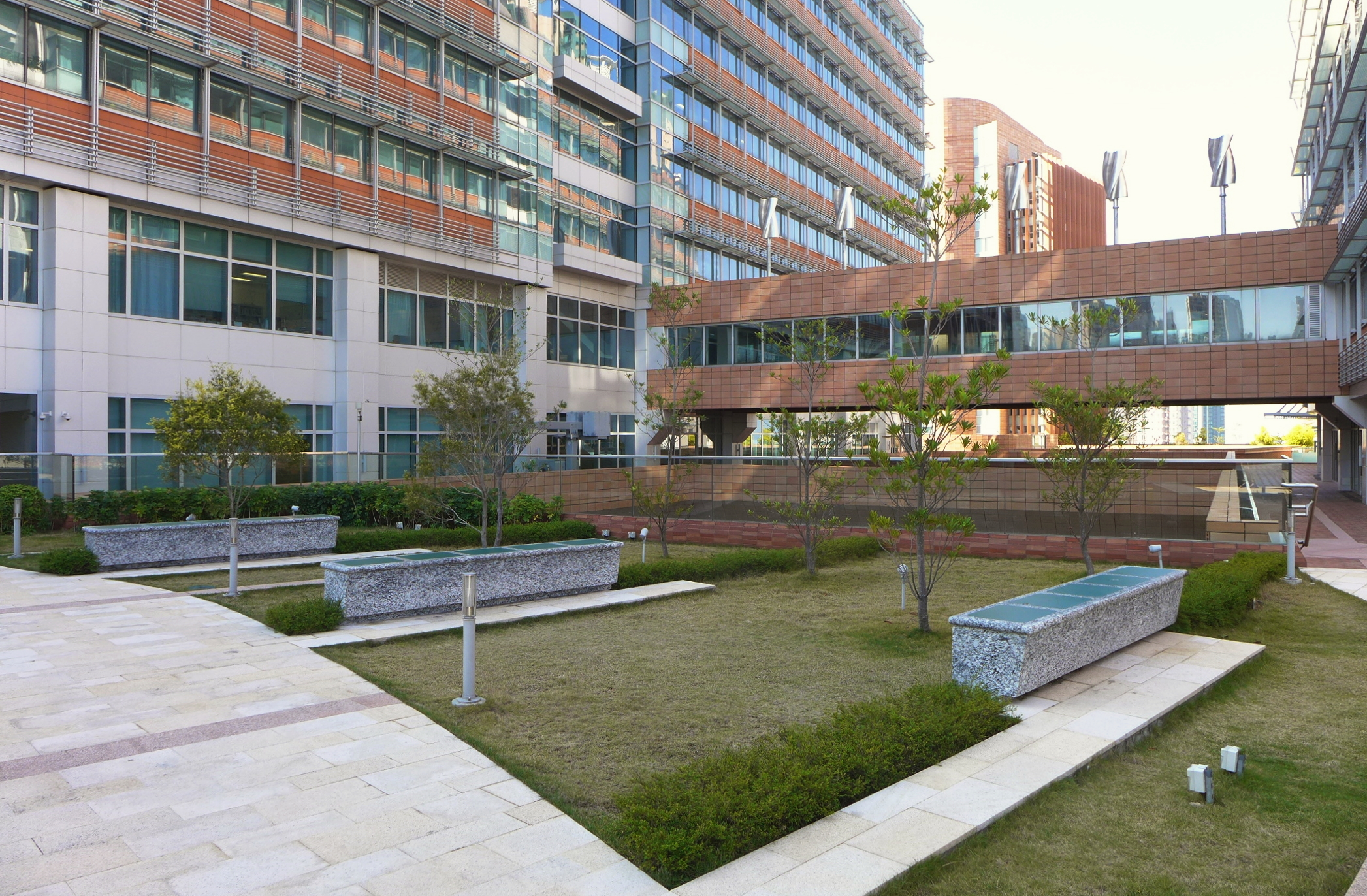
3樓庭園
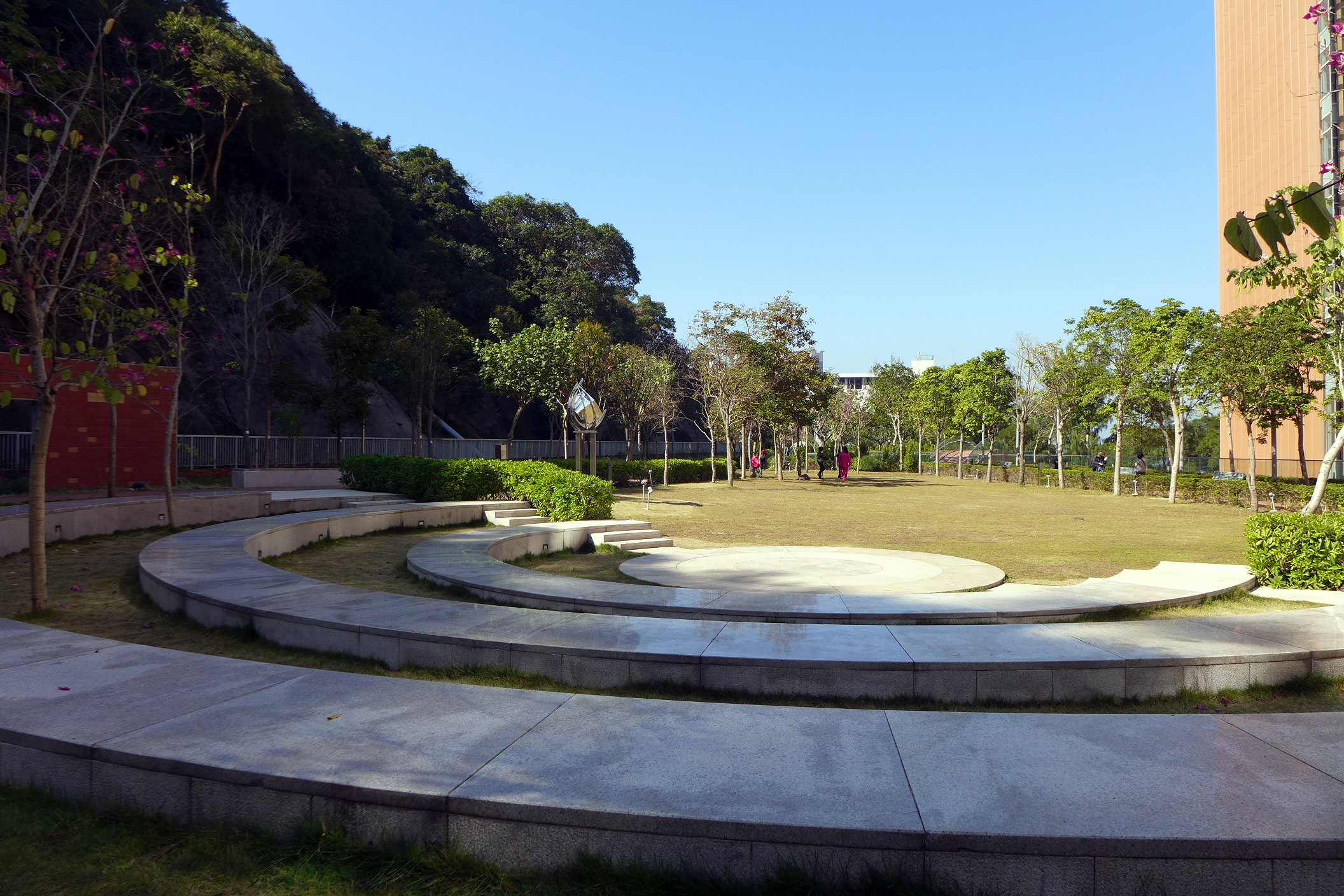
百周年花園

#### 保育
在發展百周年校園的同時，港大亦將原址三座屬於水務署的歷史建築物保留，包括建於1923至1924年的高級員工宿舍（二級歷史建築）、建於1918至1919年的工人宿舍（三級歷史建築）及建於1930至1931年的西區濾水廠房（三級歷史建築）。其中工人宿舍現用作訪客中心，高級員工宿舍則用作書店。

#### 國殤之柱

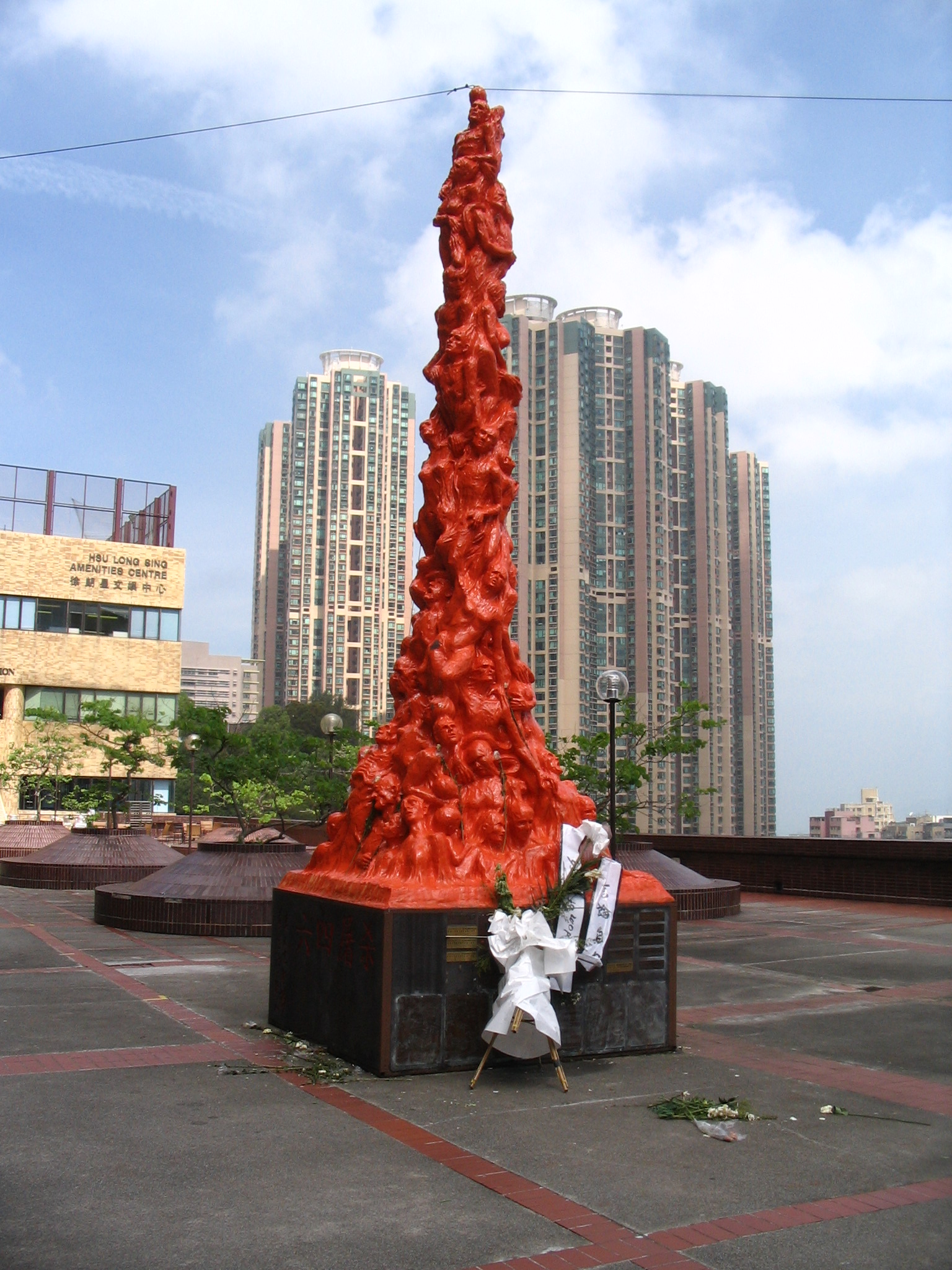
國殤之柱

國殤之柱在1998年12月至2021年12月矗立在黃克競樓平台，背靠香港大學學生會正門，是紀念對人道肆意凌虐的雕塑，由丹麥雕塑家高志活製造，高約7米。國殤之柱上刻有多個身軀扭曲面容痛苦的人，象徵六四事件中血腥鎮壓的死傷者，基座正面以紅字刻上楷書（簡化字）「六四屠殺」和草書「老人豈能夠殺光年輕人」，背面也有同樣的英文語句。它原本是鐵鏽色，自2008年4月30日起，由支聯會和四五行動成員將之漆上橙色，用意回應橙色運動。國殤之柱到2021年12月22日晚上被校方拆除，殘骸據報被運到位於新界錦田的港大嘉道理中心。

### 舍堂
「舍堂」（Hall）是香港大學為學生（尤其是本科生）提供共同生活的地方，希望透過學生自行組織活動、彼此學習，達致課堂和學術以外的「全人教育」。「舍堂教育」的概念源自英國劍橋牛津等大學的「學院制」，但港大的舍堂從一開始就不具備學院的學術教學及獨立招生功能，而衍化為只保留社交和課外教育功能的「舍堂」。舍堂奉行「學生自治原則」，學生於管理舍堂的過程中可學懂與人溝通，做人處世的知識。舍堂的活動多姿多采，包括各不同類型的運動項目如足球、籃球、排球、羽毛球等，某些舍堂亦提供學生於中學時期較少機會接觸的球類運動如曲棍球、壘球及棍網球，合稱「New Ball Games」。此外亦有話劇、辯論、橋牌、歌詠團等較文靜的活動供堂友選擇，亦有跳舞、團契、社會事務團、獅隊等興趣小組。同時學生亦能於舍堂中培養團體意識及貢獻的精神。
港大亦有純粹供學生居住而沒有任何學生組織的學生住宿樓，惟宿位不多，只有男女各36個宿位。由於很多舍堂以學生的課外活動表現及對該舍堂的貢獻來審訂宿生資格，故希望專注學業或不希望參與課外活動的學生只能租住附近的私人住宅。
現時香港大學共有21所住宿舍堂，3所非住宿舍堂，8所宿舍，分別位於本部校園，5個舍堂村，或於薄扶林及西營盤周邊。
薄扶林及西營盤周邊的舍堂及宿舍（非舍堂村）：
- 聖約翰學院（薄扶林道82號），由基督教聖公會主辦，行政上皆獨立於香港大學
- 利瑪竇宿舍（薄扶林道93號），由天主教耶穌會主辦的男生舍堂，行政上皆獨立於香港大學
- 大學堂（薄扶林道144號），男生宿舍
- 沙宣道六號學生宿舍，由學生發展及資源中心管理住宿
- 白文信學生宿舍，醫學生宿舍，由醫學院管理
- 梅芳街宿舍，位於西營盤
- 青蓮台，位於堅尼地城

位於本部校園的舍堂及宿舍（非舍堂村）：
- 太古堂
- 李國賢堂
- 柏立基學院，只供研究生或學者入住
- 研究生宿舍，只供研究生入住

沙宣道舍堂村（位於薄扶林道醫學院旁）:
- 利希慎堂
- 偉倫堂
- 利銘澤堂
- 何善衡夫人堂，醫科生宿舍，由醫學院管理

賽馬會第一舍堂村（薄扶林道91號）:
- 何東夫人紀念堂，女生舍堂
- 施德堂

賽馬會第二舍堂村（薄扶林道109號）:
- 馬禮遜堂，本科生部分為男生舍堂，而研究生則為男女混合舍堂
- 李兆基堂
- 孫志新堂

賽馬會第三學生村（堅尼地城龍華街9號）：
- 信興學院
- 志新學院
- 立之學院
- 日新學院

賽馬會第四學生村（黃竹坑警校道4號）及由學生發展及資源中心管理：
- 第一座
- 第二座
- 蔡加讚學院
- 陳廷驊學院

非住宿舍堂：
- 康寧堂
- 根德公爵夫人堂，女生舍堂，2011年關閉
- 李志雄紀念堂

港大歷史上還曾有聖母玫塊堂，惟因故停辦。聖約翰舍堂及聖士提反舍堂因聖保羅書院之復校紛爭，於1950年在聖士提反舍堂原址合併為聖約翰書院。明原堂（即盧吉堂、梅堂及儀禮堂）於1992年搬遷，易名為利希慎堂，以香港「鴉片大王」利希慎命名，是港大唯一有實施「男女同層」政策的宿舍。馬禮遜堂曾於1968年停辦，2005年重開；然而主辦者已由倫敦傳道會變為大學本身。

#### 舍堂村

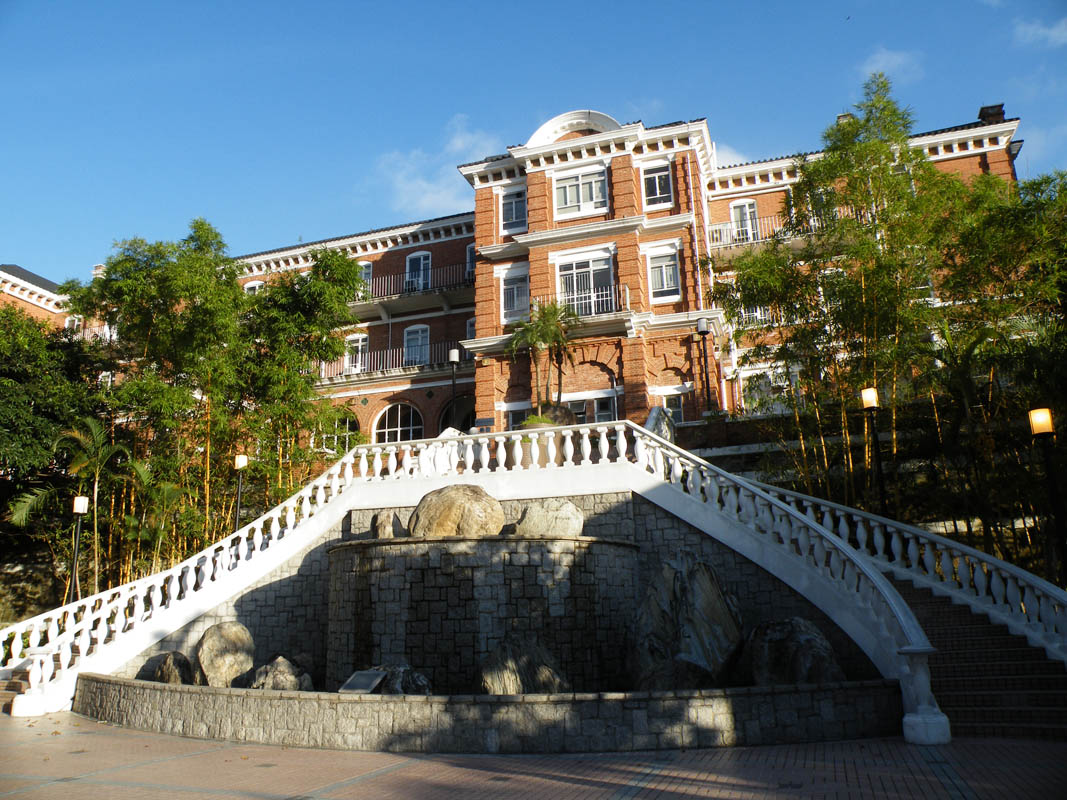
梅堂及儀禮堂為利希慎堂前身明原堂的一部份

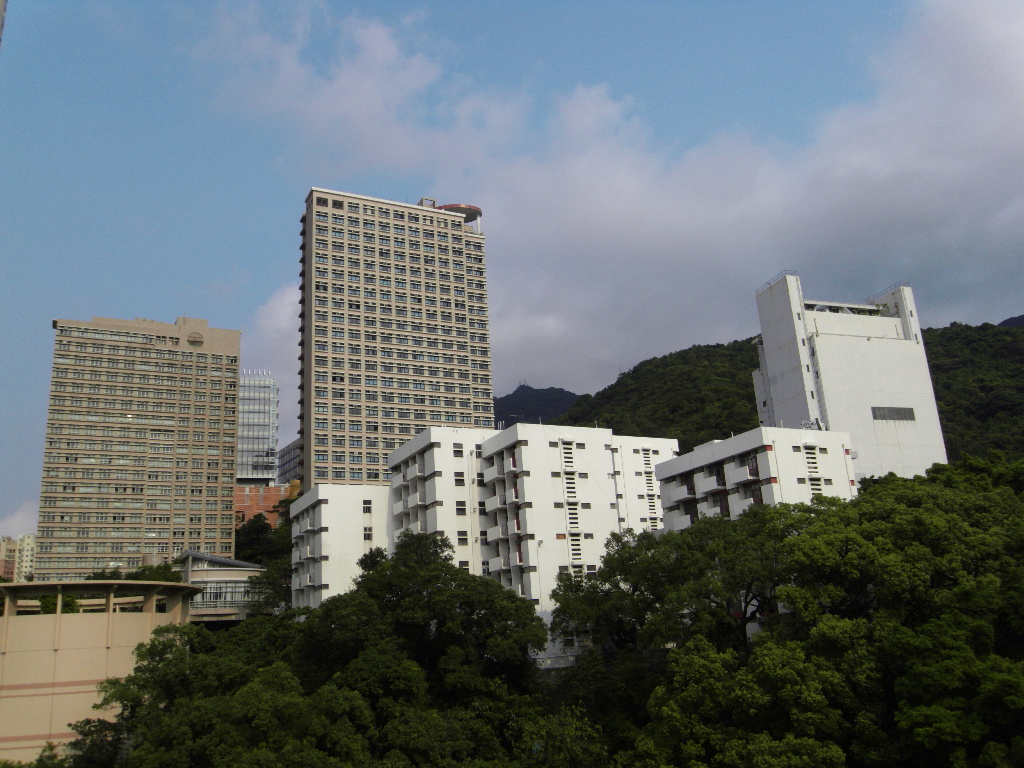
何東夫人紀念堂（左），旁邊的是施德堂，前面的是利瑪竇宿舍

現時香港大學擁有22個住宿舍堂及宿舍，總計提供接近6,000個學生宿位。舍堂文化是香港大學學生學生生不可缺少的一部分，例如Dem Cheer。
大部分舍堂位於舍堂村（Student Village）內，包括沙宣道舍堂村以及4個由賽馬會及其他善長人士捐贈的舍堂村：
- 沙宣道舍堂村 — 位於沙宣道6號（1992年落成）：利希慎堂、偉倫堂、利銘澤堂和何善衡夫人堂（醫科生宿舍）
  - 利希慎堂（英語：Lee Hysan Hall）是香港大學的13間住宿舍堂之一[80]，為男女本科生及研究生提供住宿。利希慎堂由利氏家族贊助成立，故以企業家利希慎為名[81]。利希慎堂前身為明原堂，1992年搬遷至現址，即香港薄扶林沙宣道6B[82][83]。利希慎堂的四樓至十五樓為宿舍，當中四樓及十二樓僅供男生住宿、八樓及十五樓僅供女生住宿，其餘樓層則為男女生共宿。利希慎堂的宿生會稱呼住在同一樓層的其他宿生為「村民兄弟」[84]。利希慎堂共有19隊運動及文化隊伍，而比較特別的是，在香港大學一共16間舍堂之中（包括非住宿舍堂），利希慎堂是唯一一間擁有醒獅隊的舍堂[85]。
- 賽馬會第一舍堂村（Jockey Club Student Village I）— 位於薄扶林道91號（2001年落成）：何東夫人紀念堂、施德堂（利瑪竇宿舍雖然在地理上與舍堂村非常接近，但並非第一舍堂村的一部分），由關善明建築師事務所設計
  - 何東夫人紀念堂（英語：Lady Ho Tung Hall）是香港大學唯一全女生宿舍堂[86]。為超過四百名女本科生和研究生提供宿位。該宿舍堂是何東爵士為紀念原配夫人麥秀英女士捐贈修建，並於1951年落成，後於2000年重建。电影《玻璃之城》是由前宿生張婉婷導演並以何東夫人紀念堂為背景拍攝。
  - 施德堂（Starr Hall），建於2001年及位於二十四層高的友邦樓內，由友邦保險的創辦人 — 施德（Starr）的基金會資助興建，故以其命名。座立於何東夫人紀念堂舊址上，現與已重建的何東夫人紀念堂，利瑪竇宿舍和何添堂比鄰。曾經為香港大學中單棟最大及非本地宿生比例最高的舍堂，為五百名本科生和研究生提供宿位。一方面秉承港大既有的舍堂傳統，同時促進了本地生和非本地生的融和及文化交流。 （页面存档备份，存于）
- 賽馬會第二舍堂村（Jockey Club Student Village II）—  位於薄扶林道109號（2005年落成）：馬禮遜堂、李兆基堂和孫志新堂，亦由關善明建築師事務所設計。
- 賽馬會第三學生村（Jockey Club Student Village III）— 位於堅尼地城龍華街9號（2012年落成）：信興學院、志新學院、立之學院和日新學院。總計提供1,800個學生宿位，超過六成宿生為非本地生[79]。
- 賽馬會第四學生村 （Jockey Club Student Village IV）— 位於黃竹坑警校道4號（2024年落成）： 第一座，第二座，蔡加讚學院及陳廷驊學院。第四學生村為其中一個「組裝合成」建築法的先導計劃。由兩座17層的學生宿舍組成，總計提供1,224個學生宿位，每間單人房約6.5平方米。[87]

其餘早期落成的舍堂並不位於任何舍堂村，包括:
- 薄扶林道82號：聖約翰學院（1912年落成）
- 薄扶林道93號：利瑪竇宿舍（1929年落成）
- 薄扶林道144號：大學堂（1956年成立）
- 香港大學本部校園內：太古堂（1980年落成）和李國賢堂（1985年落成）

### 大學道

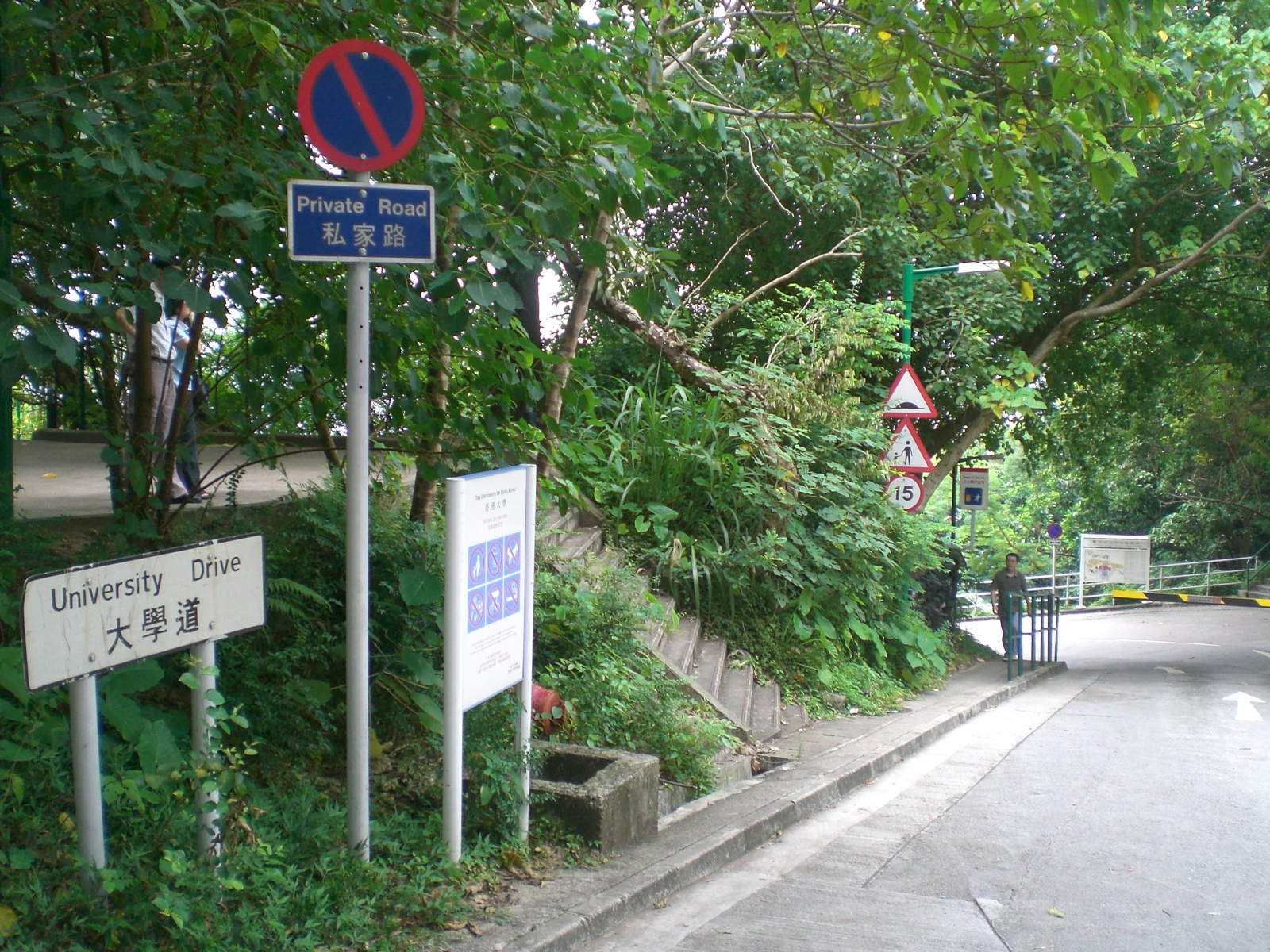
大學道路口，近旭龢道

一條上下山的雙行車路。它與旭龢道、列堤頓道，及其他大學車道相連。沿途建築物為香港大學的校院及宿舍。
大學道是香港大學的私家路，道路的車輛管理外判予威信（香港）停車場管理有限公司，除大學指定的車輛外，外來車輛於路口出入都須要登記及付款，按時計費，首半小時或免費。徒步人士可以經大學道自由出入香港大學校園。大學道上每天都有不少行山愛好者途經於此，經克頓道至龍虎山、西高山及扯旗山晨運。

## 學院與課程
學術學院（Faculty）方面，目前十所成員為：建築學院、文學院、經濟及工商管理學院、牙醫學院、教育學院、工程學院、法律學院、李嘉誠醫學院、理學院、社會科學學院。除了十所學術學院外，港大還設有一所研究學院，提供多項修課式及研究式碩士及博士課程。學術學院下設有專業學院（School）、學系（Department）及相關部門。表中的學系只列學士學位課程。
| 學術學院     | 專業學院、學系 | 網頁                   |
| ------------ | --- | ---------------------- |
| 建築學院     | 建築學系、房地產及建設系、城市規劃及設計系、園境建築學部 | （页面存档备份，存于） |
| 文學院       | 中文學院（中國語言文學、中國歷史文化、翻譯、香港研究）、英文學院（英文研究、語言與傳播）、人文學院（比較文學、藝術學、歷史、語言學、音樂、哲學、性別研究）、現代語言及文化學院（非洲研究、美國研究、中國研究、歐洲研究、全球創意產業、日本研究、韓國研究）、應用英語中心、佛學研究中心、人文醫學中心 | （页面存档备份，存于） |
| 經管學院     | 學術領域：會計及法律、經濟學、金融學、創新及資訊管理、管理及商業策略、市場學 | （页面存档备份，存于） |
| 牙醫學院     | 牙醫學系 | （页面存档备份，存于） |
| 教育學院     | 教師教育及學習領導部．社會背景及教育政策部 ．人類溝通，發展及資訊科學部 | （页面存档备份，存于） |
| 工程學院     | 土木工程系、計算機科學系、電機電子工程系、工業及製造系統工程系、機械工程系、生物醫學工程 | （页面存档备份，存于） |
| 法律學院     | 法律系 | （页面存档备份，存于） |
| 李嘉誠醫學院 | 生物醫學學院（生物醫學系）、中醫藥學院（中醫學系）、護理學院（護理學系）、公共衛生學院、麻醉學系、臨床腫瘤學系、放射診斷學系、家庭醫學及基層醫療學系、內科學系、微生物學系、婦產科學系、眼科學系、矯型及創傷外科學系、兒童及青少年科學系、病理學系、藥理及藥劑學系、精神醫學系、外科學系             |                        |
| 理學院       | 生物科學學院（生物科學、生態及生物多樣性學、食物及營養科學、分子生物學及生物科技學）、化學系、地球科學系 (地球系統科學系、地質學系)、數學系、物理學系、統計及精算學系 | （页面存档备份，存于） |
| 社會科學學院 | 地理學系、政治與公共行政學系、心理學系、社會工作及社會行政學系、社會學系、新聞及傳媒研究中心（新聞學系） | （页面存档备份，存于） |
| 研究學院     | 所有學系 | （页面存档备份，存于） |

#### 學位：
根據香港大學章程，香港大學可授予以下學位：
| 學位類別 | 中文學位名稱                     | 英文學位名稱                                                                        |
| -------- | -------------------------------- | ----------------------------------------------------------------------------------- |
| 學士     | 會計學學士                       | Bachelor of Accounting                                                              |
| 學士     | 建築學學士                       | Bachelor of Architecture                                                            |
| 學士     | 文學士                           | Bachelor of Arts                                                                    |
| 學士     | 文理學士                         | Bachelor of Arts and Sciences                                                       |
| 學士     | 建築學文學士                     | Bachelor of Arts in Architectural Studies                                           |
| 學士     | 保育文學士                       | Bachelor of Arts in Conservation                                                    |
| 學士     | 人文及數碼科技文學士             | Bachelor of Arts in Humanities and Digital Technologies                             |
| 學士     | 園境學文學士                     | Bachelor of Arts in Landscape Studies                                               |
| 學士     | 城市研究文學士                   | Bachelor of Arts in Urban Studies                                                   |
| 學士     | 生物醫學學士                     | Bachelor of Biomedical Sciences                                                     |
| 學士     | 工商管理學學士                   | Bachelor of Business Administration                                                 |
| 學士     | 會計及金融學工商管理學學士       | Bachelor of Business Administration in Accounting and Finance                       |
| 學士     | 會計數據分析工商管理學學士       | Bachelor of Business Administration in Accounting Data Analytics                    |
| 學士     | 國際商業及環球管理工商管理學學士 | Bachelor of Business Administration in International Business and Global Management |
| 學士     | 工商管理學學士（商業分析）       | Bachelor of Business Administration (Business Analytics)                            |
| 學士     | 工商管理學學士（資訊系統）       | Bachelor of Business Administration (Information Systems)                           |
| 學士     | 工商管理學學士（法學）           | Bachelor of Business Administration (Law)                                           |
| 學士     | 中醫學學士                       | Bachelor of Chinese Medicine                                                        |
| 學士     | 認知科學學士                     | Bachelor of Cognitive Science                                                       |
| 學士     | 刑事司法學學士                   | Bachelor of Criminal Justice                                                        |
| 學士     | 牙醫學士                         | Bachelor of Dental Surgery                                                          |
| 學士     | 經濟學學士                       | Bachelor of Economics                                                               |
| 學士     | 經濟金融學學士                   | Bachelor of Economics and Finance                                                   |
| 學士     | 教育學士                         | Bachelor of Education                                                               |
| 學士     | 幼兒教育及特殊教育學士           | Bachelor of Education in Early Childhood Education and Special Education            |
| 學士     | 語文教育學士                     | Bachelor of Education in Language Education                                         |
| 學士     | 小學教育學士                     | Bachelor of Education in Primary Education                                          |
| 學士     | 工程學學士                       | Bachelor of Engineering                                                             |
| 學士     | 金融學學士                       | Bachelor of Finance                                                                 |
| 學士     | 資產管理及私人銀行金融學學士     | Bachelor of Finance in Asset Management and Private Banking                         |
| 學士     | 房屋管理學士                     | Bachelor of Housing Management                                                      |
| 學士     | 新聞學學士                       | Bachelor of Journalism                                                              |
| 學士     | 法學士                           | Bachelor of Laws                                                                    |
| 學士     | 管理學學士                       | Bachelor of Management Studies                                                      |
| 學士     | 內外全科醫學士                   | Bachelor of Medicine and Bachelor of Surgery                                        |
| 學士     | 護理學學士                       | Bachelor of Nursing                                                                 |
| 學士     | 藥劑學學士                       | Bachelor of Pharmacy                                                                |
| 學士     | 中藥藥劑學學士                   | Bachelor of Pharmacy in Chinese Medicine                                            |
| 學士     | 心理學學士                       | Bachelor of Psychology                                                              |
| 學士     | 理學士                           | Bachelor of Science                                                                 |
| 學士     | 精算學理學士                     | Bachelor of Science in Actuarial Science                                            |
| 學士     | 應用兒童發展理學士               | Bachelor of Science in Applied Child Development                                    |
| 學士     | 應用醫療科學理學士               | Bachelor of Science in Applied Medical Sciences                                     |
| 學士     | 生物信息學理學士                 | Bachelor of Science in Bioinformatics                                               |
| 學士     | 生物醫學理學士                   | Bachelor of Science in Biomedical Sciences                                          |
| 學士     | 計算機科學理學士                 | Bachelor of Science in Computer Science                                             |
| 學士     | 計算機科學及資訊系統理學士       | Bachelor of Science in Computer Science and Information Systems                     |
| 學士     | 計算機學理學士                   | Bachelor of Science in Computer Studies                                             |
| 學士     | 工程科學理學士                   | Bachelor of Science in Engineering                                                  |
| 學士     | 運動及健康理學士                 | Bachelor of Science in Exercise and Health                                          |
| 學士     | 資訊管理理學士                   | Bachelor of Science in Information Management                                       |
| 學士     | 市場分析及科技理學士             | Bachelor of Science in Marketing Analytics and Technology                           |
| 學士     | 護理學理學士                     | Bachelor of Science in Nursing Studies                                              |
| 學士     | 計量金融學理學士                 | Bachelor of Science in Quantitative Finance                                         |
| 學士     | 工料測量理學士                   | Bachelor of Science in Quantity Surveying                                           |
| 學士     | 言語及聽覺科學理學士             | Bachelor of Science in Speech and Hearing Sciences                                  |
| 學士     | 言語語言病理學理學士             | Bachelor of Science in Speech-Language Pathology                                    |
| 學士     | 運動科學及康樂管理理學士         | Bachelor of Science in Sports Science and Leisure Management                        |
| 學士     | 測量學理學士                     | Bachelor of Science in Surveying                                                    |
| 學士     | 社會科學學士                     | Bachelor of Social Sciences                                                         |
| 學士     | 社會科學學士（政治與法律）       | Bachelor of Social Sciences (Government and Laws)                                   |
| 學士     | 社會工作學學士                   | Bachelor of Social Work                                                             |
| 學士     | 中醫學學士                       | Bachelor of Traditional Chinese Medicine                                            |
| 碩士     | 行政人員工商管理碩士             | Executive Master of Business Administration                                         |
| 碩士     | 法律博士                         | Juris Doctor                                                                        |
| 碩士     | 會計學碩士                       | Master of Accounting                                                                |
| 碩士     | 高級藥劑學碩士                   | Master of Advanced Pharmacy                                                         |
| 碩士     | 建築學碩士                       | Master of Architecture                                                              |
| 碩士     | 建築學碩士（設計）               | Master of Architecture (Design)                                                     |
| 碩士     | 文學碩士                         | Master of Arts                                                                      |
| 碩士     | 應用語言學文學碩士               | Master of Arts in Applied Linguistics                                               |
| 碩士     | 中國發展研究文學碩士             | Master of Arts in China Development Studies                                         |
| 碩士     | 對外英語教學文學碩士             | Master of Arts in Teaching English to Speakers of Other Languages                   |
| 碩士     | 運輸政策及規劃文學碩士           | Master of Arts in Transport Policy and Planning                                     |
| 碩士     | 佛教輔導學碩士                   | Master of Buddhist Counselling                                                      |
| 碩士     | 佛學碩士                         | Master of Buddhist Studies                                                          |
| 碩士     | 工商管理碩士                     | Master of Business Administration                                                   |
| 碩士     | 工商管理碩士（國際）             | Master of Business Administration (International)                                   |
| 碩士     | 中醫學碩士                       | Master of Chinese Medicine                                                          |
| 碩士     | 針灸推拿中醫學碩士               | Master of Chinese Medicine in Acupuncture and Moxibustion                           |
| 碩士     | 氣候管治及風險管理碩士           | Master of Climate Governance and Risk Management                                    |
| 碩士     | 臨床藥劑學碩士                   | Master of Clinical Pharmacy                                                         |
| 碩士     | 普通法碩士                       | Master of Common Law                                                                |
| 碩士     | 數據科學碩士                     | Master of Data Science                                                              |
| 碩士     | 牙醫學碩士                       | Master of Dental Surgery                                                            |
| 碩士     | 經濟學碩士                       | Master of Economics                                                                 |
| 碩士     | 教育學碩士                       | Master of Education                                                                 |
| 碩士     | 表達藝術治療碩士                 | Master of Expressive Arts Therapy                                                   |
| 碩士     | 家族財富管理碩士                 | Master of Family Wealth Management                                                  |
| 碩士     | 金融學碩士                       | Master of Finance                                                                   |
| 碩士     | 金融科技碩士                     | Master of Finance in Financial Technology                                           |
| 碩士     | 金融工程學碩士                   | Master of Financial Engineering                                                     |
| 碩士     | 藝術碩士                         | Master of Fine Arts                                                                 |
| 碩士     | 地理信息系統碩士                 | Master of Geographic Information Systems                                            |
| 碩士     | 環球管理碩士                     | Master of Global Management                                                         |
| 碩士     | 環球公共政策碩士                 | Master of Global Public Policy                                                      |
| 碩士     | 房屋管理碩士                     | Master of Housing Management                                                        |
| 碩士     | 國際及公共事務碩士               | Master of International and Public Affairs                                          |
| 碩士     | 新聞學碩士                       | Master of Journalism                                                                |
| 碩士     | 園境建築碩士                     | Master of Landscape Architecture                                                    |
| 碩士     | 法學碩士                         | Master of Laws                                                                      |
| 碩士     | 醫療科學碩士                     | Master of Medical Sciences                                                          |
| 碩士     | 分子及診斷病理學碩士             | Master of Molecular and Diagnostic Pathology                                        |
| 碩士     | 護理學碩士                       | Master of Nursing                                                                   |
| 碩士     | 高級實踐護理碩士                 | Master of Nursing in Advanced Practice                                              |
| 碩士     | 牙齒矯正學碩士                   | Master of Orthodontics                                                              |
| 碩士     | 哲學碩士                         | Master of Philosophy                                                                |
| 碩士     | 精神醫學碩士（精神病學）         | Master of Psychological Medicine (Psychosis Studies)                                |
| 碩士     | 公共行政碩士                     | Master of Public Administration                                                     |
| 碩士     | 公共行政碩士（國際）             | Master of Public Administration (International)                                     |
| 碩士     | 公共衞生碩士                     | Master of Public Health                                                             |
| 碩士     | 研究碩士                         | Master of Research                                                                  |
| 碩士     | 醫學研究碩士                     | Master of Research in Medicine                                                      |
| 碩士     | 理學碩士                         | Master of Science                                                                   |
| 碩士     | 高級建築設計理學碩士             | Master of Science in Advanced Architectural Design                                  |
| 碩士     | 人工智能理學碩士                 | Master of Science in Artificial Intelligence                                        |
| 碩士     | 聽力學理學碩士                   | Master of Science in Audiology                                                      |
| 碩士     | 商業分析理學碩士                 | Master of Science in Business Analytics                                             |
| 碩士     | 中藥學理學碩士                   | Master of Science in Chinese Medicines                                              |
| 碩士     | 社會牙醫學理學碩士               | Master of Science in Community Dentistry                                            |
| 碩士     | 計算機科學理學碩士               | Master of Science in Computer Science                                               |
| 碩士     | 保育理學碩士                     | Master of Science in Conservation                                                   |
| 碩士     | 建築項目管理理學碩士             | Master of Science in Construction Project Management                                |
| 碩士     | 牙科材料科學理學碩士             | Master of Science in Dental Materials Science                                       |
| 碩士     | 建築資產數碼管理理學碩士         | Master of Science in Digital Management of Built Assets                             |
| 碩士     | 電子商貿及互聯網工程理學碩士     | Master of Science in Electronic Commerce and Internet Computing                     |
| 碩士     | 工程學理學碩士                   | Master of Science in Engineering                                                    |
| 碩士     | 環境管理理學碩士                 | Master of Science in Environmental Management                                       |
| 碩士     | 金融科技與數據分析理學碩士       | Master of Science in Financial Technology and Data Analytics                        |
| 碩士     | 一般牙醫學理學碩士               | Master of Science in General Dentistry                                              |
| 碩士     | 地理空間數據科學理學碩士         | Master of Science in Geospatial Data Science                                        |
| 碩士     | 環球商業管理及電子商貿理學碩士   | Master of Science in Global Business Management and E-Commerce                      |
| 碩士     | 植齒學理學碩士                   | Master of Science in Implant Dentistry                                              |
| 碩士     | 教育資訊科技理學碩士             | Master of Science in Information Technology in Education                            |
| 碩士     | 綜合項目交付理學碩士             | Master of Science in Integrated Project Delivery                                    |
| 碩士     | 綜合海洋生態學及保育理學碩士     | Master of Science in Integrative Marine Ecology and Conservation                    |
| 碩士     | 跨學科設計及管理理學碩士         | Master of Science in Interdisciplinary Design and Management                        |
| 碩士     | 圖書館及資訊管理理學碩士         | Master of Science in Library and Information Management                             |
| 碩士     | 市場學理學碩士                   | Master of Science in Marketing                                                      |
| 碩士     | 護理學理學碩士                   | Master of Science in Nursing                                                        |
| 碩士     | 口腔頜面放射及診斷影像學理學碩士 | Master of Science in Oral and Maxillofacial Radiology and Diagnostic Imaging        |
| 碩士     | 房地產學理學碩士                 | Master of Science in Real Estate                                                    |
| 碩士     | 房地產發展理學碩士               | Master of Science in Real Estate Development                                        |
| 碩士     | 運動科學理學碩士                 | Master of Science in Sports Science                                                 |
| 碩士     | 可持續環境設計理學碩士           | Master of Science in Sustainable Environmental Design                               |
| 碩士     | 科技、設計及學習領導理學碩士     | Master of Science in Technology, Design and Leadership for Learning                 |
| 碩士     | 城市分析理學碩士                 | Master of Science in Urban Analytics                                                |
| 碩士     | 城市設計及運輸理學碩士           | Master of Science in Urban Design and Transport                                     |
| 碩士     | 城市規劃理學碩士                 | Master of Science in Urban Planning                                                 |
| 碩士     | 社會科學碩士                     | Master of Social Sciences                                                           |
| 碩士     | 社會服務管理碩士                 | Master of Social Service Management                                                 |
| 碩士     | 社會工作碩士                     | Master of Social Work                                                               |
| 碩士     | 統計學碩士                       | Master of Statistics                                                                |
| 碩士     | 針灸推拿中醫學碩士               | Master of Traditional Chinese Medicine in Acupuncture and Moxibustion               |
| 碩士     | 城市設計碩士                     | Master of Urban Design                                                              |
| 碩士     | 城市研究及房屋管理碩士           | Master of Urban Studies and Housing Management                                      |
| 博士     | 工商管理博士                     | Doctor of Business Administration                                                   |
| 博士     | 教育博士                         | Doctor of Education                                                                 |
| 博士     | 法學博士                         | Doctor of Laws                                                                      |
| 博士     | 法律科學博士                     | Doctor of Legal Science                                                             |
| 博士     | 文學博士                         | Doctor of Letters                                                                   |
| 博士     | 醫學博士                         | Doctor of Medicine                                                                  |
| 博士     | 護理博士                         | Doctor of Nursing                                                                   |
| 博士     | 哲學博士                         | Doctor of Philosophy                                                                |
| 博士     | 心理學博士                       | Doctor of Psychology                                                                |
| 博士     | 公共行政博士                     | Doctor of Public Administration                                                     |
| 博士     | 理學博士                         | Doctor of Science                                                                   |
| 博士     | 社會科學博士                     | Doctor of Social Sciences                                                           |
| 博士     | 外科碩士                         | Master of Surgery                                                                   |
| 榮譽博士 | 榮譽神學博士                     | Doctor of Divinity honoris causa                                                    |
| 榮譽博士 | 榮譽法學博士                     | Doctor of Laws honoris causa                                                        |
| 榮譽博士 | 榮譽文學博士                     | Doctor of Letters honoris causa                                                     |
| 榮譽博士 | 榮譽理學博士                     | Doctor of Science honoris causa                                                     |
| 榮譽博士 | 榮譽社會科學博士                 | Doctor of Social Sciences honoris causa                                             |

## 重大新聞事件

### 學生行為偏差問題
2002年7月16日，一名20歲姓梁港大醫科二年級男生獨自攜9萬元現金到澳門葡京賭場博殺，輸掉所有金錢後利用信用咭提取約3萬元再賭，迅即又告輸光。在場之高利貸集團便上前游說梁向他們借錢，梁禁不住誘惑借了20萬元再賭，不久又全部清袋，高利貸集團抽取了10萬元利息，連本帶利梁總共須償還30萬元。大耳窿脅持梁迫簽借據，說若不合作『條命凍過水』，梁頓時感到驚惶失措，破口痛哭，適逢駐守賭場的司警人員巡經，見有人簽署文件後神色慌張並哭泣，覺得可疑，於是上前查問，梁即時向警員求助，2男1女高利貸集團成員當場被捕。司警其後在其中一名疑犯家中檢獲大量現金、借據及香港身份證副本，發現借貸人全為香港居民，大多欠債逾10萬元。3名疑犯遂被落案控以多項放高利貸及參與犯罪集團罪名並被移送檢察院及初級法院受審，最終被定罪及判監。 梁由父親陪同到檢察院作供後乘船返港，並表示不再踏足澳門。梁父接受傳媒訪問時表示兒子過往亦曾到賭場耍樂並滿載而歸，相信輸錢皆因贏錢起。有學生表示梁時常到澳門遊玩及購買手信，並稱梁好賭，在日韓世界盃期間經常賭波。另有學生表示不覺得醫學院內有賭風，學習風氣甚佳。港大發言人表示因事件在校外發生，不會作出處分，會提供輔導。
梁中學畢業於香港華仁書院，父親經營中港貿易生意，家境富裕。有同學表示他學業成績一直超卓，並積極統籌課外活動。梁其後於2005年順利畢業，2006年完成實習後獲執業資格，現為整形外科醫生 （页面存档备份，存于）。
香港電台電視劇《賭海迷徒2012 - 懸崖上的尖子》根據此事件改編，由狄易達飾演涉事學生，戴志偉及魏秋樺飾演其父母 （页面存档备份，存于）。

### 政治

#### 港大民調風波
2000年鍾庭耀進行的港大民調引發和港大校長和時任香港行政長官董建華的糾紛。

#### 穆加貝事件
2009年1月24日，消息傳出津巴布韋共和國總統穆加貝之女，波納‧穆加貝正就讀於香港大學。香港人權監察總幹事羅沃啟表示，如她的開支是犧牲辛巴威普通國民而來的，香港便應參與制裁。穆加貝在辛巴威長期實行獨裁統治，國內人權狀況惡劣，並透過選舉舞弊多次連選連任，使美國和歐盟正向穆加貝實施制裁，包括冻结他的資產和禁止他外遊。澳洲亦禁止穆加貝的子女在澳洲讀書。香港大學發言人對此事件表示，「我校相信教育應超越政治，我們不應以學生家庭背景或他們父母親的所作所為，拒絕他們受教權利。」 事後波納‧穆加貝被證實其實為香港城市大學而非香港大學之學生。

#### 李克強訪港事件
2011年8月18日，時任中共中央政治局常委、國務院副總理李克強到香港大學主持百週年慶典儀式，期間保安嚴密，大量警力出動。有欲向李克強表達平反六四訴求的學生被人員推倒在地，並且被困於逃生梯間一小時。事件引起社會各界關注。部份校友在社交網站成立專頁，聯署譴責香港大學校長徐立之，要求他及警務處處長曾偉雄下台；曾偉雄、保安局局長李少光及行政會議非官守召集人梁振英則公開發言支持警察依法執行任務；香港大學校長徐立之表示「已經聽到學生的聲音」，其後徐立之又發表聲明，指警方與學生發生推撞，認為警方做法是不能接受。香港大學也認為警方有必要檢討今次行動，並表示徐立之對校方未能防範事件發生，表示歉意。徐立之此後宣布放棄續任校長。

#### 港大退出學聯
2014年12月24日，一班港大學生，包括前學苑副總編輯王俊，在Facebook開設專頁，推動該校學生會啟動退聯公投。
2015年2月9日至13日，於香港大學舉行了一連五日全民投票，其中的第四號議案「香港大學學生會應退出香港專上學生聯會」獲得通過。選舉委員會於2月14日點算票數後公佈是次投票有2522票贊成、2278票反對，1293票棄權，公投退聯的議案獲得通過。。
「退聯」引發骨牌效應，其他大學亦成立退出學聯關注組，並於Facebook成立專頁。

#### 疑政治審查何鴻燊合照
2020年5月26日，曾就讀港大的香港富商何鴻燊去世，享年98歲。香港大學於同日下午在社交媒體Facebook專頁發文悼念何鴻燊，並上載何鴻燊與港大眾師生的合照，但被發現當時為香港大學哲學系學生的本土民主前線前發言人梁天琦從合照中裁走。被裁剪的照片是攝於2014年2月18日利瑪竇宿舍85周年慶典，何鴻燊、時任港大校長徐立之與眾師生在於港大雕塑「外圓內方」前拍攝大合照，原本坐著輪椅的何鴻燊是位於照片的正中央，而梁天琦就在何鴻燊的右前方，而在梁天琦的前方還有其他學生，照片經過裁剪後，合照中的梁天琦與多名學生被裁去，部分學生只剩下半邊臉或頭頂，何鴻燊的下半身不但被一併裁走，何亦不是位於相片原構圖的正中央。港大的做法被批評是自我審查及記錄抹煞，即使悼念知名校友仍要「政治正確」，將照片中同為港大學生的梁天琦裁走，有網民發言稱「竟然連自己學生都要cut走，自我審查，令人心寒」，裁切照片的做法引起熱議，港大的解釋是整理照片時要裁成不同的長方形及突出主角，但不為網民所接受，並繼續留言要求港大道歉及交代事件，大約兩小時後，港大校方上載完整版照片替換經裁剪的版本。

#### 連儂牆被撕毀

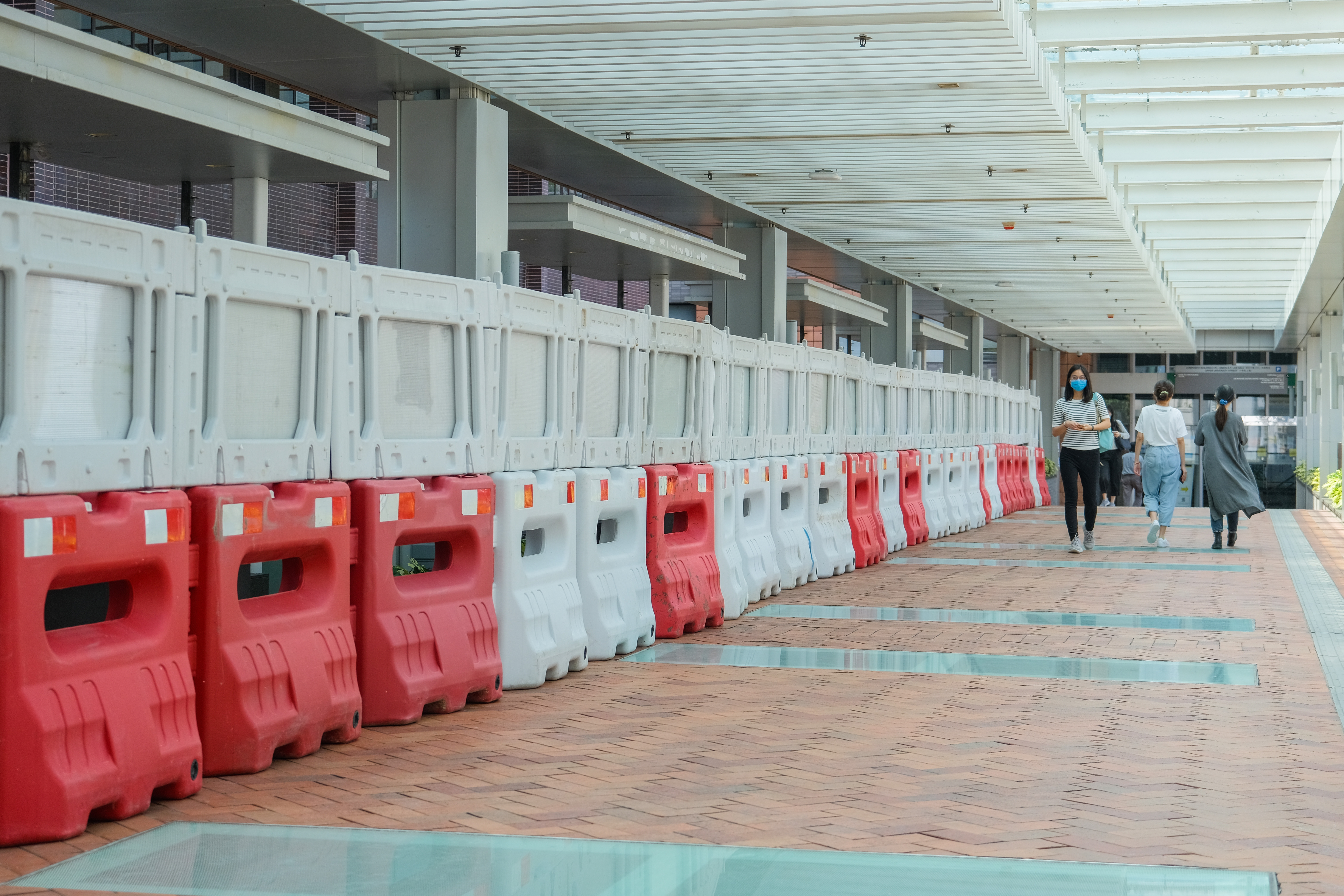
港大連儂牆位置使用期在2020年10月10日屆滿後，以膠水馬圍着

2020年9月27日晚上約7時，有人拍攝到30多名具有鄉音的政府支持者，從地鐵站走到香港大學的大學街，先撕毀4幅連儂牆，其後到學生會大樓撕走玻璃門上的文宣，並高呼「我哋清理香港啲垃圾！清潔香港！（我們清理香港的垃圾！清潔香港！）」。而大學多名保安沒有阻止，有保安更說「辛苦曬！」政府支持者撕毀文宣後離開。港大學生會譴責事件，不滿再有人有組織地闖入校園破壞。港大發言人對事件表示遺憾，會檢視事件及檢討校園管理和保安措施，不過仍未就事件報警。到同月29日，學生會在中午發起「重建港大連儂牆」行動，有學生及市民參與。之後有學生遊行至鈕魯詩樓，要求校長張翔譴責摧毁連儂牆的暴徒，並公開事發期間的閉路電視片段，同時認為保安部主管須為當日事件負上責任。校方派代表接收學生會的公開信。而校方也加強校園出入控制，學生及教職員進入校園時需要出示證件，而校外的人進入須解釋原因。
到10月9日早上，校方收回大學街上層處管理權，並派人強拆位於大學街上層的連儂牆，港大學生會對此深感遺憾。林鄭月娥指校園內有許多違反國安法的文宣，認為大學「責無旁貸」宣傳國家安全，威脅若大學不處理就由政府處理。

#### 警方國安處人員走入校園蒐證

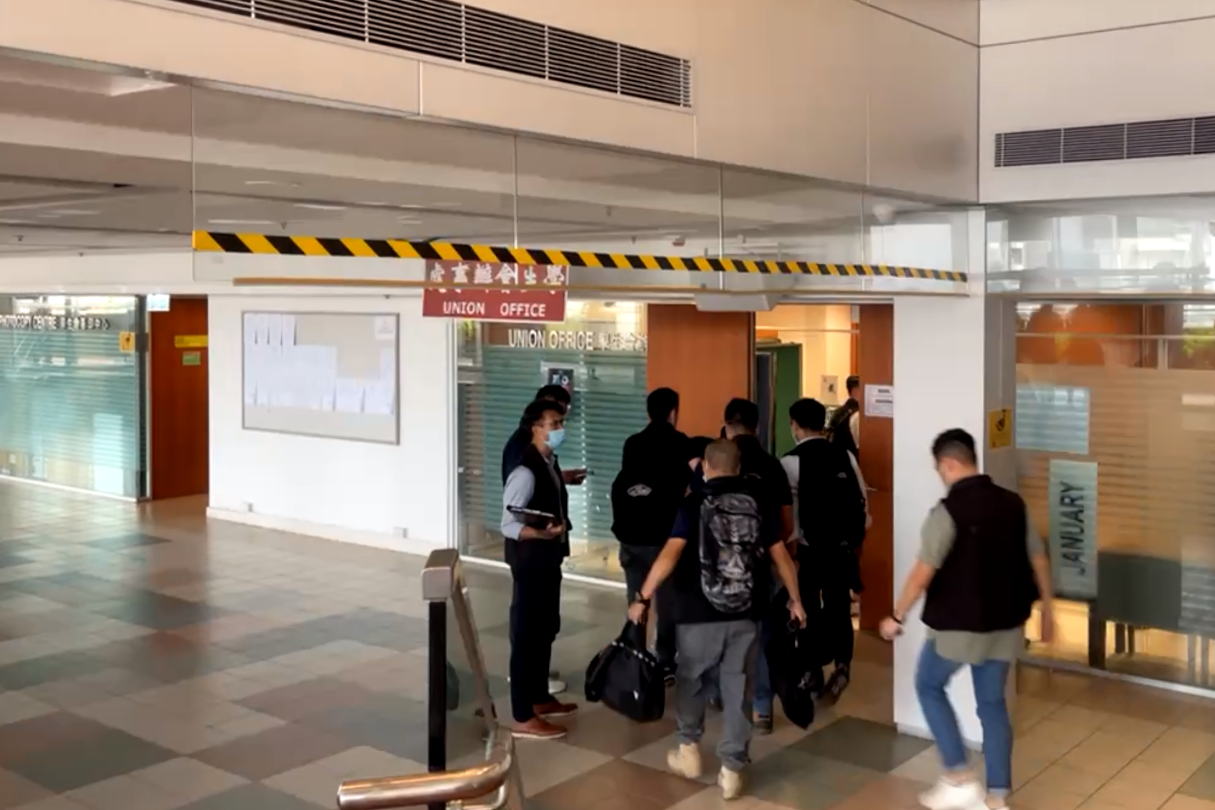
下午約3時，數十名警方國安處人員根據法庭搜查令到香港大學學生會綜合大樓蒐證

2021年7月16日下午約3時，數十名警方國安處人員根據法庭搜查令到香港大學校園，並兵分三路往學生會綜合大樓、莊月明文娛中心的學生會校園電視辦公室，以及方樹泉文娛中心的《學苑》辦公室進行蒐證工作，並檢走大量證物，包括《學苑》總編輯的電話、校園電視的電腦主機及學生會通過哀悼議案後發出的道歉信等文件。學生會綜合大樓於傍晚約6時許才解封，警方檢走至少兩個黑色大袋、一個行李箱及兩個藍色膠箱離開。港大學生會校園電視主席江澤灝交代事件，他指出警方在辦公室蒐證近兩小時，正調查學生會評議會涉嫌違反國安法第27條「宣揚恐怖主義、煽動實施恐怖活動」的案件。而《學苑》指總編輯劉建希被問話近3個半小時才獲得放行，並檢走劉建希電話、一部相機、學苑蓋章、兩枝錄音筆，以及學生會就通過哀悼議案發出的道歉信。而副總編接受約一個半小時的問話後才獲放行。

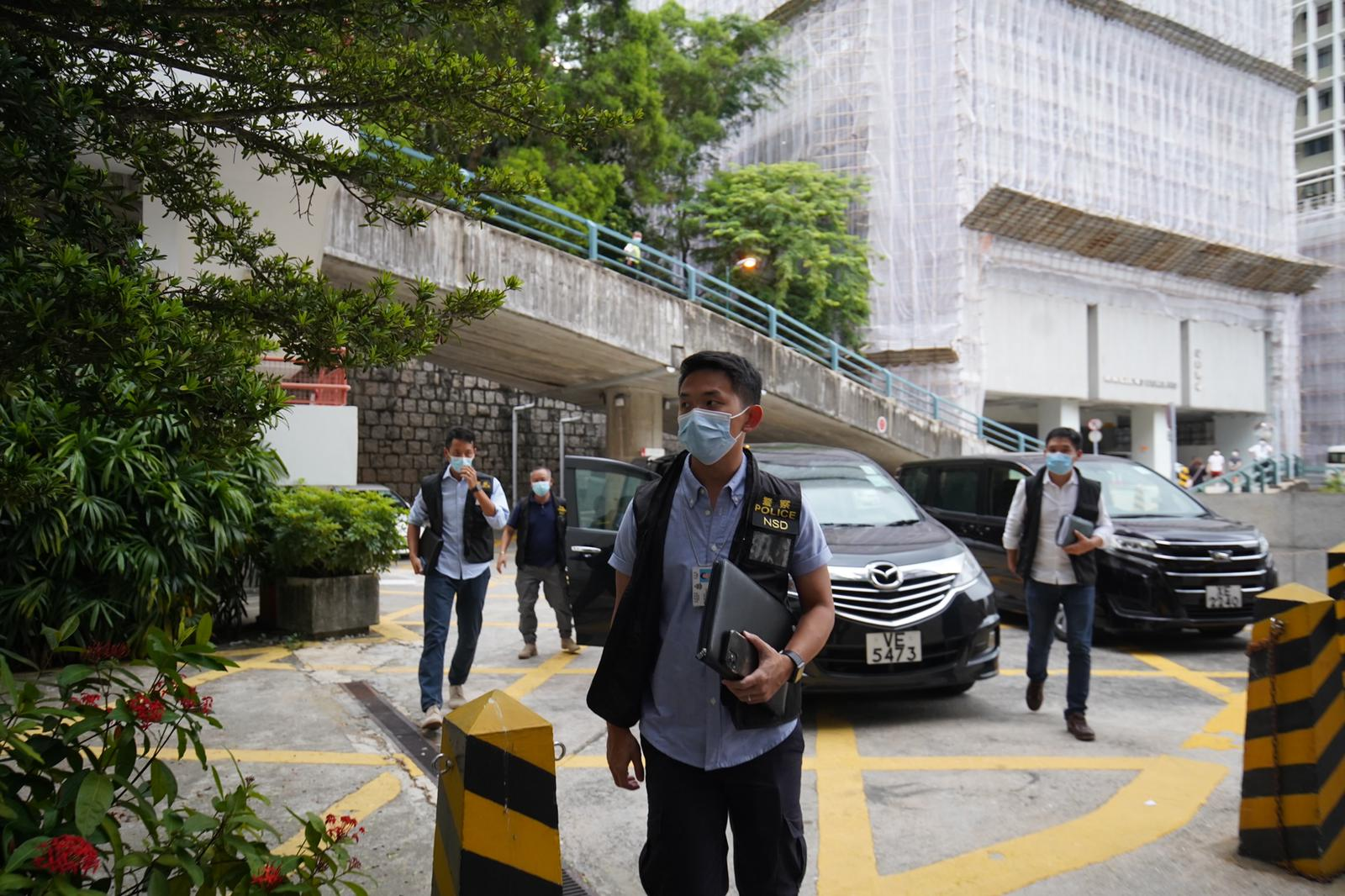
警員進入校園進行搜查
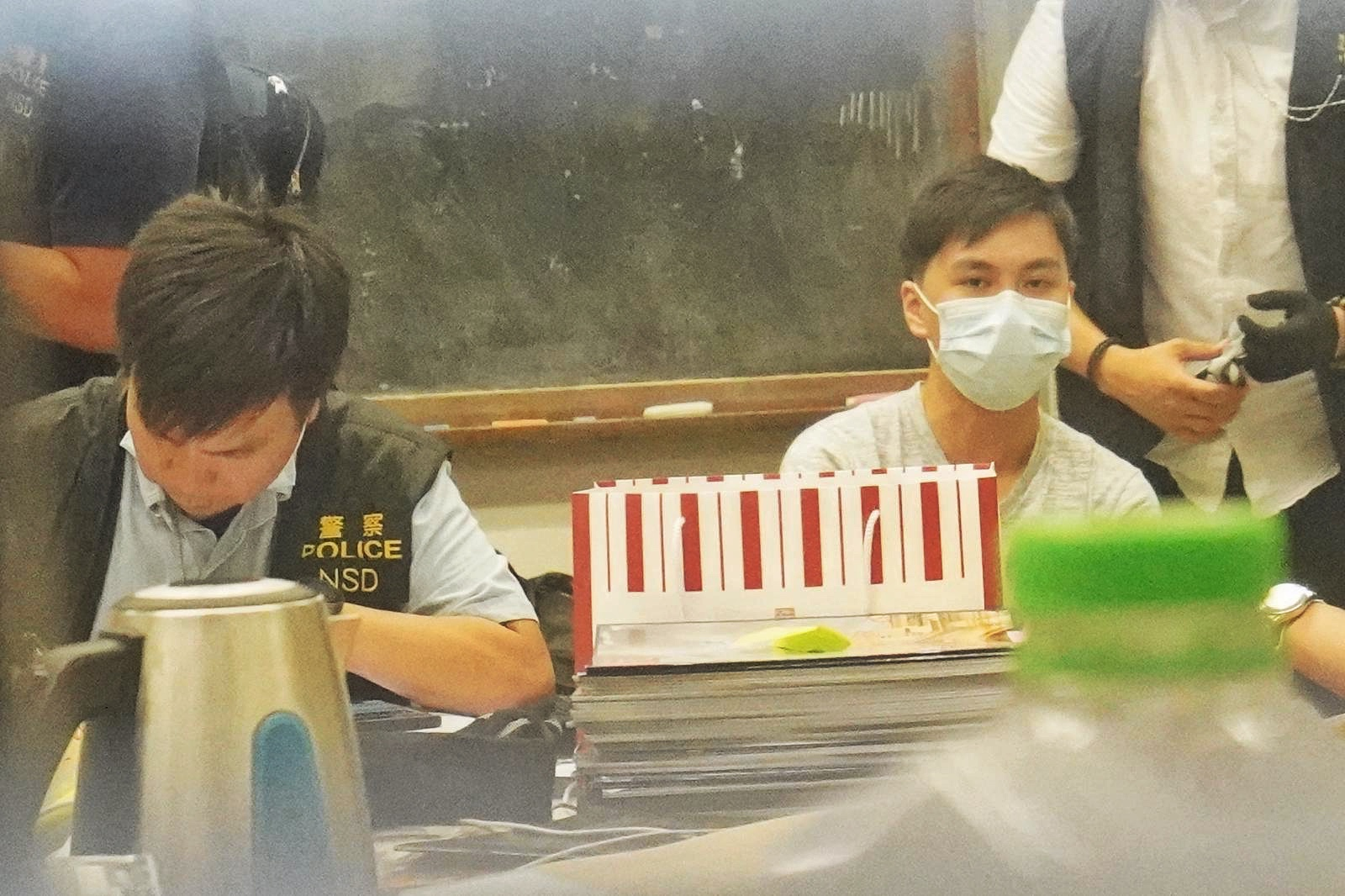
《學苑》總編輯劉建希被問話
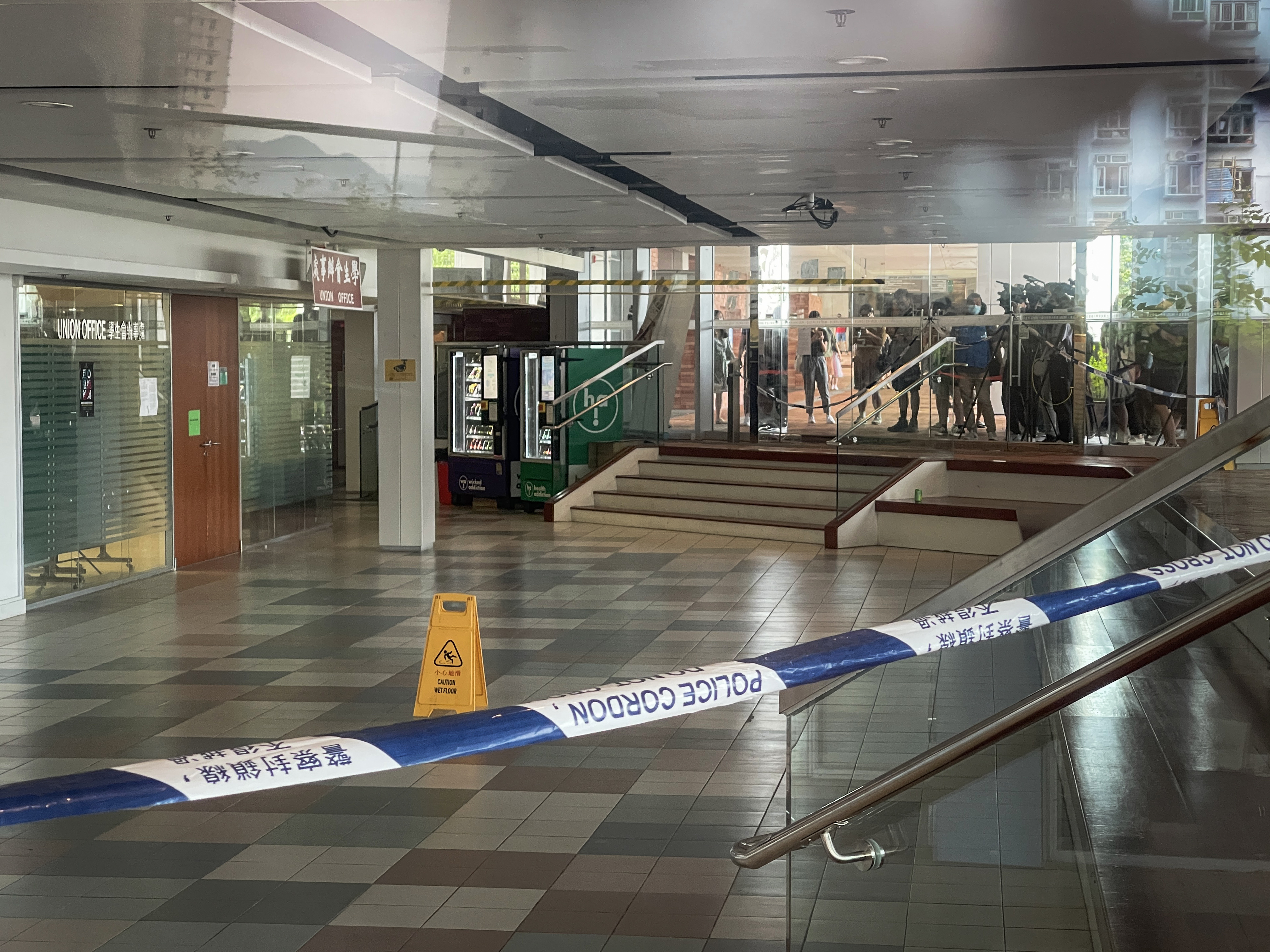
警員封鎖學生會綜合大樓出入口
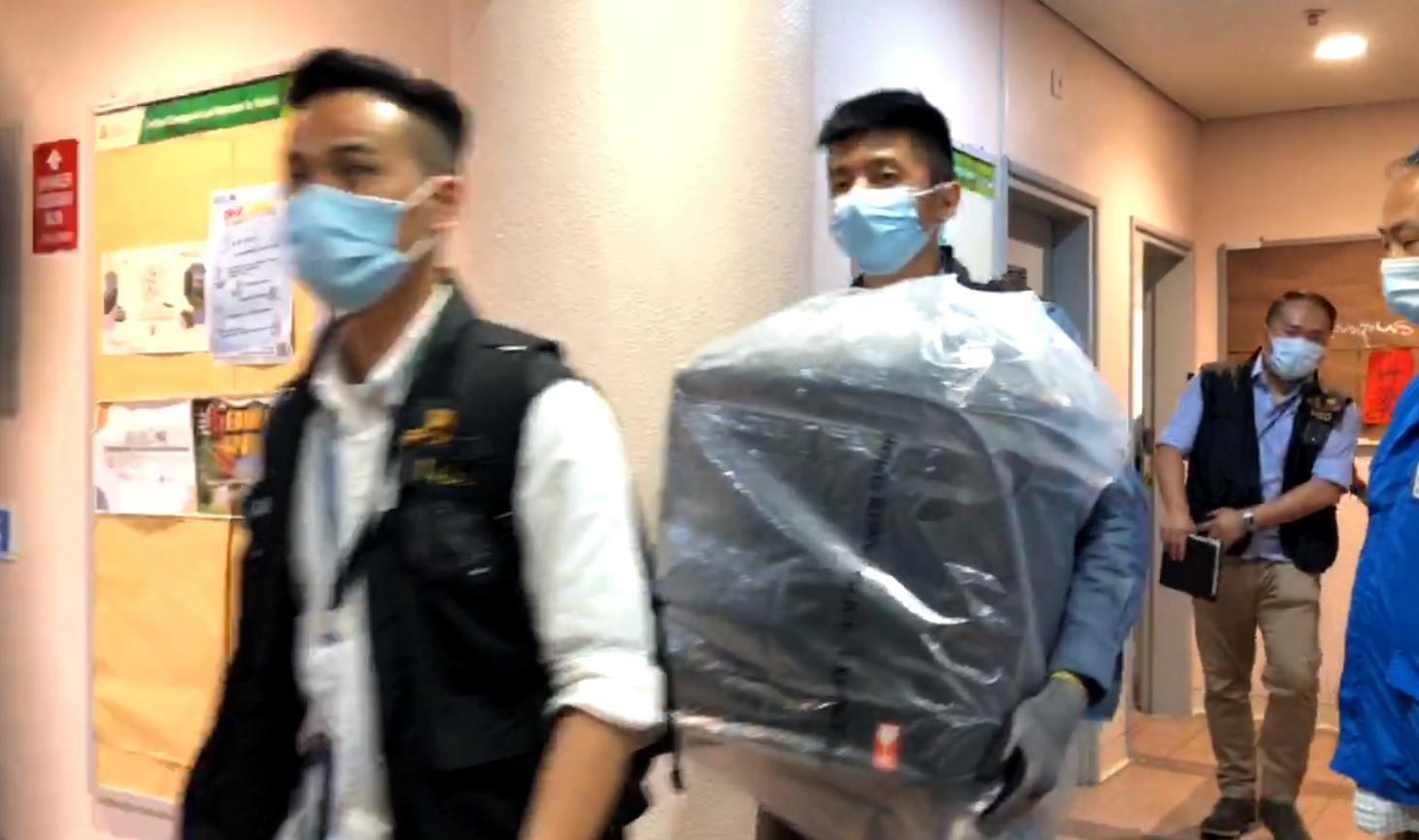
警員在方樹泉文娛中心的《學苑》辦公室檢走電腦主機離開

#### 發出律師信要求移走「國殤之柱」
2021年10月8日，香港大學發出律師信，要求支聯會在10月13日前移走「國殤之柱」。蔡耀昌批評有關安排不合理。
而製作「國殤之柱」的丹麥藝術家高志活亦發聲明，指出港大拆除雕像都是褻瀆死者。全國人大常委譚耀宗支持港大校方要求移走「國殤之柱」，認為已放在港大校園太久，亦不應放在該處，早就應該搬走。

### 平權

#### 參與性別平等運動
2015年4月10日，香港大學成為全球首間參與聯合國計劃「他為了她」運動的大學，鼓勵港大男性成員踴躍爭取女性成員的權利，香港大學表示希望在2020年將女性院長級人員比例擴展三倍，香港大學努力達到這目標。香港大學亦承諾會修改現有課程，並引入新的考試評分機制，為女性考試成績較低的科目設立加權平均數，增加女學生在考試合格的機會。
港大校長馬斐森表示會提高師生對性別議題的關注，並確保在校園沒有男性針對女性的暴力及性別歧視，香港大學將容許女性教職員攜同子女出席會議，亦會仿效香港中文大學在校園內設置哺乳室。
另外，香港大學早在2008年9月設置全港第一間設於大專院校的哺乳室，供女性員工、學生哺乳。

#### 牙醫學院陰盛陽衰
2015年9月7日，太陽報報導香港大學牙醫學院出現陰盛陽衰的情況，近三年女性牙醫學生都比男性多出一倍，今年更出現37女對17男的情況。報導引述港大牙醫學院助理院長梁超敏指，女性較男性細心及善於表達，因此較易得到取錄，然而女牙醫會因為懷孕或照顧家人放棄工作，影響人力供應。而升學專家崔日雄認為，香港中學文憑考試側重語文科及通識科，過於著重文字能力，對女性升讀熱門學系有利。

#### 破格取錄自閉學生
在2015年，香港大學李嘉誠醫學院打破創立130年的慣例，取錄一名高功能自閉症患者入讀生物醫學系，成為香港大學首位患有高功能自閉症的學生，並獲發尤德爵士紀念基金獎學金。

### 校務

#### 醫學院命名爭議
2005年5月7日，港大宣佈獲李嘉誠及李嘉誠基金會承諾10億港元捐款，5月18日，港大建議將醫學院命名為李嘉誠醫學院以表彰李嘉誠及其基金會的慷慨捐贈，並獲港大校務委員會一致通過。此決定曾引起醫學院部分舊生的關注及反對，但經諮詢後校方表示將維持原來決定，而李嘉誠亦發公開信表示「沒有改變自己的看法」。香港大學醫學院於2006年1月1日正式命名為香港大學李嘉誠醫學院。港大醫學院校友、時任立法會醫學界議員郭家麒聲言將發起全球港大醫學院校友籌款，以贖回醫學院原名。另一醫學院校友謝鴻興亦反對命名，命名當日發起抗議活動。

#### 副校長任命事件
2015年2月3日，香港大學法律學院前院長陳文敏在《明報》撰文，指出他自己在2014年12月被副校長物色委員會獲薦為副校長（學術人事及資源）之人選，在尚待通過時被左派報章如《文匯報》及《大公報》攻擊，而最後被否決，引致示威。

#### 香港大學深圳醫院
香港大學在深圳開辦醫院，本欲以港大优势医疗专科提供服務。惟醫院屢傳經營困難。媒體描述“鲜见病患模样的人员出入。进入门诊大厅一楼，十几名就诊病人及陪同家属“独享”面积宽敞大厅的情景，更加显现出它与平日见惯的人满为患的公立医院的不同”。為維持營運，管理層頻設法救亡，措施包括將多種手術及服務推行「打包收費」（套餐收費）。

#### XGU諷刺內地生
2020年9月新學年，港大學生會校園電視在facebook將大學官方迎新片段變成「二次創作」，改稱大學為，對校方取錄大量內地學生和解僱法律學院副教授戴耀廷作出諷刺。港大建築學院院長偉仕達（Chris Webster）向院師生和校友發信，形容此片品味差劣和極其冒犯，認為短片是愚蠢地利用了諷刺作品來助長歧視，對學生操守和新聞專業角度是不能接受。表明校方會研究發放片段者有否犯法。校園電視到9月3日凌晨2時發聲明，澄清短片沒有意圖攻擊任何人，但承認剪接影片時用字不準確，願意向所有受影響人士致歉，並將短片刪除。然而，「XGU」一名卻自此始被廣為人知，主要被網民用作揶諭港大校方各種體現其親中、親政府立場的各種行為。

#### 香港教育局不認可部分港大教育學院課程
在2020年12月28日，一名在香港大學教育學院畢業生（該生於2019年完成港大教育學院教育學士及社會科學學士五年制課程並畢業，該課程獲香港大學聲稱可任教本地中學和小學），在小學執教半年後，獲教育局告知，該畢業生修讀的課程不合資格任教，該老師因而被取消教學資格，以及被教育局追回薪金20萬元。

#### 校方取消學生會社團地位 禁涉事學生進入校園

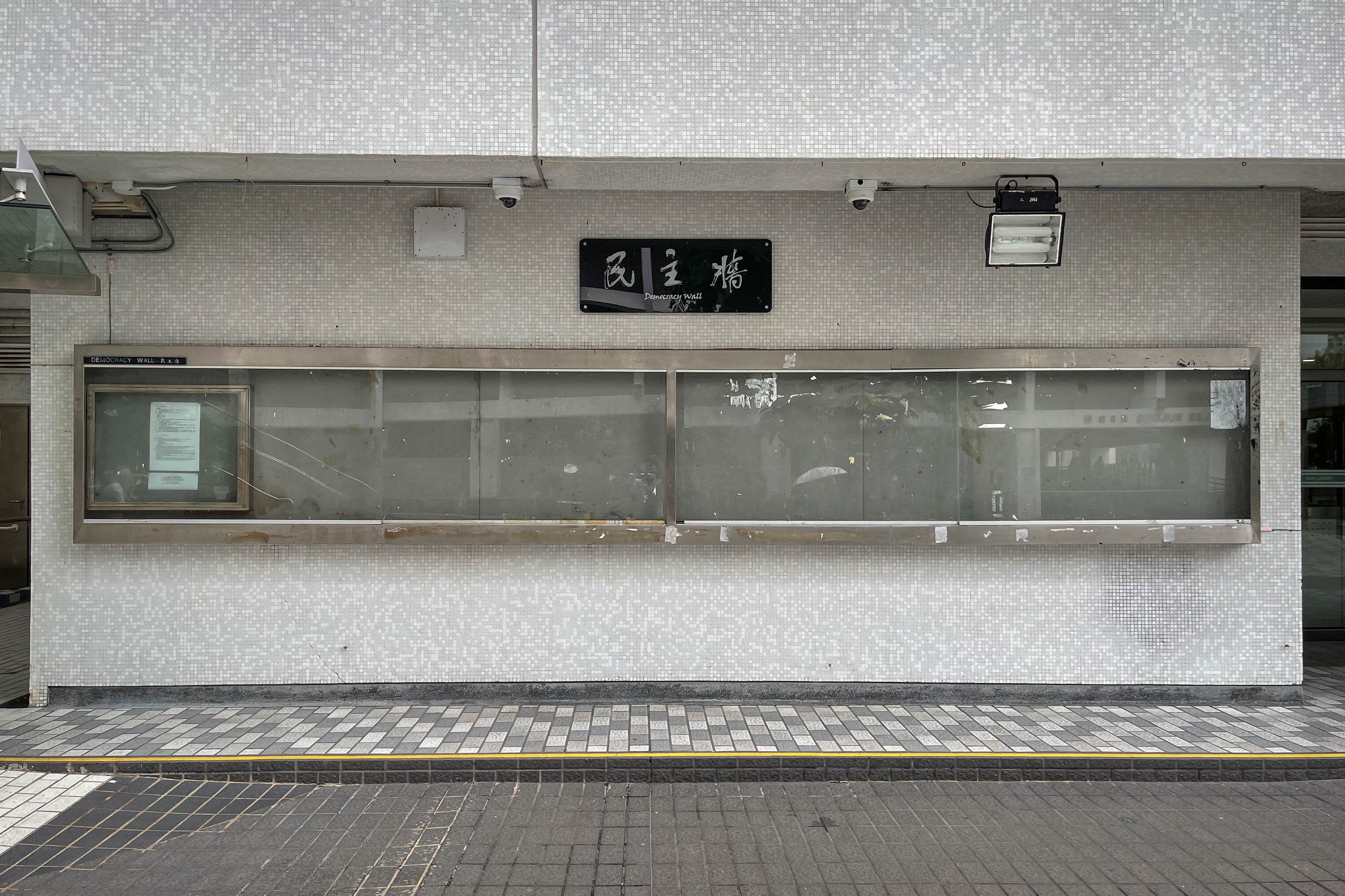
香港大學民主牆在7月11日早上被保安及清潔人員清去

2021年7月初，香港大學學生會評議會因通過「哀悼」銅鑼灣刺警案中的嫌犯梁健輝，引來部分社會人士不滿。評議到7月9日撤回議案，並道歉辭職。不過事件未能平息風波，校方在7月13日發表示聲明不再承認港大學生會地位，將會設立專責團隊，負責協調和處理各類學生事務。到7月14日，香港大學行政及財務副校長兼校舍事務委員會主席羅哲基向學生會屬會發信，要求香港大學學生會在7日內遷離學生會綜合大樓，大樓內的學生會成員已收拾物品，士氣低落。校方亦要求繼續使用大樓的屬會亦要向校舍事務委員會登記。
到同年8月4日，港大校務委員會召開特別會議，決定所有在7月7日曾經參與港大學生會評議會會議的學生，被禁止進入校園範圍及使用大學設施和服務，直至另行通知。其中一名受影響的港大學生會評議會成員對校方的做法感到非常震驚，沒有想過學校會這樣做。他指暑假期間有課堂進行，部分評議會成員亦是舍堂代表，他們因參與會議而不能上課和進出宿舍是非常大影響。

#### 收緊進入校園管制措施

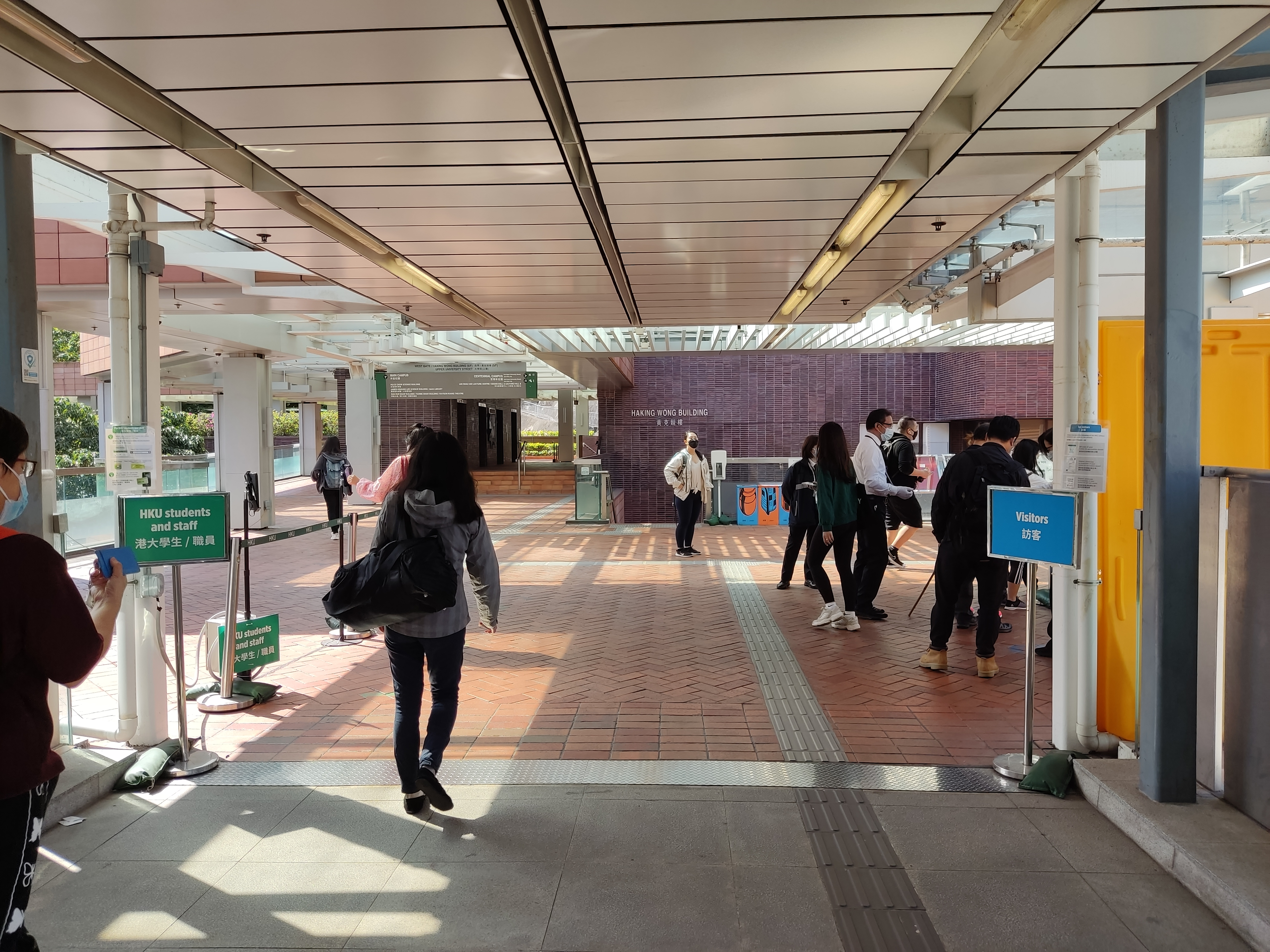
2022年1月，校方分階段實施疫苗通行證，規定所有進入校園的人士必須完成接種疫苗才能進入，而訪客必須登記

2022年1月，校方分階段實施疫苗通行證，規定所有進入校園的人士必須完成接種新冠疫苗最少14日，或出示每周的最新檢測結果。到2022年6月底起，如已經接種第二劑新冠疫苗超過9個月，須接種第三劑疫苗，方可進入校園。
至2024年，鑑於到訪香港大學校園的遊客人數不斷增加，大學於2024年5月1日起實行遊客分流措施，並設有校園導賞團，向希望探索大學校園和港大歷史的遊客開放。遊客需預先登記才能進入校園範圍。獲邀人士、核准服務提供者和社區用戶進入港大校園的安排則維持不變。

#### 重建工程疑施工質素有問題
2023年6月25日，「西高山校園重建計劃」被中科監察主席建築工程師潘焯鴻揭發興建期間出現石屎問題，包括多個結構柱混凝土出現空洞鋼筋外露，部份橫樑內石屎結構柱有蜂巢狀和空洞。校方發聲明證實早在4月底已經發現相關問題，並向承建商精進建築發出4份現場備忘錄和一封警告信，但情況並無明顯改善。到6月初與承建商開會後已更換負責混凝土工序的團隊和監督。到7月4日，承建商「精進建築」入稟高等法院，控告潘焯鴻及其公司誹謗，要求法庭下令，禁止被告以任何形式發布誹謗性言論及致歉等。潘焯鴻認為該形容「同樣是誹謗」，表示將進行反索償，重申不會妥協。

#### 校長張翔管治不當被校委會調查
2023年10月，港大全體校委收到匿名電郵，指控校長張翔存在管治問題，包括將中國大陸公司納思達經中國紅十字會捐出的1000萬內地留學生獎金放入校長辦公室持有的「港大戰略發展基金」賬戶、以豁免招標形式花費二百多萬港元聘請美國獵頭公司「Isaacson Miller」遴選醫學院長和大學拓展副校長，並最終在9月口頭通知校委會推薦劉澤星出任院長、將校長座駕更換為作家約203萬港幣的寶馬i7，以及利用大學資金裝修教職員聯誼會。針對有關投訴，張翔批評「造遙者」外洩機密通訊和內部資料，「斷章取義，蓄意扭曲事實」，他已就當中涉及「嚴重誹謗」的內容委託律師，同時索取專業法律意見。港大校董會10名成員發聯署聲明，批評校委會至今未有就張翔的管治問題和會議安排作正式公佈或回應，要求校委會解除保密要求、公開文件，同時成立獨立調查委員會作公開聆訊。2023年10月9日，港大校委會主席王沛詩宣佈成立五人專責小組，調查此前對校長張翔發出的匿名投訴，預料12個星期內提交調查報告。
經過長達半年時間的調查，2024年4月，港大專責小組宣佈對張翔行為不當的指控不成立，其調查報告獲校董會接納。張翔發深夜聲明稱「終於還我清白」，調查結論充分證明一連串的匿名舉報和惡意指控全屬子虛烏有，批評有人惡意將大學機密資料斷章取義發送至傳媒，扭曲事實、蓄意誤導公眾，對他和大學作嚴重誹謗，行為理應受到強烈譴責。同時，雖然調查報告證實了他的清白，但事件對港大造成的傷害難以彌補，形容現時同事懼怕被捲入失實投訴嚴重影響日常工作，全球招聘人才計劃亦受挫，個別已簽約加盟港大的國際頂尖學者因而卻步。

#### 校委會被指在校長張翔事前不知情和反對下通過副校長人事任命
2024年5月底，港大校委會例會通過副校長人事任命，暫任首席副校長、署理行政及財務副校長王于漸調任暫任副校長（大學拓展）、副校長（學術發展）宮鵬調任副校長（環球事務）。化學系講座教授任詠華接任暫任首席副校長，其餘多項職務人事亦有變動，並增設兩個新副校長職位。6月初，張翔致函教職員、學生、校友，確認他事前對副校長人選名單並不知情。 他指出，校委會主席從來沒有就提出的人選向他徵詢過任何意見，校委也會未有按照大學常規，並違反《香港大學條例及規程》，繞過他直接任命暫任副校長，有人不斷惡意製造事端搞亂港大及香港。他認為這樣的行為動搖港大學術自主的百年基石，不利港大和香港的穩定與發展，更談不上吸引全球人才。 教育局局長蔡若蓮表示政府正了解事件。
香港特區政府6月就港大近期內部運作成立「調研小組」，冀釐清事實及加強溝通。18日，行政長官李家超表示，調研小組已成立並安排接見校長及校委會主席，初步發現部分副校長崗位懸空超過5年，甚至在懸空4年間換人多達5名，形容情況不理想。李家超強調，任何事情必須以大學的利益為首，香港大學屬於香港，「不是屬於校長個人，也不屬於校委會任何一個人」。大學要不斷自我完善，如果行政有不當就要改善、重要崗位長期懸空要填補，程序上不清楚要寫清楚，大學的財務要清晰問責，並説港府對大學的撥款每年以百億港元計，公帑必須用得其所，大學行政和管治必須符合撥款要求。

### 犯罪

#### 前醫學院長被控欺詐盜竊
2008年5月23日，廉政公署落案起訴香港大學李嘉誠醫學院前院長林兆鑫33項欺詐和盜竊罪，指他在03年至06年擔任港大醫學院長期間，處理逾20名瑪麗醫院私家症病人的醫療費用時涉嫌欺詐，以及盜竊了3名捐款人的捐款，涉及款項逾400萬元。另一項控罪是身為公職人員行為失當。 2009年9月，林兆鑫承認該項公職人員行為失當罪，被判處入獄25個月。
案件其後被改編成電視劇《廉政行動2011—單元五〈私症〉》, 由曾江飾演影射林兆鑫之角色恭維廉。

#### 港大研究助理及宿舍導師偷拍宿舍女生洗澡
2011年12月19日凌晨二時許，25歲準博士生文鏡彰（Kenneth Man Keng-cheung）在香港大學醫學院任職研究助理，並兼任港大李兆基堂的宿舍導師期間，深宵潛入李兆基堂十一樓宿舍女廁浴室，並用手機的錄影功能偷拍女生洗澡。當時文鏡彰拍攝21歲女事主赤裸洗澡的片段，女事主赫然發現隔鄰的沐浴間有部電話伸過來，鏡頭正對着赤裸的她。她隨即高呼求救，被告立即縮手。她望出去，竟見被告就是她的宿舍導師，正站在沐浴間外。被告不斷向女事主道歉，女事主的兩名女同學亦趕至。被逮個正着的被告又再向二人道歉，並交出電話讓她們檢查，但她們並無發現任何影像。  女事主經考慮後翌日報警，警方在被告住所搜查，亦搜不到有關女事主的片段。但被告在警誡下，承認有用電話偷拍女事主洗澡的片段，幾秒後便被發現，當時已應女事主要求即時刪除片段。
於2012年7月17日，文鏡彰於東區法院承認不誠實使用電腦罪，被判監五個星期但准緩刑一年。裁判官指被告身為導師竟偷拍自己的女學生，只有判監才能反映案件嚴重性，惟被告的親友、師長和同學對他評價甚高，相信被告是一時行差踏錯，故准予緩刑一年。港大發言人昨回應指，會就事件向被告啟動校內的紀律程序處理。
儘管在港大醫學院任職研究助理及港大李兆基堂的宿舍導師期間犯下偷拍罪行，文鏡彰的學術生涯卻未受影響。他於2013年順利取得香港大學公共衛生碩士學位，更在2019年於鹿特丹大學取得哲學博士學位。諷刺的是，文鏡彰如今不僅重返他曾經犯案的香港大學，更擔任醫學院藥理及藥劑學系名譽助理教授，同時也在倫敦大學學院藥學院擔任講師。

#### 論文造假事件
媒體報道稱港大於2011年接獲針對該校22篇論文的投訴。於2015年10月前港大外科學系系主任范上達及現任系主任盧寵茂有份署名的兩篇論文遭國際醫學期刊撤除。媒體揭發2016年3月至5月期間，港大的研究團隊在提交美國化學學會期刊（JACS）的論文上有造假的嫌疑。再於2016年5月至6月間，港大被揭有前副教授的學士畢業習作及博士論文涉嫌抄襲。該造假抄襲事件早於2007年已有教職員向學校舉報，指已故的港大講座教授章梓雄及陳德儀合著的論文涉及抄襲美國學者Jerome R. Lurye。隨後陳德儀再被發現，其學士畢業習作(Final Year Project)，及博士論文同樣涉抄襲Lurye。

#### 校委張祺忠殺妻
2018年8月17日凌晨，香港大學校委兼機械工程學系副教授張祺忠因與52歲妻子陳慧文發生爭執，在香港大學偉倫堂單位用電線勒死妻子，並報警指太太失蹤。兩天後，張電召客貨車運送自製的木箱由偉倫堂運送到3公里外的黃克競樓7樓辦公室。而張向宿生發出「最後電郵」，安慰宿生不用緊張及擔心。張祺忠藏屍11天才被警方揭發，到8月28日被捕。張祺忠拒透露事發經過。受事件影響，黃克競樓7樓全層的教室及辦公室亦需暫封，禁止教職員進入。校長張翔在新生開學禮上致辭時主動提及事件，形容事件屬校園內的慘劇。張祺忠最終在2020年11月被判謀殺罪成，判囚終身。

### 欺凌

#### 候選學院幹事疑遭滴蠟
2017年4月，港大學生舍堂爆出20人向1人滴蠟的集體欺凌事件。專門報道港大校園消息的《薄扶林速報》稱，聖約翰學院的新一屆幹事會即將舉行選舉，期間有人退選，有退選幹事發文指出在參選過程中遭不同程度的欺凌、人身攻擊、甚至恐嚇，其中一名退選幹事發文又提到約20人曾闖入其中一名參選人房間並向其下體滴蠟，而涉事者聲稱滴蠟為該樓層「傳統」。港大發言人證實，正就一宗涉嫌欺凌事件展開調查，正向涉事同學及目擊者查證情況，並會向受影響同學提供支援，如發現不當行為會作出適當處分。

#### 宿舍性暴力欺凌
事隔兩日，港大又爆出性暴力欺凌事件。一名一年級學生懷疑在宿舍被高年級學生欺凌並被拍下影片，影片所見一名身穿港大化學系衛衣的男性學生僅穿內褲並掏出陽具，向另一名男人的頭部拍打，有關影片在網上被瘋傳。舍堂學生會幹事會就有關學生不當行為發表聲明，認為不涉及欺凌，但已暫停有關學生的宿籍，並向公眾致歉。身兼港大校董的教育界議員葉建源，質疑學生淡化事件嚴重性，促請校方徹查。香港警方重案組已介入調查。

#### 女宿生遭欺凌拍裸露相
2019年8月，有偉倫堂女宿生指出去年曾被人以宿位要挾，而被要求裸露上身拍短片。香港大學發言人證實接獲投訴，會按機制處理。

## 歷史建築
香港大學內有大量歷史建築，其中7項建築已被列為法定古蹟，詳細資料列於下表：
| 名稱                                           | 位置               | 歷史評級                   | 落成年份        | 補充資料 |
| ---------------------------------------------- | ------------------ | -------------------------- | --------------- | --- |
| 本部大樓外部                                   | 本部校園           | 法定古蹟                   | 1912年          | 大樓宏偉壯觀，採用後文藝復興主義的愛德華式建築形式，包括兩層的巨型愛奧尼柱式及舍利安那式拱窗，以當時流行的紅磚及花崗岩構造，北部的正立面根據天台的四座塔樓組合，中部的設一宏偉鐘樓。最初大樓由醫學及工程系以及文學院使用，現在則為教學及行政用途。 |
| 孔慶熒樓外部                                   | 本部校園           | 法定古蹟                   | 1919年          | 大樓最具特色的地方是中央的圓頂及外牆的紅磚，以倣傚對面本部大樓的愛德華式建築風格。原作學生會之用，至2013年為文學院音樂系及音樂圖書館，現為發展及校友事務部辦事處。                                                                                 |
| 鄧志昂樓外部                                   | 本部校園           | 法定古蹟                   | 1931年          | 鄧志昂樓為一座樓高三層之平頂建築，外牆鋪以洗水批盪。大樓曾用作中文學院，現為香港大學亞洲研究中心。 |
| 大學堂外部                                     | 薄扶林道144號      | 法定古蹟                   | 1861年          | 由蘇格蘭商人杜格拉斯於1861年建成並命名為杜格拉斯堡（Douglas Castle）。1894年，巴黎外方傳道會購入該建築物並改為印刷工場。1954年香港大學將之購入，並改作男生宿舍及命名為大學堂。建築非常華麗，揉合了都鐸及哥德式建築風格。                           |
| 明原堂儀禮堂外部                               | 本部校園           | 法定古蹟                   | 1914年          | 屬愛德華式建築風格，初為宿舍，現改為香港大學新聞及傳媒研究中心、通識教育部及寫字樓。 |
| 明原堂梅堂外部                                 | 本部校園           | 法定古蹟                   | 1915年          | 屬愛德華式建築風格，初為宿舍，現改為香港大學新聞及傳媒研究中心、通識教育部及寫字樓。 |
| 馮平山樓外部                                   | 本部校園           | 法定古蹟                   | 1932年          | 屬喬治亞式建築風格，初為中文圖書館，現用作香港大學美術博物館 |
| Alberose                                       | 薄扶林道132A及132B | 二級歷史建築               | 1926年          | 最初為Mrs. Rosie Weill的住宅，1952年港大購入大宅並改為高級職員宿舍。 |
| 龍虎山環境教育中心                             | 半山旭龢道50號     | 二級歷史建築               | 1914年-1919年間 | 工藝風格建築，初為西環濾水廠職員宿舍，1997年西環濾水廠改建為配水庫，宿舍則改建為環保署及香港大學合辦的龍虎山環境教育中心。 |
| 福利別墅及車庫                                 | 摩星嶺道61號       | 三級歷史建築               | 1922年及1924年  | 古典復興式建築，初為英國商人Felix Joseph旗下的住宅，港大於1957年購入該宅並將其改作職員宿舍。 |
| 西區抽水站及濾水廠高級員工宿舍、廠房、工人宿舍 | 薄扶林道           | 二級歷史建築及三級歷史建築 | 1918年至1931年  | 該地段原為水務署所擁有，其後該地段撥給香港大學與百周年校園一并發展。其中兩座位於百週年校園入口旁的前職員宿舍會分別成為香港大學出版社的辦公室及教務處學術交流部作為大學展覽及接待賓客之場地。                                                       |
| 校長寓所                                       | 大學道1號          | 一級歷史建築               | 1950年          | 純正摩登流線風格建築，位於舊域多利炮台遺址，是香港首座大學校長的官邸。 |

## 附屬機構
- 香港境內
  - 香港大學專業進修學院
  - 香港大學附屬學院
  - 明德學院
- 香港境外
  - 香港大學深圳醫院
  - 香港大學深圳研究院
  - 苏州港大思培科技职业学院

## 外部連結
- 官方网站